# Путин, Владимир Владимирович
Влади́мир Влади́мирович Пу́тин (род. 7 октября 1952, Ленинград, СССР) — российский государственный и политический деятель. Действующий президент Российской Федерации, председатель Государственного Совета Российской Федерации и Совета Безопасности Российской Федерации; Верховный главнокомандующий Вооружёнными силами Российской Федерации с 7 мая 2012 года. Ранее занимал должность президента с 7 мая 2000 по 7 мая 2008 года, также в 1999—2000 и 2008—2012 годах занимал должность председателя правительства Российской Федерации. Фактически руководит Россией, согласно разным оценкам, с 1999 или с 2000 года.
Выпускник юридического факультета Ленинградского государственного университета (ЛГУ). В течение 16 лет служил офицером внешней разведки КГБ, в том числе 6 лет в Дрездене. По возвращении в Ленинград работал помощником ректора ЛГУ, затем советником председателя Ленинградского горсовета Анатолия Собчака. После увольнения из КГБ в 1991 году работал в мэрии Санкт-Петербурга. После поражения Собчака на губернаторских выборах 1996 года переехал в Москву, где был назначен заместителем управляющего делами президента РФ. Кандидат экономических наук (1997). После пребывания во главе Федеральной службы безопасности РФ и на посту секретаря Совета Безопасности в августе 1999 года возглавил правительство.
31 декабря 1999 года после отставки Бориса Ельцина, который ранее назвал Путина своим преемником, был назначен исполняющим обязанности президента. Впервые был избран президентом в марте 2000 года, а затем переизбирался в 2004 году. В 2012 году был вновь избран президентом на выборах 2012 года, перед которыми срок полномочий был увеличен с 4 до 6 лет, и переизбрался в 2018 году. После принятия поправок к Конституции РФ вновь избрался в 2024 году.
Во время первого президентского срока Владимира Путина российская экономика после реформ и пятикратного повышения цен на нефть и газ росла в среднем на 7 % в год. При нём Россия одержала победу во Второй чеченской войне. Будучи премьер-министром при президенте Дмитрии Медведеве, Путин руководил войной с Грузией и реформами армии и полиции. В 2014 году под управлением Путина Россия начала войну с Украиной захватом и аннексией принадлежащего Украине Крыма, и затем участвовала в войне в Донбассе. В 2015 году была предпринята военная операция России в Сирии.
24 февраля 2022 года Путин эскалировал войну с Украиной, начав полномасштабное вторжение России на Украину, что вызвало международное осуждение. Ряд государств ввели дополнительные всеобъемлющие санкции против России и лично против Путина. Осенью 2022 года Россия начала мобилизацию и аннексировала оккупированные ею территории Украины. 17 марта 2023 года Международным уголовным судом в Гааге был выдан ордер на арест Владимира Путина по подозрению в незаконной депортации украинских детей в ходе вторжения на Украину.
Правление Путина характеризуется усилением центральной и президентской власти. Под руководством Путина в России произошёл откат от демократии и переход к авторитаризму и диктатуре. Эксперты и правозащитные организации критикуют текущий российский режим за коррупцию, усиление государственного контроля над прессой и ограничение свободы печати, нарушение прав человека, преследование, заключение и убийство политических оппонентов, отсутствие свободных и честных выборов.

## Ранние годы и образование

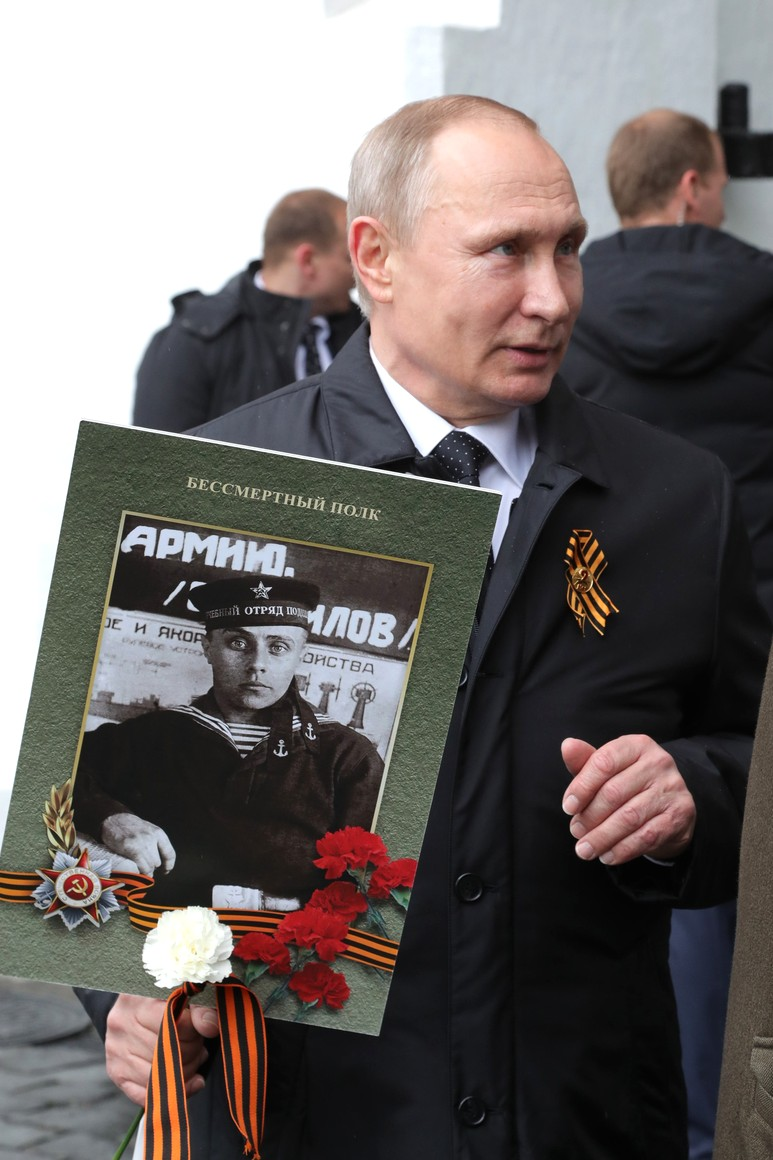
Владимир Путин с портретом отца-фронтовика на шествии «Бессмертного полка» в Москве, 9 мая 2017 года

Родился 7 октября 1952 года в Ленинграде, в родильном доме им. В. Ф. Снегирёва на улице Маяковского. В младенчестве был крещён в Спасо-Преображенском соборе.
Согласно собственному ответу во время переписи населения, русский по национальной принадлежности.
Отец — Владимир Спиридонович Путин (23 февраля 1911 — 2 августа 1999), родился в деревне Поминово Тверского уезда Тверской губернии, в 1933—1934 годах служил на подводном флоте, участник Великой Отечественной войны, призван Петергофским РВК Ленинградской области. В РККА — с июня 1941, боец 330-го стрелкового полка 86-й дивизии Красной армии, защищая Невский пятачок, был тяжело ранен осколком в левую голень и стопу 17 ноября 1941 года. Награждён медалями: «За боевые заслуги», «За оборону Ленинграда», «За победу над Германией». Член ВКП(б) с 1941 года. После войны — мастер на Ленинградском вагоностроительном заводе им. И. Е. Егорова (в 1990—2013 гг. — ЗАО «Вагонмаш»). В 1985 году награждён орденом Отечественной войны 1-й степени.
Мать — Мария Ивановна Путина (урождённая Шеломова) (17 октября 1911 — 6 июля 1998), происходила из деревни Заречье Тверского уезда Тверской губернии, где и познакомилась с Владимиром Спиридоновичем, также работала на заводе, пережила блокаду Ленинграда. Штабом КБФ награждена медалью «За оборону Ленинграда».

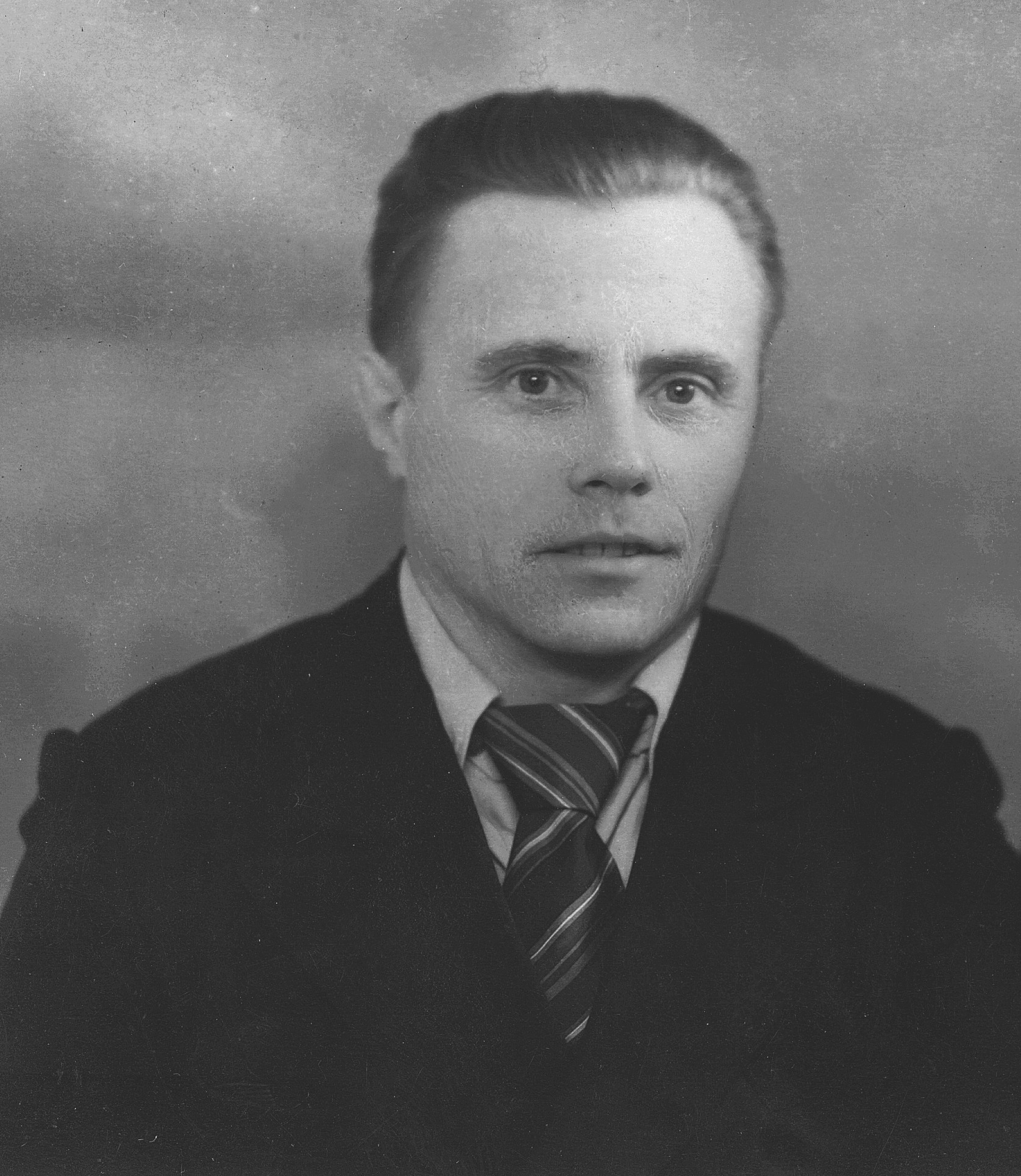
Отец — Владимир Спиридонович Путин
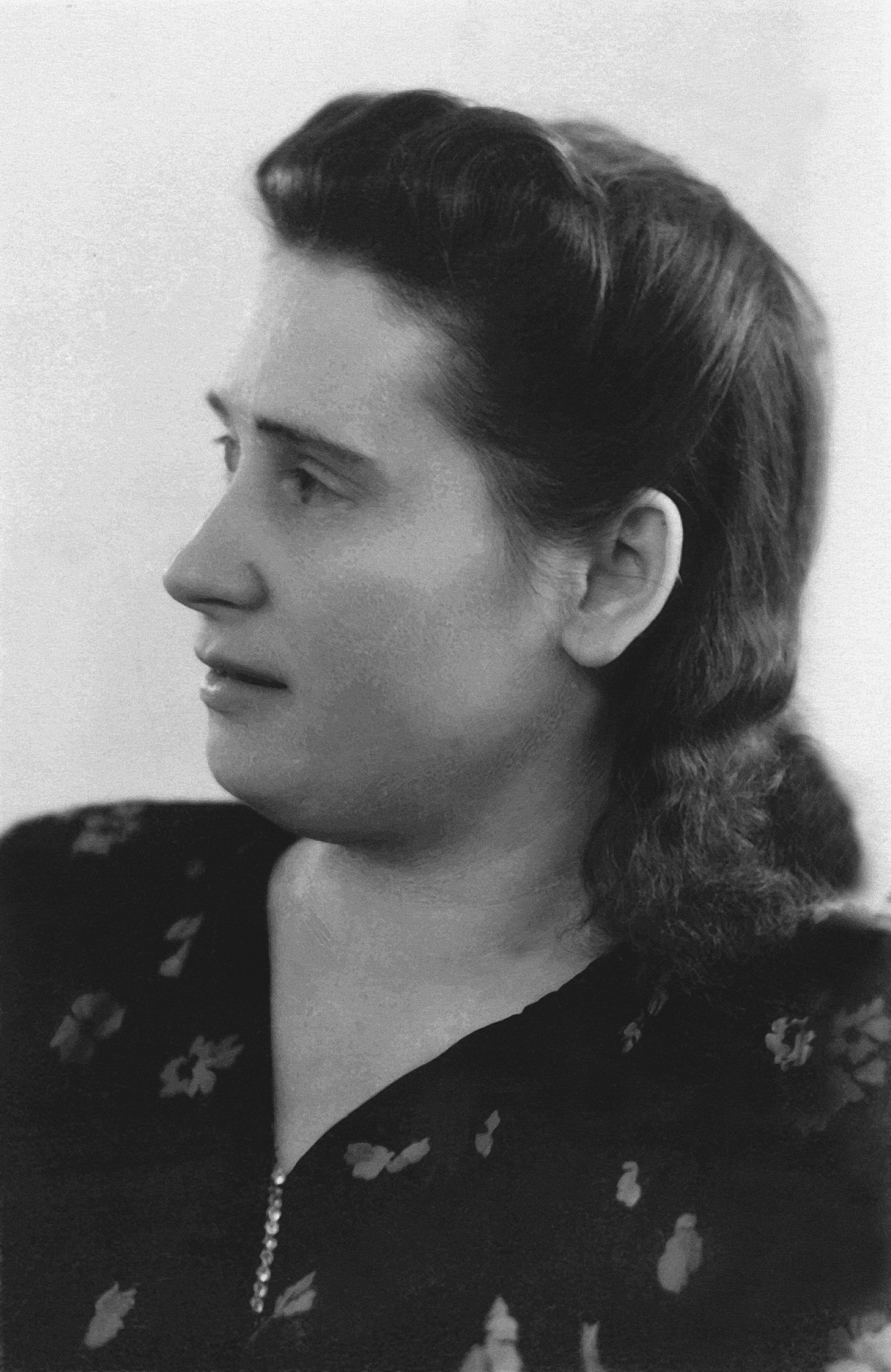
Мать — Мария Ивановна Путина (урождённая Шеломова)
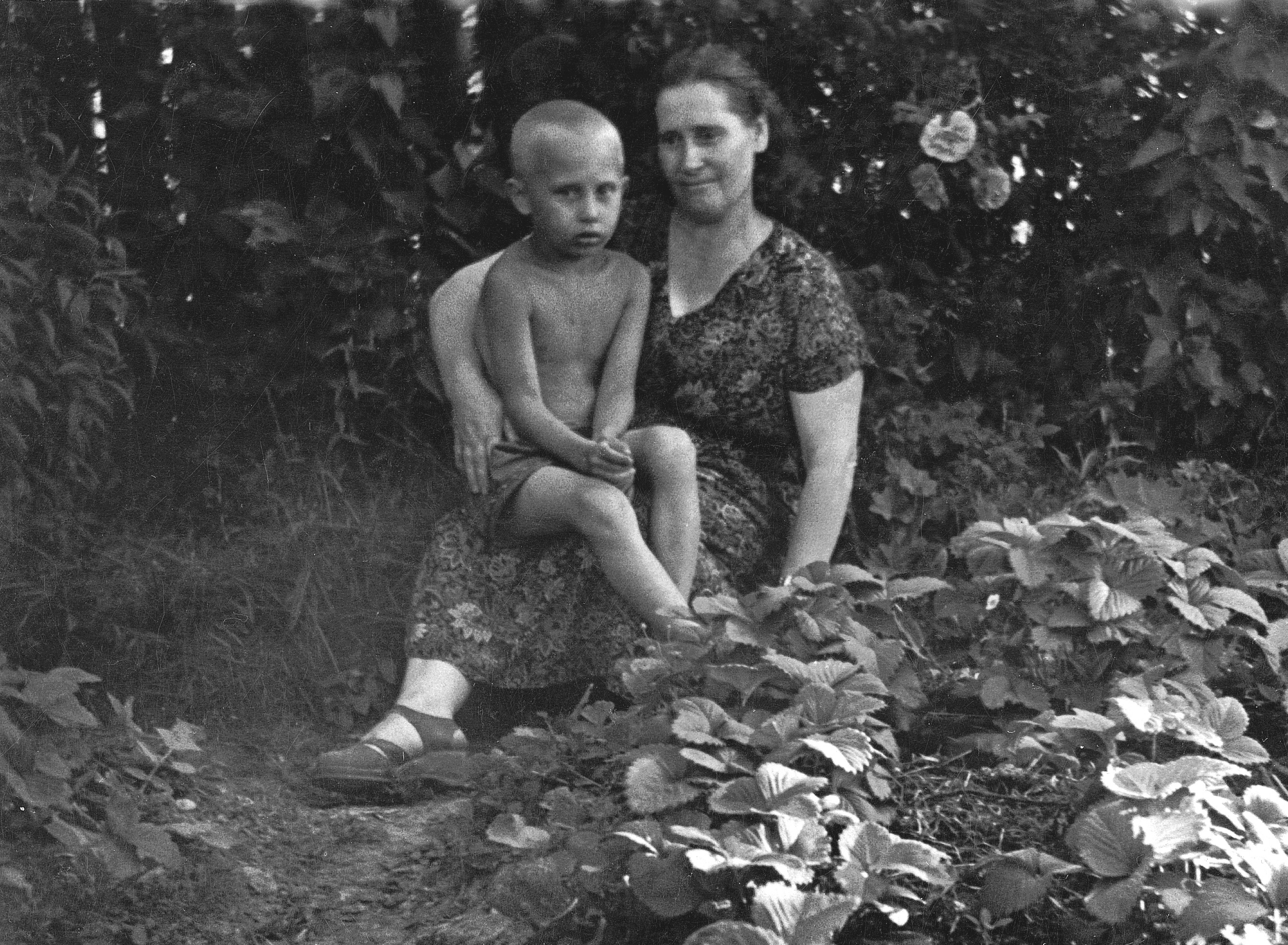
Владимир Путин со своей матерью. Июль 1958 года

Владимир был третьим сыном в семье. Два старших брата умерли до его рождения: Альберт (умер до начала Великой Отечественной войны) и Виктор (1940—1942).
В 1960—1965 годах Путин учился в школе-восьмилетке № 193. После поступил в среднюю школу № 281 (спецшкола с химическим уклоном на базе Технологического института), которую он окончил в 1970 году. После выпускного 17-летний Владимир впервые с целью поступления на службу посетил Управление КГБ СССР по Ленинграду и Ленинградской области на Литейном, где Путину после собеседования было рекомендовано сначала получить углублённое гуманитарное образование.
С 1964 года занимался дзюдо в спортивном клубе «Турбостроитель» добровольного спортивного общества «Труд» у тренеров Анатолия Рахлина и Леонида Усвяцова. В числе других ленинградских спортсменов принимал участие в съёмках на «Ленфильме» в качестве каскадёра, снимался в военной драме «Ижорский батальон» и эпопее «Блокада».
В 1970—1975 годах учился на международном отделении юридического факультета ЛГУ, где вступил в КПСС. Во время учёбы впервые встретил Анатолия Собчака, в то время доцента ЛГУ. Тема дипломной работы — «Принцип наиболее благоприятствуемой нации» (научный руководитель Л. Н. Галенская, кафедра международного права).

## Карьера в КГБ и начало государственной службы

### Служба в КГБ СССР (1975—1991)

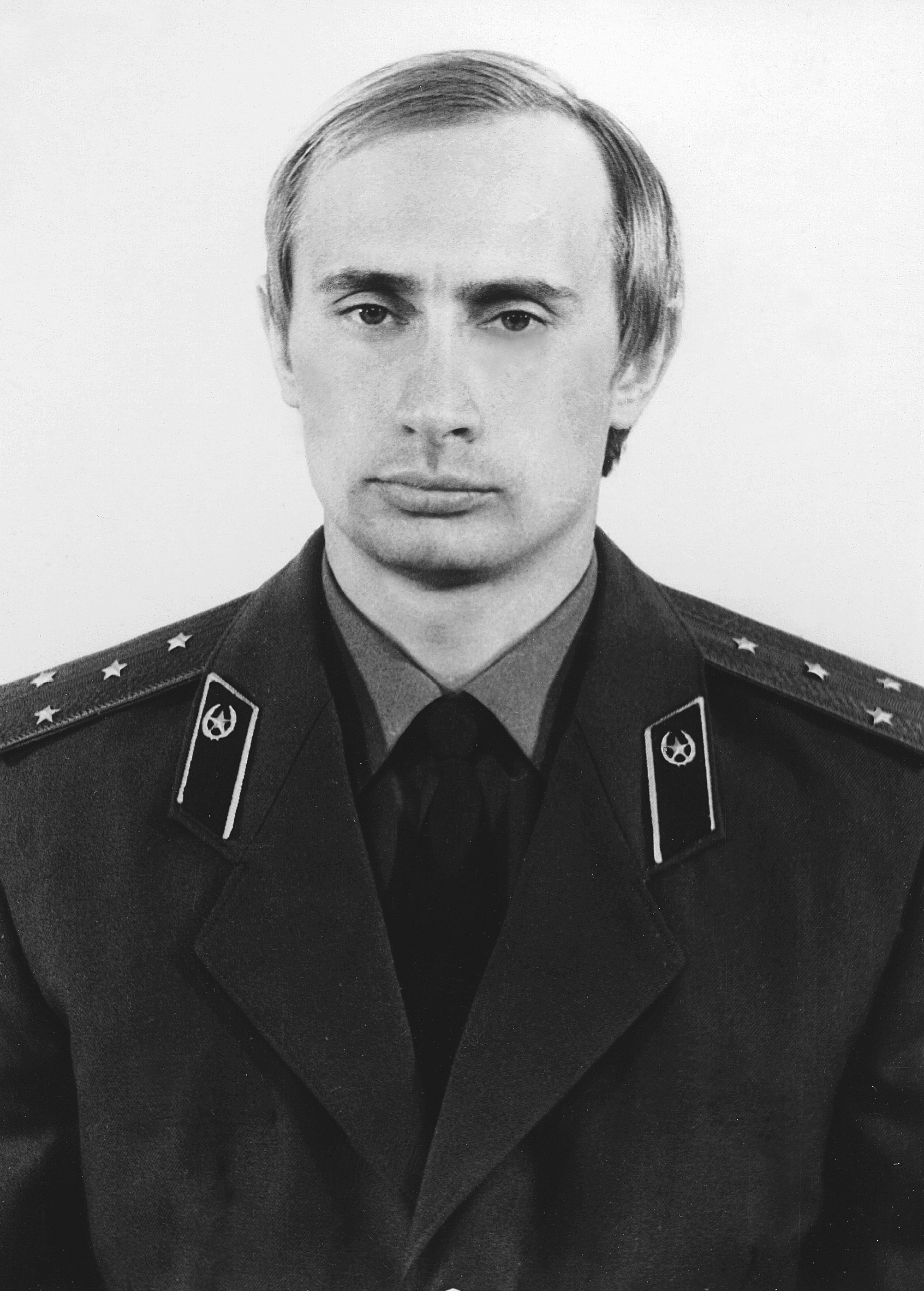
Фото из личного дела сотрудника КГБ

В 1975 году окончил юридический факультет ЛГУ, был направлен по распределению на работу в Комитет государственной безопасности. Тогда же прошёл курсы подготовки оперативного состава на Охте («401-я школа») и был аттестован младшим офицером (старший лейтенант юстиции) в системе территориальных органов КГБ СССР. В 1976 году Путин участвовал в расследовании дела, возбуждённого из-за надписи «Вы распинаете свободу, но душа человека не знает оков!», которую Олег Волков и Юлий Рыбаков нанесли на Государев бастион Петропавловской крепости. После 1977 года работал по линии контрразведки в следственном отделе Управления КГБ СССР по Ленинграду и Ленинградской области.
Прошёл курсы переподготовки оперативного состава Комитета государственной безопасности в Ленинграде (1976) и Москве (1979) при Высшей школе КГБ СССР им. Ф. Э. Дзержинского.
В 1985—1990 годах Путин работал в ГДР по линии внешней разведки КГБ. Его руководителем был начальник советской разведгруппы в Восточной Германии, представитель КГБ СССР при Министерстве госбезопасности ГДР полковник Лазарь Матвеев (рассекречен в мае 2017 года в возрасте 90 лет). Коллегами Путина по службе в Дрездене были, в частности, Сергей Чемезов и Николай Токарев. Майор Путин поддерживал постоянную служебную связь с начальником Дрезденского окружного управления МГБ ГДР генерал-майором Хорстом Бёмом. 7 октября 1987 года Бём подписал поздравительную открытку по случаю 35-летия Путина.
В течение командировки по выслуге лет Путин был повышен в звании до подполковника и в должности до старшего помощника начальника отдела. В январе 1990 года он завершил командировку в ГДР и вернулся в Ленинград.
В 1989 году был награждён бронзовой медалью «За заслуги» Национальной народной армии ГДР.
20 августа 1991 года, когда мэр Ленинграда Собчак отказался выполнять распоряжения ГКЧП, Путин, к тому времени работавший с Собчаком более года, написал рапорт об увольнении из КГБ; отставка была принята.

### Работа в Санкт-Петербурге (1990—1996)
С начала весны 1990 года основным официальным местом работы Путина был Ленинградский государственный университет, в котором он стал помощником ректора Станислава Меркурьева по международным вопросам. Меркурьев позже рекомендовал Путина Собчаку как исполнительного работника.
В мае 1990 года, вскоре после избрания Собчака председателем Ленинградского городского Совета народных депутатов, Путин стал его советником.
С 28 июня 1991 года, после избрания Собчака на пост мэра, — исполняющий обязанности председателя, а с 15 июля — председатель Комитета по внешним связям мэрии Ленинграда (с 16 мая 1992 года — Санкт-Петербурга). Помимо комитета по внешним связям, Путин руководил комиссией мэрии по оперативным вопросам.
В 1992 году депутатской рабочей группой Ленсовета во главе с Мариной Салье и Юрием Гладковым (так называемой «комиссией Салье») против руководителя комитета по внешнеэкономическим связям Владимира Путина было выдвинуто обвинение в махинациях в связи с программой снабжения Санкт-Петербурга продовольствием в обмен на сырьё. Впоследствии, уже исполняя обязанности президента, Путин признал, что продовольствие было поставлено не в полном объёме, однако утверждал, что «в уголовном порядке преследовать было не за что и некого», а расследования комиссия Салье в действительности не проводила. По мнению Путина, этот скандал часть депутатов Ленсовета пыталась использовать для воздействия на Собчака, чтобы тот его уволил.
С 1993 года Собчак на время своих зарубежных поездок стал оставлять Путина заместителем вместо себя.
В марте 1994 года Путин был назначен первым заместителем председателя правительства Санкт-Петербурга, сохранив за собой должность руководителя комитета по внешним связям. В обязанности Путина как зампреда петербургского правительства входили координация работы и взаимодействие мэрии с территориальными органами силовых и правоохранительных ведомств (ГУВД, Минобороны России, ФСБ России, прокуратура, суды, Таможенный комитет), а также политическими и общественными организациями. В ведении Путина находились регистрационная палата, а также управления мэрии: юстиции, по связям с общественностью, административных органов, гостиниц.
В 1995 году Владимир Путин возглавлял региональное отделение партии «Наш дом — Россия».
В 1992—1996 годах Путин в числе «реформистски настроенных политических активистов» проходил тренинг по программе американского Национального демократического института международных отношений (англ. National Democratic Institute for International Affairs, NDI).
Летом 1996 года Собчак покинул пост мэра, проиграв выборы, после чего работа Путина в мэрии Санкт-Петербурга закончилась.
Впоследствии многие из тех, кто вместе с Путиным работал в мэрии Санкт-Петербурга (И. И. Сечин, Д. А. Медведев, В. А. Зубков, А. Л. Кудрин, А. Б. Миллер, Г. О. Греф, Д. Н. Козак, В. П. Иванов, С. Е. Нарышкин, В. Л. Мутко и др.), в 2000-е годы заняли ответственные посты в правительстве России, администрации президента России и руководстве государственных компаний.

### Работа в Москве (1996—1999)
В августе 1996 года, после поражения Собчака на губернаторских выборах, Владимир Путин, по собственным воспоминаниям, вновь, как и во дни августовского путча 1991 года, планировал подрабатывать в такси. Бывший вице-мэр Петербурга контр-адмирал Вячеслав Щербаков упоминал, что Путина приглашали в новую администрацию Владимира Яковлева, однако Путин, по свидетельству Игоря Сечина, счёл это предательством и наотрез отказался.
Вскоре Путин был приглашён на работу в Москву на должность заместителя Павла Бородина, управляющего делами президента. Здесь он курировал юридическое управление и управление российской заграничной собственностью. По мнению писателя Роя Медведева, привлекая к работе Путина, Бородин учёл его опыт в международных деловых связях.
26 марта 1997 года Владимир Путин был назначен заместителем руководителя Администрации президента России — начальником Главного контрольного управления президента Российской Федерации, сменив на этом посту Алексея Кудрина. На эту должность его пригласил Валентин Юмашев, возглавивший Администрацию президента после того, как прежний руководитель Анатолий Чубайс перешёл на должность первого вице-премьера в правительстве Виктора Черномырдина. По словам Юмашева, именно Чубайс и предложил ему взять в администрацию Владимира Путина — «сильного кандидата, с которым он работал в Петербурге».
По словам Путина, результаты проведённой Главным контрольным управлением проверки, связанной с выполнением оборонного заказа, стали одной из причин отставки министра обороны России Игоря Родионова в мае 1997 года.

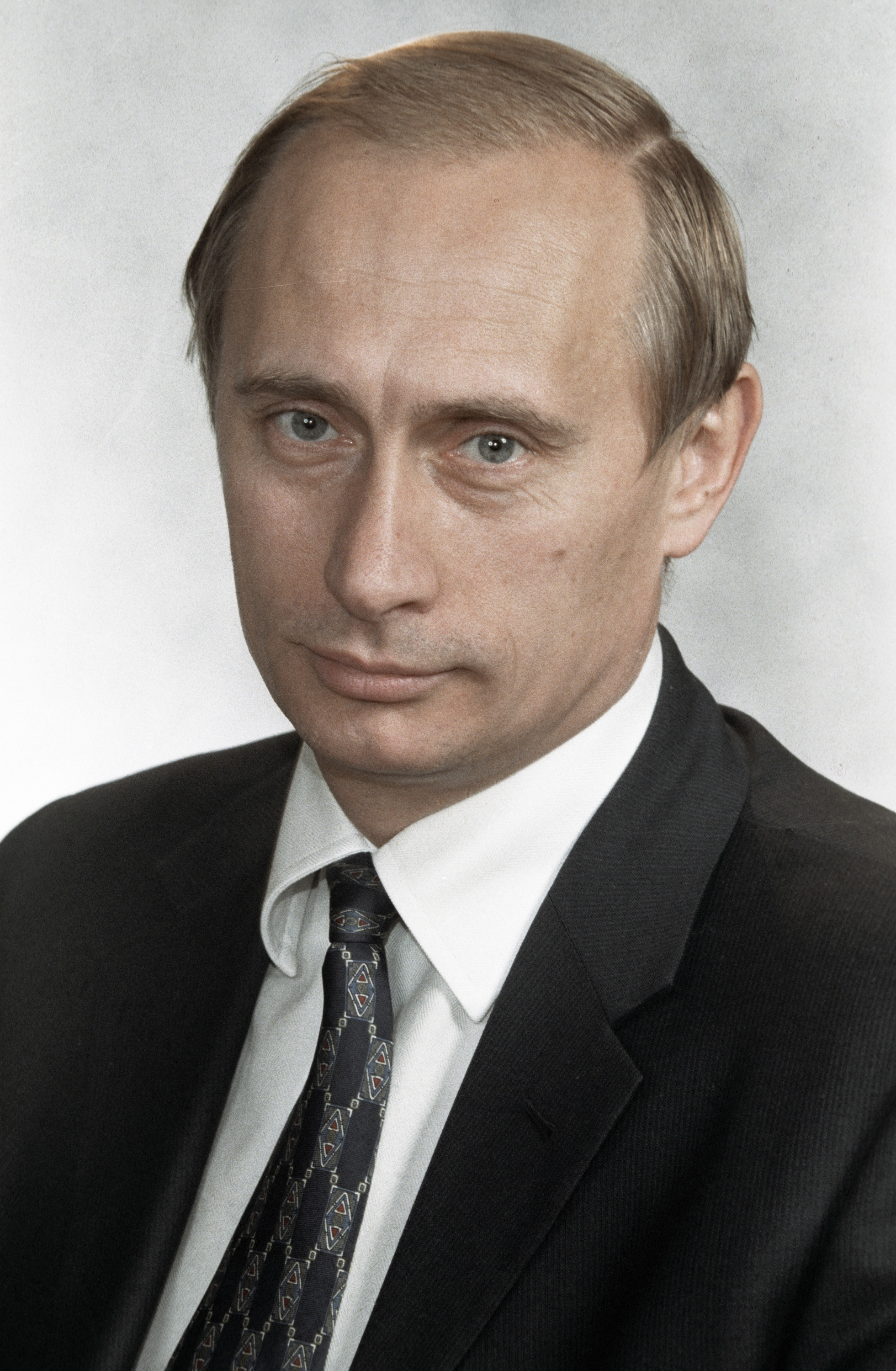
Директор Федеральной службы безопасности РФ Владимир Путин. 1998 год

#### Защита диссертации (1997)
В 1997 году Путин защитил диссертацию на соискание учёной степени кандидата экономических наук по теме «Стратегическое планирование воспроизводства минерально-сырьевой базы региона в условиях формирования рыночных отношений (Санкт-Петербург и Ленинградская область)» в Санкт-Петербургском государственном горном институте. Научным руководителем работы был доктор экономических наук, профессор Владимир Федосеев — известный специалист в области экономики минерального сырья.
В 2005 году сотрудники Брукингского института Вашингтона Клиффорд Гэдди и Игорь Данченко обвинили Путина в плагиате — копировании или незначительном видоизменении фрагментов статьи «Стратегическое планирование и политика» профессоров Уильяма Кинга и Дэвида Клиланда, опубликованной в 1978 году.
В 2018 году Ольга Литвиненко, дочь ректора Санкт-Петербургского горного университета Владимира Литвиненко, заявила, что диссертацию Путину написал её отец.

## Приход к власти
В ноябре 1997 года Путин организовал отъезд во Францию Собчака, к тому времени проходившего по уголовному делу о злоупотреблениях в мэрии Санкт-Петербурга. Поступок Владимира Путина вызвал в Кремле глубокую признательность; так, по мнению Юмашева, этот эпизод повлиял на выбор Путина в качестве преемника Ельцина.
В конце своего правления президент Борис Ельцин и его окружение озаботились выбором преемника Борису Ельцину на посту президента. Ельцин и его олигархическое окружение также озаботились проблемой своей безопасности и сохранения накопленных финансов после ухода Ельцина с поста президента. Для подбора преемника была проведена серия смен председателей правительства РФ. В 1999 году Ельцин и близкие олигархи остановились на кандидатуре бывшего директора ФСБ Владимира Путина. 31 декабря 1999 года Борис Ельцин в своём новогоднем обращении объявил о досрочном уходе в отставку, и назначении на пост исполняющего обязанности президента премьер-министра Владимира Путина.
25 мая 1998 года по инициативе Юмашева Путин был назначен его первым заместителем в Администрации президента, ответственным за работу с регионами. К моменту назначения считался одной из самых влиятельных фигур в Кремле.
25 июля 1998 года по предложению Юмашева, Владимир Путин был назначен директором Федеральной службы безопасности Российской Федерации. Своими заместителями Путин назначил генералов Николая Патрушева, Виктора Черкесова и Сергея Иванова, с которыми был знаком по работе в КГБ и в Санкт-Петербурге. Осенью 1998 года провёл реорганизацию в ФСБ России. За время нахождения на посту главы ФСБ упразднил управления ФСБ по экономической контрразведке и по контрразведывательному обеспечению стратегических объектов, создал вместо них шесть новых управлений. На должности директора ФСБ Путину было присвоено воинское звание полковник. Во время работы в ФСБ был уволен действующий сотрудник ФСБ Александр Литвиненко, опубликовавший открытое письмо Березовского главе ФСБ Путину. Путин публично ответил на него в негативном ключе.
29 марта 1999 года Владимир Путин был назначен секретарём Совета Безопасности Российской Федерации, сохранив за собой пост директора ФСБ.
В апреле 1999 года на основе заключения комиссии во главе с Путиным и министром внутренних дел Сергеем Степашиным был отстранён от должности генеральный прокурор Юрий Скуратов, расследовавший деятельность окружения Ельцина, «неформально координировавший службы безопасности в интересах политических оппонентов Ельцина» и критиковавший самого Ельцина. Путин предоставил дискредитирующую Скуратова видеозапись. Историки и политологи считают, что роль Путина в решении проблемы Кремля со Скуратовым стала важной демонстрацией надёжности первого в качестве возможного преемника Ельцина.
К началу мая 1999 года Ельцин в целом принял решение о передаче своей власти Путину. 5 августа на встрече с Путиным Ельцин сообщил о том, что хочет назначить его председателем правительства России.

### Председатель правительства (август — декабрь 1999)
7 августа 1999 года произошло вторжение боевиков под командованием Басаева и Хаттаба в Дагестан, а местные радикальные исламисты при их поддержке объявили о введении шариатского правления на части территории Ботлихского и Цумадинского районов. Это вторжение стало, по ряду оценок, триггером для назначения В. В. Путина на пост Председателя Правительства РФ.
9 августа президент Борис Ельцин назначил директора ФСБ Владимира Путина первым заместителем и исполняющим обязанности председателя правительства Российской Федерации вместо Сергея Степашина. В тот же день в своём телеобращении Ельцин назвал Путина своим преемником.
16 августа Владимир Путин был утверждён Госдумой в должности председателя правительства. На этом посту он организовал и возглавил операцию против боевиков.
В сентябре 1999 года в России произошла серия террористических актов — взрывы жилых домов в Буйнакске, Москве (на улице Гурьянова и на Каширском шоссе) и Волгодонске, жертвами которых стали более 300 человек.
18 сентября границы Чечни были блокированы российскими войсками. 1 октября танковые подразделения российской армии со стороны Ставропольского края и Дагестана вошли на территорию Наурского и Шелковского районов Чечни. После авиаудара по Грозному Владимир Путин произнёс получившую широкую известность фразу: «Мы будем преследовать террористов везде. В аэропорту — в аэропорту. Значит, вы уж меня извините, в туалете поймаем, мы и в сортире их замочим, в конце концов».
30 декабря 1999 года в ряде российских изданий была опубликована программная статья Путина «Россия на рубеже тысячелетий», в которой он изложил своё представление о прошлом и о предстоящих перед страной задачах и обозначил свои политические приоритеты: «патриотизм», «державность», «государственничество», «социальная солидарность», «сильное государство».
По итогам выборов в Госдуму поддержанное Путиным новое политическое движение «Единство» набрало 23,3 % голосов, заняв второе место.

### Исполняющий обязанности президента (31 декабря 1999 — 7 мая 2000)

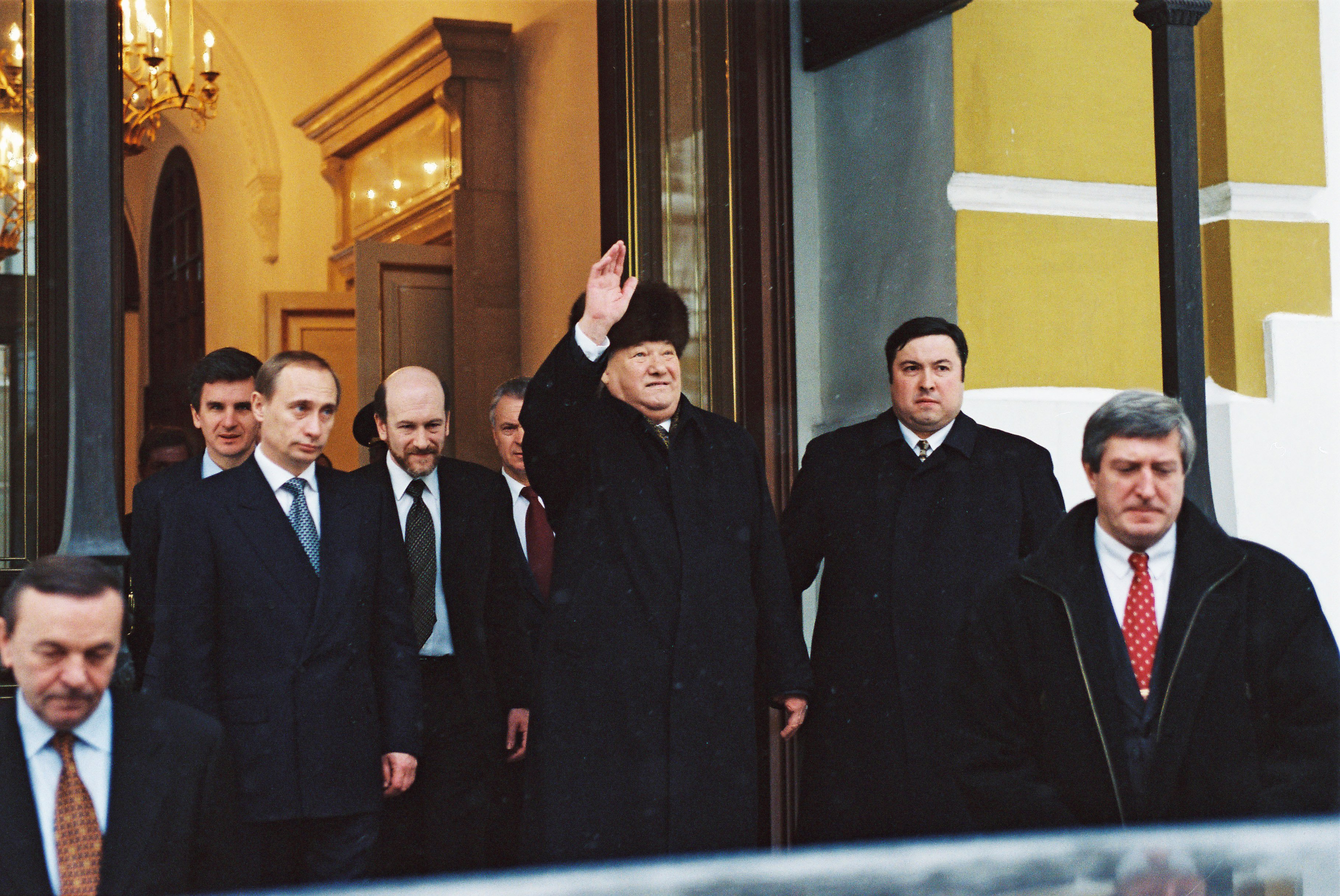
Владимир Путин, руководитель Администрации президента Александр Волошин и Борис Ельцин, покидающий Кремль.
31 декабря 1999 года

31 декабря 1999 года в связи с досрочным уходом Ельцина в отставку Путин приступил к исполнению обязанностей президента.
Первым государственным актом, подписанным Путиным на посту и. о. президента РФ, стал указ «О гарантиях президенту Российской Федерации, прекратившему исполнение своих полномочий, и членам его семьи». Указ предоставлял бывшим российским президентам (на тот момент таким был только Ельцин) гарантии неприкосновенности и другие преференции. В 2001 году Владимир Путин подписал аналогичный федеральный закон.

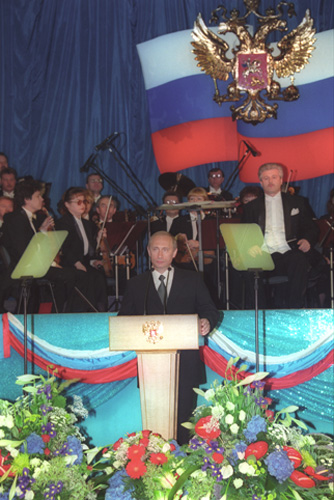
Выступление на торжественном приёме по случаю вступления в должность президента России в Государственном Кремлёвском дворце. Москва, 7 мая 2000 года

На президентских выборах 26 марта 2000 года Владимир Путин одержал победу в первом туре, набрав 52,94 % голосов.

## Первый и второй президентские сроки (2000—2008)
7 мая 2000 года Путин вступил в должность президента России. 17 мая 2000 года назначил на должность председателя правительства России Михаила Касьянова.
4 февраля 2004 года правительство Касьянова было отправлено в отставку, новым председателем правительства стал Михаил Фрадков.
14 марта 2004 года Путин был избран президентом на второй срок, получив 71,31 % голосов. Вступил в должность 7 мая 2004 года.
12 сентября 2007 года Путин отправил в отставку правительство Фрадкова, назначив главой правительства Виктора Зубкова.
7 мая 2008 года передал власть избранному президенту, бывшему главе своей администрации Дмитрию Медведеву.

### Вторая чеченская война

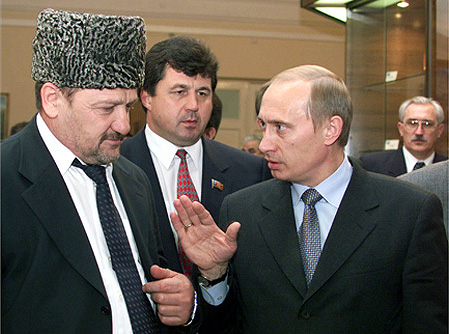
Владимир Путин с главой администрации Чечни Ахматом Кадыровым. Фотография пресс-службы президента России, Ростов-на-Дону, 8 ноября 2000 года

Новая большая война в Чечне похоронила идею «отложенного статуса» и вновь привела к потокам беженцев и огромным человеческим жертвам. К началу весны 2000 года российские войска взяли Грозный и установили контроль над большей частью территории республики, что стало удачной платформой для карьеры Путина и бывшего муфтия Ичкерии Ахмата Кадырова. В марте 2000 года в Чечне впервые с 1991 года были созданы участки для голосования на российских выборах. Кроме Ахмата Кадырова союзниками российских властей также стали несколько полевых командиров, разочаровавшихся в Аслане Масхадове и уже осенью 1999 года перешедших на сторону российских войск. В июне 2000 года Путин назначил Ахмата Кадырова главой администрации Чечни. В марте 2003 года в Чечне прошёл референдум, на котором была принята конституция Чечни, соответствующая федеральному законодательству. В октябре 2003 года Ахмат Кадыров был избран главой республики, а в мае 2004 года погиб в результате теракта. Его сын Рамзан Кадыров возглавил Чеченскую Республику в апреле 2007 года.
Вторая чеченская война официально завершилась в 2009 году с отменой в полночь 16 апреля режима КТО.

### Борьба с терроризмом на Северном Кавказе
После прекращения полномасштабной войсковой операции чеченские сепаратисты продолжили войну против федеральных властей, перейдя к тактике диверсий и террора. Боевики провели несколько крупных рейдов, включая нападение на Гудермес в сентябре 2001 года и нападение отряда Руслана Гелаева на Ингушетию в сентябре 2002 года. В конце 2003 года попытка Гелаева прорваться в Панкисское ущелье (Грузия) через территорию Дагестана привела к двухмесячному вооружённому противостоянию с применением тяжёлой техники и авиации.
Особенный резонанс в этот период получил захват чеченскими боевиками Театрального центра на Дубровке, произошедший в Москве 23 октября 2002 года. Заложниками террористов стали 912 человек; террористы требовали вывода российских войск из Чечни, угрожая убийством заложников. Утром 26 октября оперативным штабом был организован штурм здания с использованием усыпляющего газа. В результате операции все террористы были уничтожены, но 125 заложников погибли, отравившись газом и не получив своевременной медицинской помощи. Публичного расследования причин гибели людей не проводилось, данные о характеристиках применённого газа были засекречены. Власти предприняли попытку дезинформации общественности в отношении причин гибели заложников. По сообщениям газет, руководитель операции первый заместитель директора ФСБ генерал-полковник Владимир Проничев закрытым указом был удостоен звания Героя России.
6 февраля 2004 года, после теракта на станции «Автозаводская» Путин заявил, что «Россия не ведёт переговоров с террористами, она их уничтожает».
24 августа 2004 года женщинами-смертницами были осуществлены взрывы двух пассажирских авиалайнеров, вылетевших из аэропорта Домодедово. 1 сентября боевики захватили школу в Беслане (Северная Осетия), взяв в заложники более тысячи детей и взрослых. В ходе нападения и в последующие дни несколько заложников были убиты террористами. 3 сентября в школьном здании произошли несколько взрывов, за которыми последовали возгорание и штурм здания. В результате нападения, взрывов и пожара, а также в ходе боя и спасательной операции погибло 19 сотрудников спецподразделений и 314 заложников, включая 186 детей. Критики высказывали мнение, что российским властям следовало изначально отказаться от силовой операции и пойти на переговоры с террористами.
В марте 2005 года в ходе спецоперации ФСБ был уничтожен президент Ичкерии Аслан Масхадов. После уничтожения Масхадова и ряда полевых командиров интенсивность диверсионно-террористической деятельности боевиков значительно снизилась. 31 января 2006 года Путин заявил, что можно говорить об окончании контртеррористической операции в Чечне. В июле того же года в результате спецоперации российских спецслужб был уничтожен террорист № 1 Шамиль Басаев.
В 2019 году в ходе своей ежегодной пресс-конференции самыми сложными моментами своего президентства Путин назвал захват террористами заложников в Театральном центре на Дубровке в Москве и в Беслане.

### Реформирование политической системы
С первых лет правления Путина, исследователи стали отмечать в нём черты бонапартизма.
В мае 2000 года Путин своим указом учредил институт полномочных представителей в федеральных округах. Была начата масштабная работа по приведению региональных законов в соответствие с федеральными. Республике Татарстан в связи с этим даже пришлось изменять свою конституцию.
Первой крупной реформой в конституционно-политической системе страны стало осуществлённое в августе 2000 года изменение порядка формирования Совета Федерации, в результате которого губернаторы и главы законодательной власти регионов, до того бывшие членами СФ по должности, были заменены назначенными представителями; последние должны работать в СФ на постоянной и профессиональной основе (при этом одного из них назначал губернатор, а второго — законодательный орган региона). Параллельно с этим в сентябре 2000 года был создан совещательный орган при президенте — Государственный совет России, членами которого по должности являются главы субъектов страны.
После террористического акта в Беслане, 13 сентября 2004 года, Путин объявил о намерении отменить выборы глав регионов, мотивируя этот шаг необходимостью повысить эффективность работы федеральных и региональных властей страны, усилением борьбы с терроризмом. В декабре 2004 года был принят закон, по которому главы регионов выбираются законодательными собраниями из списка кандидатур, который вносит президент. С марта 2005 года стала применяться практика увольнения глав регионов с формулировкой об «утрате доверия».

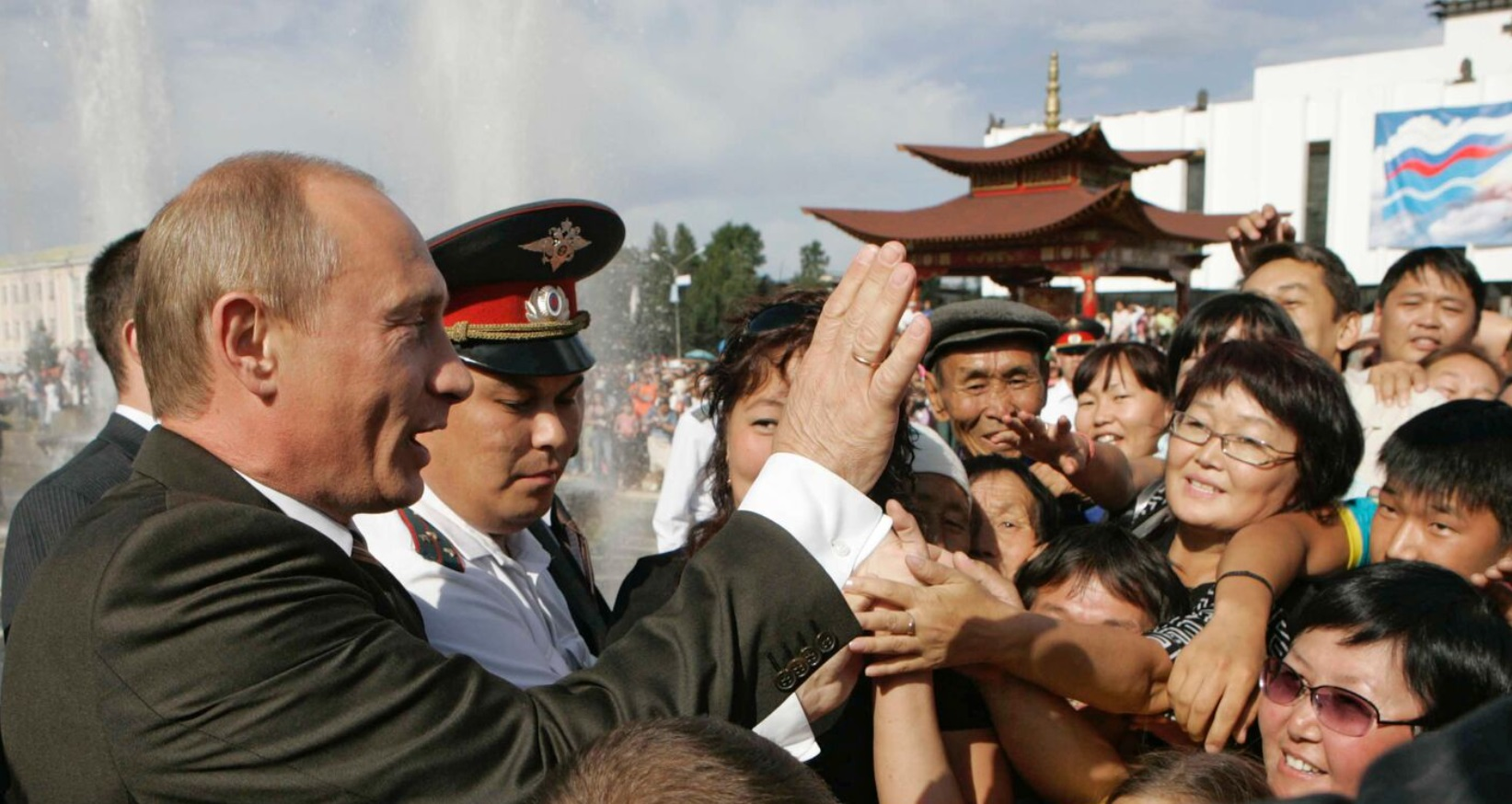
Путин в Кызыле, Тыва, 15 августа 2007 года

В декабре 2003 года по итогам выборов в Государственную думу большинство мест как по федеральному списку, так и по большинству одномандатных округов получила партия «Единая Россия», созданная в декабре 2001 года в результате объединения на базе поддержки президента Путина ранее конкурировавших политических организаций «Единство» и «Отечество — Вся Россия». «Единая Россия» получила конституционное большинство, что позволило ей при голосованиях уверенно преодолевать сопротивление оппозиционных партий. В Думе четвёртого созыва либеральной оппозиции уже не было.
Весной 2005 года был принят закон о выборах в Госдуму исключительно по партийным спискам. Территориальное представительство в Государственной думе (одномандатные избирательные округа) было упразднено. Были приняты поправки к федеральному законодательству, позволяющие партии, победившей на выборах в региональный парламент, предлагать президенту России свою кандидатуру на губернаторский пост. В подавляющем большинстве регионов это право принадлежало «Единой России». Массовый характер принял процесс вступления губернаторов в партию власти. «Единая Россия» как партия власти не располагала ярко выраженной идеологией, декларируя «центризм и консерватизм». На деле её членов объединяет главным образом лояльность по отношению к существующей государственной системе.
А. Н. Яковлев в конце 2004 и в 2005 годах, говоря о политике Путина, обращал внимание на следующие «тревожные сигналы»: «…бросается в глаза жёсткая последовательность. Гимн, однопартийная система, послушный парламент, примат государственности над человеком, вождизм, сращивание государственных структур с бизнесом, особенно с криминальным, приручение средств массовой информации, возвращение к государственной историографии, то есть приспособление истории к интересам власти, отсутствие подлинно независимых судов, расширение сферы деятельности и влияния на политику специальных служб…»
В начале 2000-х годов в России при содействии Администрации президента был создан ряд молодёжных организаций, ключевыми пунктами программ которых являлось сохранение суверенитета и целостности России, осуществление модернизации страны и формирование действующего гражданского общества. Путин регулярно встречался с активистами организации «Наши». Некоторые из акций этих молодёжных организаций вызывали резкую критику со стороны прессы и политической оппозиции. По прошествии ряда лет эти организации прекратили свою деятельность.

### Кадровая политика
При Путине для кадровой политики Администрации президента России и ряда других органов государственной власти было характерно назначение на ключевые должности в центральных органах российской власти и правлениях ведущих российских корпораций его многочисленных бывших соучеников по университету, сослуживцев по ГДР и в спецслужбах, а также представителей «питерской команды». Например, руководитель Администрации президента России в 2003—2005 годах (впоследствии президент России и председатель правительства страны) Дмитрий Медведев — ближайший соратник Путина, работавший с ним вместе в мэрии Санкт-Петербурга.

### Реформирование правоохранительной системы
В 2000 году по указанию президента Путина была создана рабочая группа по совершенствованию законодательства в судебной сфере. В следующем году были приняты несколько ключевых законов, направленных на реформирование судебной системы, наиболее важные из которых: «О статусе судей в РФ», «О судебной системе РФ», «О Конституционном суде РФ» и «Об адвокатской деятельности и адвокатуре в РФ».
В декабре 2001 года Путин подписал новый Уголовно-процессуальный кодекс Российской Федерации, в июле 2002 года — Арбитражный процессуальный кодекс Российской Федерации, в ноябре — Гражданский процессуальный кодекс.
В июне 2007 года был подписан закон о создании Следственного комитета при прокуратуре, фактически отделивший органы следствия от органов прокуратуры, а в 2011 году Следственный комитет РФ был полностью выделен из состава прокуратуры в самостоятельное федеральное ведомство.
21 июня 2013 года Путин предложил объединить Верховный и Высший арбитражный суд России, что потребовало внесения изменений в Конституцию России. 6 августа 2014 года новый объединённый Верховный суд России начал свою деятельность.

### Критика

#### Положение СМИ

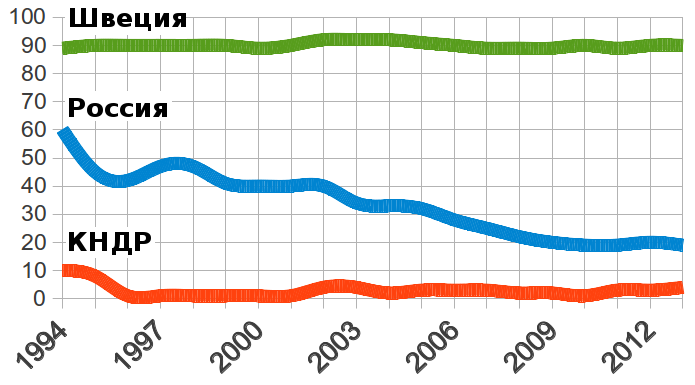
Динамика уровня свободы прессы в России (Freedom House). Для сравнения показаны данные по КНДР и Швеции

Президента Путина неоднократно обвиняли в подавлении независимых СМИ. В частности, с Путиным связывали дела НТВ и ТВ-6, закрытие ТВС, закрытие независимых газет или смену их собственников. Демонтаж «Мост-медиа» привёл к установлению государственного контроля над контентом главных телеканалов, что позволило, в частности, радикально (по сравнению с первой чеченской войной) изменить подход телеканалов к отражению боевых действий в Чечне и повлиять на их восприятие в российском обществе. В то же время митинги в защиту НТВ стали первыми акциями протеста против политики Путина.
Журналисты и правозащитники, пытающиеся разобраться в нарушениях прав человека в Чечне, рискуют жизнью: в октябре 2006 года в Москве была убита журналистка Анна Политковская, в июле 2009 года на Кавказе — правозащитница Наталья Эстемирова. В рейтинге свободы прессы организации «Репортёры без границ» Россия в 2008 году была поставлена на 144 место среди 173 стран, участвовавших в рейтинге. В январе 2013 года Россия в этом рейтинге опустилась ещё ниже. Российские власти подвергаются критике за препятствование объективному освещению акций оппозиции, ужесточение закона о клевете и создание «чёрного списка» интернет-сайтов.

#### Гибель подводной лодки «Курск»
Гибель подводной лодки «Курск», произошедшая 12 августа 2000 года в Баренцевом море, вызвала критику не только в адрес руководства Военно-морских сил РФ, но и в адрес самого президента. Подлодка затонула в результате серии взрывов, что привело к гибели всего экипажа — 118 человек. Официальные источники далеко не сразу сообщили о катастрофе, спасательная операция началась лишь спустя сутки. По утверждению «Новой газеты», командование ВМФ России долгое время отказывалось от иностранной помощи, уверяя, что в состоянии справиться своими силами. Владимир Путин дал санкцию командованию ВМФ на привлечение иностранной помощи лишь спустя четверо суток после катастрофы, 16 августа.

### Экономическое развитие
Подводя экономические итоги пребывания Путина на посту президента России (2000—2007 годы), Томас Грэм, бывший старший директор по России в Совете национальной безопасности США, писал: «Экономика не только вернула себе все позиции, утраченные в 1990-е, но и создала жизнеспособный сектор услуг, который практически не существовал в советский период. В России накоплен третий по объёму золотовалютный запас после Китая и Японии» (в 2021 году у России — пятое место по золотовалютным резервам).
Экономика России характеризовалась ростом ВВП, промышленного и сельскохозяйственного производства, строительства, реальных доходов населения. Снизилась доля населения, живущего ниже уровня бедности (с 29 % в 2000 году до 13,4 % в 2008), уровень безработицы снизился с 10,6 % в 2000 году до 6,2 % в 2008 году.
В 2005 году Путин объявил о начале реализации четырёх приоритетных национальных проектов в социально-экономической сфере: «Здоровье», «Образование», «Жильё» и «Развитие АПК». После провальной реализации этих проектов Путин издал указ в 2018 году о принятии новых национальных проектов: «Человеческий капитал», «Комфортная среда для жизни» и «Экономический рост».
Активизировался переговорный процесс по вступлению России во Всемирную торговую организацию, начавшийся ещё в середине 1990-х годов. Экономисты Всемирного банка отмечали, что «Путин сделал вступление в ВТО приоритетом для России, и при его администрации переговоры по вступлению России в ВТО после нескольких лет бездействия начали продвигаться вперёд ускоренными темпами». 22 августа 2012 года Россия стала членом ВТО.
В 2006 году в своём послании Федеральному Собранию Путин объявил о мерах по стимулированию рождаемости в России: увеличении детских пособий, введении «материнского капитала» и т. п.
1 февраля 2008 года Стабилизационный фонд был разделён на Резервный фонд и Фонд национального благосостояния (ФНБ). Первый был создан для покрытия дефицита бюджета, второй предназначался для пенсионного обеспечения граждан, но частично расходовался на инфраструктурные проекты и помощь банкам.

#### Критические оценки
По мнению ряда экспертов, проблемы российской экономики за первые два президентских срока Путина были лишь законсервированы или даже обострились, а экономика России сохраняла зависимость от цен на энергоресурсы. Вот что писал журнал The Economist в середине 2008 года: «В начале 2000-х Россию захлестнул поток нефтедолларов, замаскировавший экономические проблемы. По оценкам, доля нефти и газа в ВВП России увеличилась более чем вдвое с 1999 года и по состоянию на 2 квартал 2008 года составила более 30 %. Нефть и газ составляют 50 % доходов российского бюджета и 65 % её экспорта».
Американский профессор Маршалл Голдман, занимавшийся исследованием экономики СССР, в начале 2008 года для характеристики экономической модели, построенной при Путине, употребил термин «petrostate» («нефтегосударство»): Petrostate: Putin, Power, and the New Russia. В своей книге профессор утверждал, что главный личный вклад Путина в экономическую политику заключался в создании «national champions» (крупных контролируемых государством компаний) и ренационализации основных энергетических активов, следствием чего стало создание нового класса олигархов, которых он назвал «силогархами» (от термина «силовик»). Его мнение поддержал в декабре 2008 года экономист Андерс Ослунд, заявивший, что главным проектом Путина было «создание огромных, неудобоуправляемых государственных мастодонтов» и что последние «задушили большие сектора экономики своей инерцией и коррупцией, препятствуя при этом диверсификации».
Президент Института энергетической политики и оппозиционный политик Владимир Милов в ноябре 2007 года утверждал, что почти все реформы, которые Путин инициировал, вступив в должность, провалились, принятие Земельного кодекса «так и не привело к формированию развитого ликвидного рынка земли», а новый Трудовой кодекс «обернулся проблемами для работодателей». Российский социолог Игорь Эйдман, директор по коммуникациям ВЦИОМ, характеризовал сложившийся окончательно в президентство Путина общественно-политический строй как «власть чиновничьей олигархии», имеющий «черты крайне правой диктатуры — господство государственно-монополистического капитала в экономике, силовых структур в управлении, клерикализма и государственничества в идеологии».

### Взаимоотношения власти и крупного бизнеса
По мнению журнала «The Economist», заняв в 2000 году пост президента, Путин, возможно, заключил негласное соглашение с так называемыми «олигархами»: правительство закроет глаза на все предшествующие нарушения закона при условии, что они откажутся от сомнительных сделок, характерных для начала и середины 1990-х, а также не будут участвовать в политической жизни.
Путин выдвинул тезис «равноудалённого положения всех субъектов рынка от власти». Крупным предпринимателям было обещано, что пересмотра итогов приватизации не будет, — однако уже вскоре стало очевидно намерение пересмотреть место крупного бизнеса в российской политике.
Ряд миллиардеров, сделавших своё состояние в 1990-е, утратил своё влияние. Среди пострадавших, в частности, называют Владимира Гусинского, владельца холдинга ЗАО «Медиа-Мост». Борис Березовский, лоббировавший в 1999 году кандидатуру Владимира Путина в качестве преемника Бориса Ельцина, способствовавший его победе на внеочередных президентских выборах и рассчитывавший на роль «серого кардинала», был вынужден эмигрировать и уступить свою долю в акционерном капитале ОРТ, «Сибнефти» и «Аэрофлота», получив за свои акции почти два миллиарда долларов. Таким образом контроль над основными телевизионными каналами — ОРТ (Первым каналом), «ВГТРК» и НТВ перешёл к государству или государственным компаниям.
В 2003 году началось «дело ЮКОСа». Компании ЮКОС были предъявлены претензии по поводу ухода от налогов, а в ходе дальнейшего расследования были возбуждены многочисленные уголовные дела по иным статьям. Были арестованы Платон Лебедев и Михаил Ходорковский. В отставку подал глава администрации президента Александр Волошин, за которым последовал премьер Михаил Касьянов, осудивший аресты Платона Лебедева и Михаила Ходорковского. 24 февраля 2004 года, за две с половиной недели до президентских выборов, Владимир Путин отправил правительство Касьянова в отставку. 31 мая 2005 года Ходорковский и Лебедев были осуждёны за мошенничество и хищения в особо крупных размерах, а также за неуплату налогов.
В июне 2004 года помощник президента — заместитель руководителя Администрации президента России Игорь Сечин, которого пресса характеризует как одного из ближайших доверенных лиц Путина, был избран в новый совет директоров государственной нефтяной компании «Роснефть», а через месяц был избран председателем совета директоров компании. Вскоре под контроль «Роснефти» перешла нефтедобывающая компания «Юганскнефтегаз», принадлежавшая ЮКОС. В результате конкурсной распродажи активов «ЮКОСа», состоявшейся в марте — августе 2007 года, бывшие активы «ЮКОСа» обеспечили 72,6 % добычи нефти и газового конденсата и 74,2 % первичной переработки углеводородов «Роснефти».

### Внешняя политика

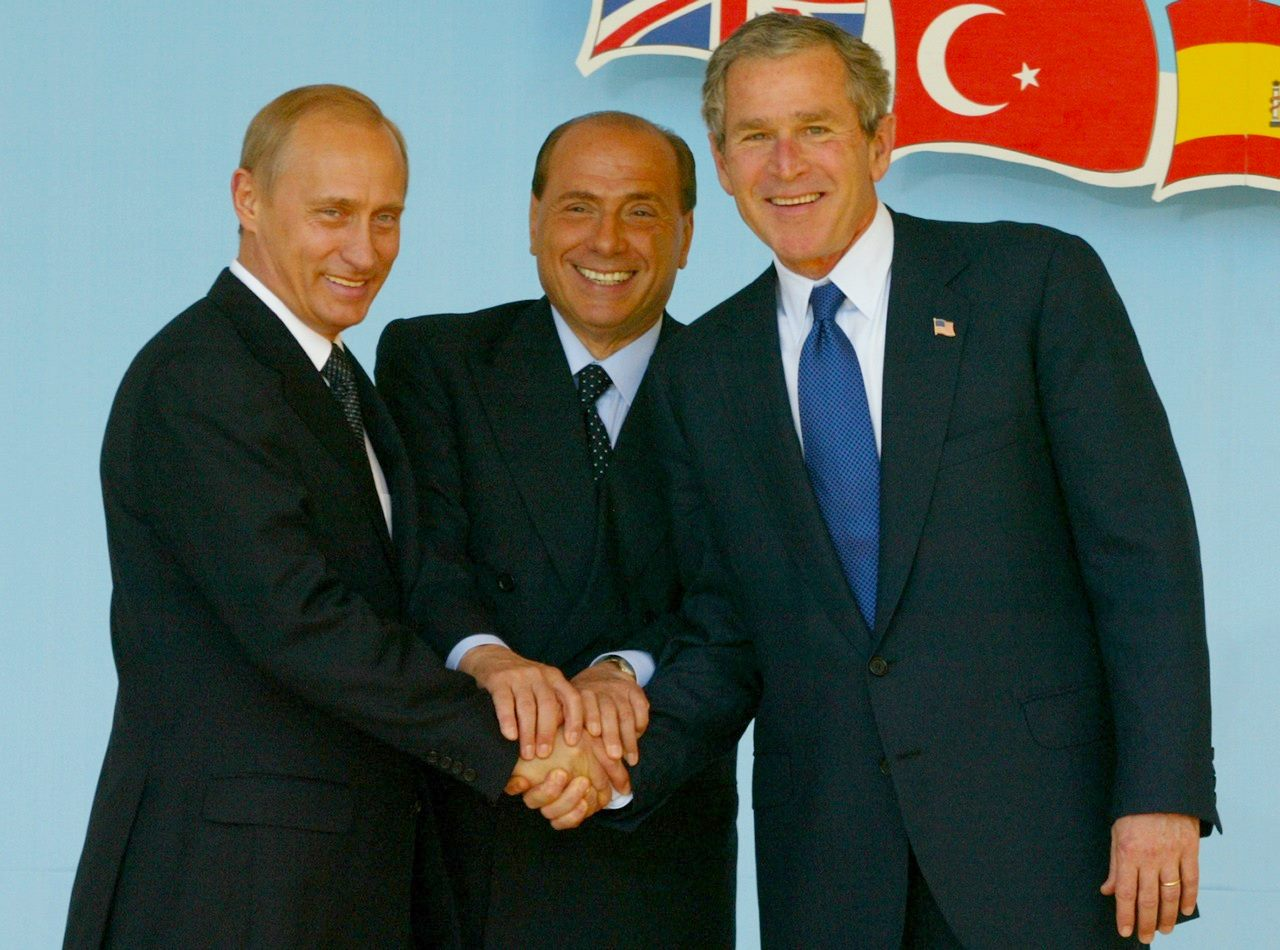
Владимир Путин на заседании саммита Россия-НАТО. 2002 год

Будучи и. о. президента, Путин заявлял о необходимости сотрудничества с Западом, в том числе с НАТО. 5 марта 2000 года в интервью на телеканале «Би-би-си» он подчеркнул, что «Россия — это часть европейской культуры» и что он с трудом представляет НАТО в качестве врага, отметил, что Россия отрицательно относится к расширению НАТО, но не исключал вступление России в НАТО при условии соблюдения обоюдных интересов сторон.
В июне 2000 года указом президента Путина была утверждена «Концепция внешней политики Российской Федерации». Основными целями внешней политики страны были заявлены: обеспечение надёжной безопасности страны; воздействие на общемировые процессы в целях формирования стабильного, справедливого и демократического миропорядка; создание благоприятных внешних условий для поступательного развития России; формирование пояса добрососедства по периметру российских границ; поиск согласия и совпадающих интересов с зарубежными странами и межгосударственными объединениями в процессе решения задач, определяемых национальными приоритетами России; защита прав и интересов российских граждан и соотечественников за рубежом; содействие позитивному восприятию Российской Федерации в мире.
Первый президентский срок Джорджа Буша — младшего (2001—2004), особенно до начала войны в Ираке, некоторые эксперты называли «историческим апогеем» российско-американских отношений, имея в виду беспрецедентно высокую степень сотрудничества в рамках «войны с террором» и тесные личные связи президентов.
Событием, предопределившим резкое сближение между Россией и Западом, стали террористические акты 11 сентября 2001 года, когда Россия без колебаний приняла сторону США. Кульминацией этого сближения стало участие России в антитеррористической коалиции, созданной США для подготовки и ведения войны против режима талибов в Афганистане, и подписание так называемой Римской декларации «Отношения Россия — НАТО: новое качество». В соответствии с ней был создан Совет Россия — НАТО («Совет двадцати»), после чего в принципе можно было ожидать перехода отношений России и НАТО на более высокий уровень с перспективой полноправного членства России в НАТО. Россия предоставила своё воздушное пространство для транзита военных грузов и военнослужащих США и НАТО в Афганистан. Позднее, в 2007 году, Путин подпишет закон «О ратификации соглашения между государствами — участниками Североатлантического договора и другими государствами, участвующими в программе „Партнёрство ради мира“, о статусе Сил от 19 июня 1995 года и Дополнительного протокола к нему», который некоторые в России сочли «открывающим границы для натовских солдат».
В 2001 году российское руководство объявило о закрытии военных баз на Кубе и во Вьетнаме. Причиной называлась экономическая нерентабельность, а также общая неэффективность зарубежных военных баз.
Профессор Андре Либих заявлял, что дальнейшему сближению между Россией и США в начале 2000-х помешали сами США, объявив в декабре 2001 года об одностороннем выходе из Договора об ограничении систем противоракетной обороны. С точки зрения России, выход США из соглашения разрушил надежды на новое партнёрство и стал дестабилизирующим фактором глобального значения. В ответ на выход США из Договора по ПРО Россия вышла из Договора СНВ-II, который был заменён более мягким Договором о сокращении стратегических наступательных потенциалов, подписанным в мае 2002 года.
Новый кризис в отношениях России и Запада был связан со вторжением США и их союзников в Ирак с целью свергнуть режим Саддама Хусейна в марте 2003 года. Россия совместно с Германией и Францией выступили с резкой критикой действий США в обход Совета Безопасности ООН. Европейские союзники, однако, в конечном итоге поддержали США. По оценке самого Путина, которую он дал на пресс-конференции в 2012 году, российско-американские отношения испортились именно после вторжения войск США в Ирак в 2003 году и возникших на этой почве разногласий.
В ноябре 2003 года в Грузии началась «революция роз», в результате которой к власти в начале 2004 года пришёл Михаил Саакашвили, резко развернувший Грузию в сторону США и взявший курс на НАТО. На его правление придётся самый сложный период в российско-грузинских отношениях, кульминацией которого станет война 2008 года.
В марте 2004 года в ходе очередного расширение НАТО в альянс вошли семь восточноевропейских стран, в том числе граничащие с Россией Эстония, Латвия и Литва, что противоречило взглядам Путинской администрации на дипломатические интересы России. Расширение НАТО на восток Путин воспринял, по оценке газеты «Ведомости», как «личное предательство» со стороны президента США Джорджа Буша и премьер-министра Великобритании Тони Блэра, которых Путин к тому времени считал своими друзьями и с которыми усиленно налаживал партнёрские отношения. Спустя 12 лет, в своей Крымской речи, Путин заявит: «Нас раз за разом обманывали, принимали решения за нашей спиной, ставили перед свершившимся фактом. Так было и с расширением НАТО на восток, с размещением военной инфраструктуры у наших границ. Нам всё время одно и то же твердили: „Ну, вас это не касается“».

#### Отношения с Украиной
На президентских выборах на Украине в конце 2004 года Путин открыто поддерживал пророссийского Виктора Януковича — кандидата от Партии регионов Украины, выступавшей за экономическое сотрудничество с Россией в рамках Единого экономического пространства и придание русскому языку статуса второго государственного. Однако после того, как Центризбирком объявил о победе во втором туре премьер-министра страны Виктора Януковича, его оппонент Виктор Ющенко вывел сторонников на Майдан, обвинив власти в фальсификации выборов. Протесты, которые позднее назовут «Оранжевой революцией», не прекращались почти два месяца. В ходе этого кризиса Запад и Россия оказались по разные стороны баррикад. В декабре было решено провести третий тур выборов, победителем которого стал Ющенко.
Украинскую «Оранжевую революцию» Путин воспринял как личное поражение, увидев в возможном подобном развитии событий в России опасность для своей власти. Как утверждал позднее Андрей Илларионов, занимавший в 2000—2005 годах должность советника Владимира Путина, победа «оранжевой коалиции» «серьёзно шокировала» и жестоко разочаровала российского президента. Это событие, на фоне войны в Ираке и противостояния с Евросоюзом и НАТО, считает Илларионов, «привело к радикальному развороту в сознании, мировоззрении Владимира Путина на международной арене».
Новый украинский президент Виктор Ющенко провозгласил евро-атлантический вектор развития страны, отказавшись от «многовекторного» геополитического курса своего предшественника Леонида Кучмы. Российское руководство негативно оценивало как саму «Оранжевую революцию», которую оно считало инспирированной Западом, так и политику Ющенко. С 2005 года Путин увеличил поддержку пророссийских сил в Украине, играя на разногласиях украинцев. Ющенко сблизился с Михаилом Саакашвили, и Украина, как и Грузия, объявила стратегическим курсом вступление в НАТО.
В 2006 году Путин провозгласил доктрину «Русского мира», которая стала идеологической основой для российского вмешательства в Украине. Было увеличено экономическое давление, в том числе через «газовые войны» 2006 и 2009 годов.
В 2008 году Путин резко высказался против сотрудничества Украины с НАТО, выдвинул к ней территориальные претензии и пригрозил военной агрессией при продолжении сотрудничества.
14 октября 2004 года, в ходе визита в Пекин, Путин подписал договор о передаче КНР острова Тарабарова, половины Большого Уссурийского острова на реке Амур общей площадью 337 км² и половины Большого острова на реке Аргунь; это позволило завершить демаркацию российско-китайской границы. Передача островов вызвала неоднозначную реакцию в России. В качестве положительного результата называлось улучшение отношений с Китаем и снятие потенциальной угрозы территориального конфликта в будущем. С другой стороны, ряд политиков расценивал передачу российской территории как ослабление позиций России.

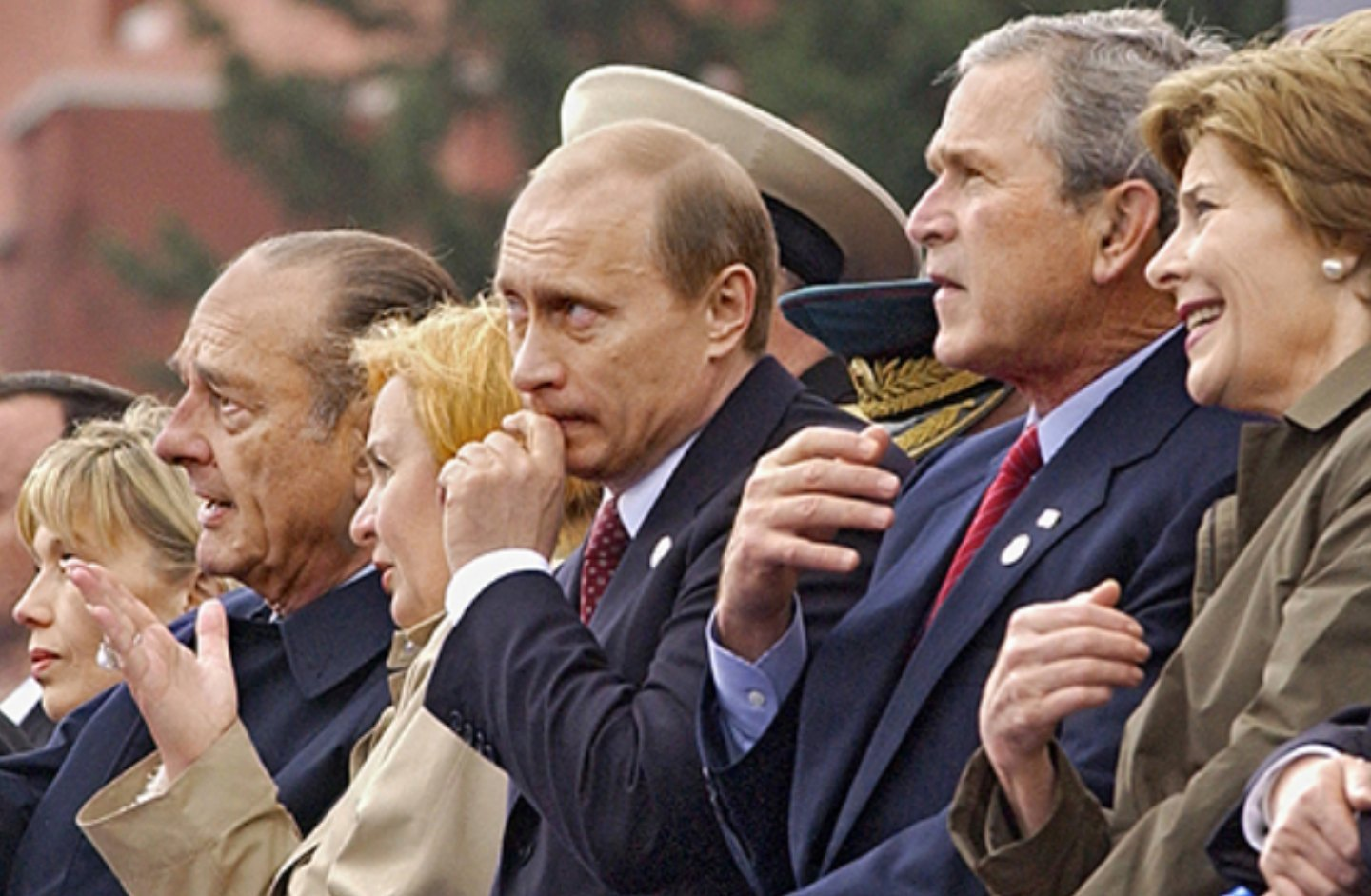
Жак Ширак, Людмила Путина, Владимир Путин, Джордж Буш-младший и Лора Буш. Москва, парад 9 мая 2005 года

В 2006 году Россия председательствовала в «Группе восьми» («Большая восьмёрка»).
2006 год ознаменовался резким ухудшением отношений России и США из-за Грузии, которая при Михаиле Саакашвили стала главной союзницей США на постсоветском пространстве. В ходе обострения напряжённости Россия объявила о начале транспортной блокады Грузии, продержавшейся до 2010 года, и закрыла прямое авиасообщение с Грузией.

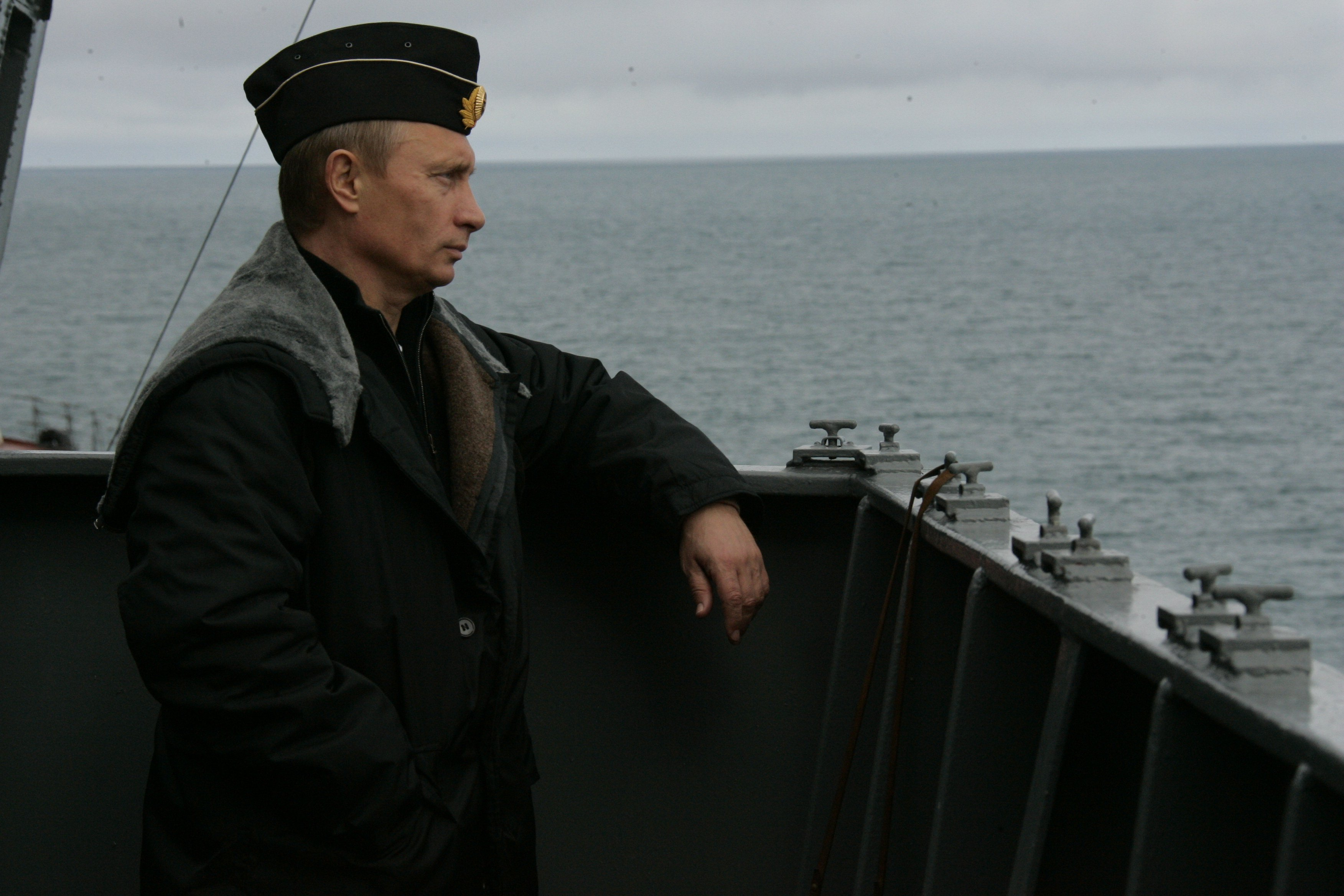
Владимир Путин на борту атомного крейсера «Пётр Великий» во время учений Северного флота. 2005 год

Со второй половины 2000-х годов в публичных выступлениях, в том числе на Мюнхенской конференции по политике безопасности (февраль 2007 года), Путин выражал недовольство военными аспектами американской внешней политики. В Мюнхене Путин сформулировал возражения на размещение американских военнослужащих и элементов американской системы противоракетной обороны в Восточной Европе и высказался относительно милитаризации космоса. Также он заявил, что США пытаются решать все мировые проблемы военным путём, и упрекнул НАТО и Евросоюз в стремлении подменить собой ООН.
Протесты российского руководства не изменили американских планов развёртывания ПРО вблизи границ России. Так как, по мнению Путина, размещение этой системы в Восточной Европе угрожало обнулить российский ракетно-ядерный потенциал, в феврале 2012 года в качестве ответной меры начались приготовления к размещению в Калининградской области ракетных комплексов «Искандер».
Выступление Путина в Мюнхене вызвало у западных политиков настороженность.
14 июля 2007 года Владимир Путин подписал Указ «О приостановлении Российской Федерацией действия Договора об обычных вооружениях в Европе и связанных с ним международных договоров». В декабре 2007 года этот мораторий вступил в силу.
В начале 2008 года очередное осложнение отношений между Россией, США и НАТО вызвало обсуждение руководством Североатлантического альянса обращений Украины и Грузии о присоединении к Плану действий по подготовке к членству в НАТО (ПДПЧ). Главы государств и правительств стран — членов НАТО заявили в Бухаресте, что Грузия и Украина станут членами НАТО, когда будут соответствовать предъявляемым требованиям к членству в этой организации. Это решение было подтверждено на последующих саммитах НАТО.
Российские власти, однако, продолжили рассматривать продвижение НАТО на Восток как угрозу своим интересам в Европе. Владимир Путин заявил о намерении поддержать руководителей Абхазии и Южной Осетии, обратившихся к нему с опасениями по поводу принятого на саммите НАТО решения.

### Оценки периода 2000—2010 годов
По оценке российского политолога и аналитика Кирилла Рогова (2015), первое десятилетие XXI века в российской политической истории представляло собой период относительно мягкого электорального авторитаризма, характеризовавшийся высоким уровнем поддержки режима со стороны населения, политической стабильностью и значительными экономическими успехами. Наличие устойчивого сверхбольшинства позволило Путину уже в течение первого президентского срока ослабить политическое влияние лидеров регионов и олигархов, а также укрепить влияние в правоохранительных органах (прокуратура, МВД, суд) и общенациональных СМИ. Черту под этим периодом подвели признаки внутриполитического кризиса 2011—2013 гг. и возникновение угроз, которые были настолько серьёзно восприняты российским руководством, что оно пошло на кардинальный пересмотр существовавших внешних и внутренних балансов и, в частности, на решительный конфликт с Западом, к которому не могла не привести аннексия Крыма.
По мнению британского историка, заведующего кафедрой международных отношений Билькентского университета Нормана Стоуна (2007), Путину в 2000-е годы «удалось вырвать Россию из исторической тенденции, которая при её продолжении могла привести к распаду России как государства». Журналист Марк Симпсон в «The Guardian» писал в этот период, что Путин возродил российское государство и российскую мощь и не боится отстаивать российские интересы. В 2007 году американский журнал Time назвал Путина человеком года, отмечая его лидерство и стремление к стабильности в России, при этом по международным опросам общественного мнения к концу десятилетия Путин оказывался в низах рейтингов доверия из восьми мировых лидеров (при уровне доверия внутри России в 82 %).

## Председатель правительства (2008—2012)

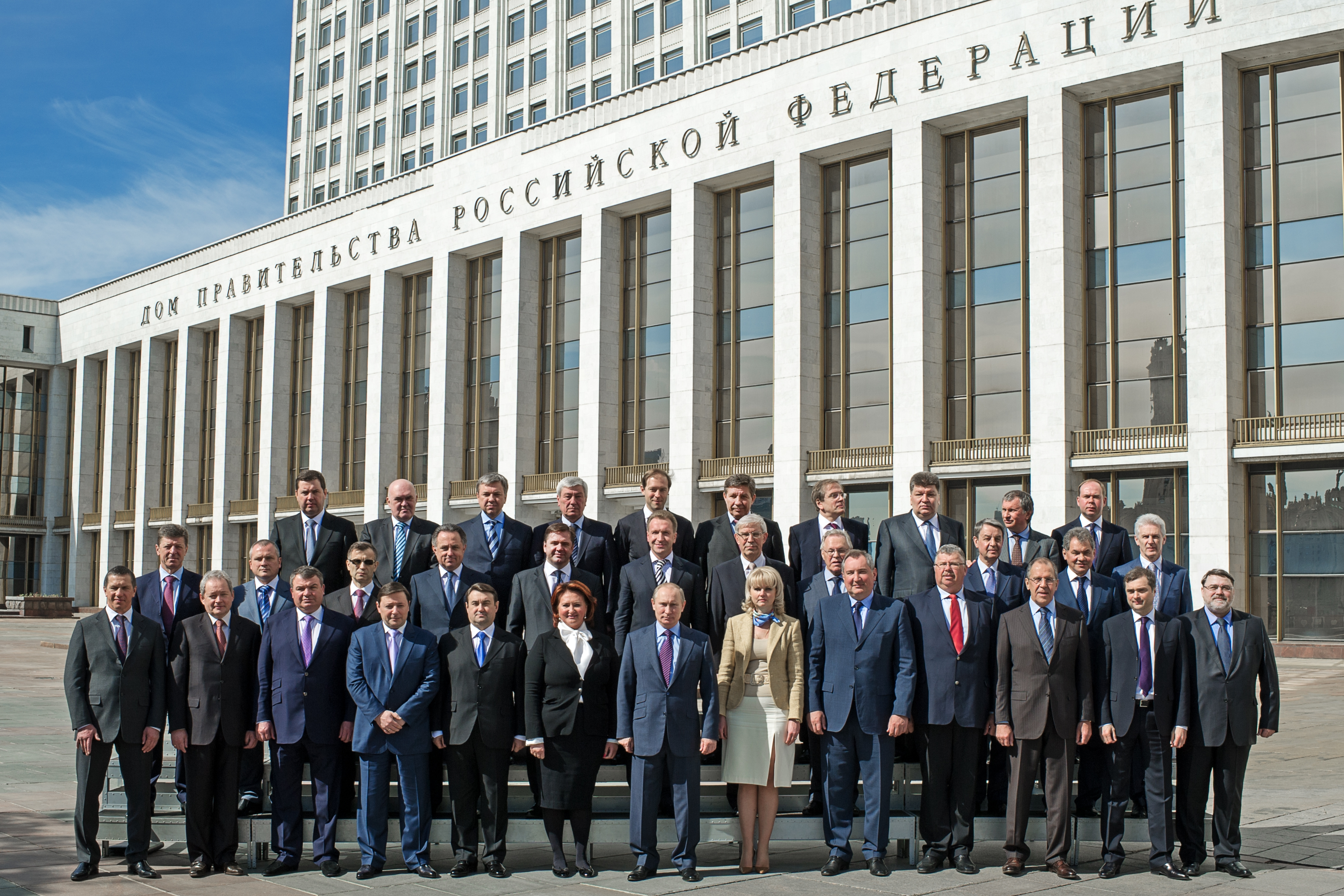
Второе правительство Путина

8 мая 2008 года, на следующий день после инаугурации Дмитрия Медведева, кандидатура Путина была утверждена Государственной думой на пост председателя правительства России. Указ о его назначении был подписан Медведевым в тот же день. 12 мая Путин огласил состав нового правительства России. На должности заместителей председателя правительства были назначены руководящие сотрудники Администрации президента — Игорь Шувалов, Игорь Сечин, Сергей Собянин.
С 27 мая 2008 по 18 июля 2012 года Владимир Путин также являлся председателем Совета министров Союзного государства Беларуси и России.
В середине 2008 года Путин объявил о необходимости создания в России международного финансового центра (МФЦ), для чего, по его мнению, нужно провести значительные изменения в ряде сфер для улучшения финансовой системы страны. Год спустя Путин подписал указ, которым утвердил подробный план действий по формированию МФЦ, после этого началась активная реализация данного плана. Проект создания МФЦ наряду с модернизацией экономики был заявлен как одна из ключевых государственных задач.

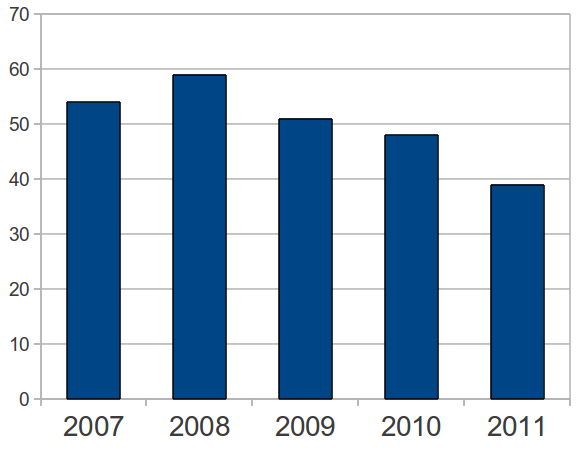
Индекс доверия к Путину, по данным ВЦИОМ, 2007—2011 годы

На этот период пришёлся российский финансово-экономический кризис 2008—2010 годов, сопутствовавший глобальному кризису. Российские протесты 2011—2012 гг. прошли под требованием «честных выборов», продемонстрировавшие рост «спроса на децентрализацию и подконтрольность власти».

### Внешняя политика (2008—2012)
В августе 2008 года новый виток противостоянию России и Запада дала война в Грузии. После того как руководство России приняло решение о начале «военной операции по принуждению Грузии к миру», российские войска очистили территорию непризнанной республики от грузинской армии и в течение нескольких дней продолжали бомбардировки военных объектов на всей территории Грузии, после чего Россия признала самостоятельность Южной Осетии и Абхазии. Президентом в этот период был уже Дмитрий Медведев, но Владимир Путин как руководитель правительства активно комментировал конфликт, посетил Южную Осетию, а позже сообщил, что ещё во время второго президентского срока лично утвердил подготовленный Генштабом РФ план действий в отношении Грузии на случай обострения ситуации в зоне грузино-осетинского конфликта. Несмотря на то, что на Западе раздавались предложения наложить на Россию санкции за войну в Грузии и признание независимости Абхазии и Южной Осетии, отношения России с Евросоюзом и США не только не ухудшились, но, напротив, стали улучшаться.
Владимир Путин на посту главы правительства принял активное участие в формировании группы БРИК (Бразилия, Россия, Индия, Китай, ЮАР).
С 2009 года Путин стал выступать за более тесную экономическую интеграцию с Казахстаном и Беларусью, следствием чего стало создание Таможенного союза Беларуси, Казахстана и России. В процессе создания Таможенного союза был принят ряд документов по образу и подобию ЕС, снявших торговые барьеры, существовавшие между странами. В августе 2011 года на встрече глав правительств трёх стран Таможенного союза была поставлена более амбициозная задача — к 2013 году преобразовать организацию в «Евразийский экономический союз». Путин оценил это как «первый реальный шаг по восстановлению естественных экономических и торговых связей на постсоветском пространстве».

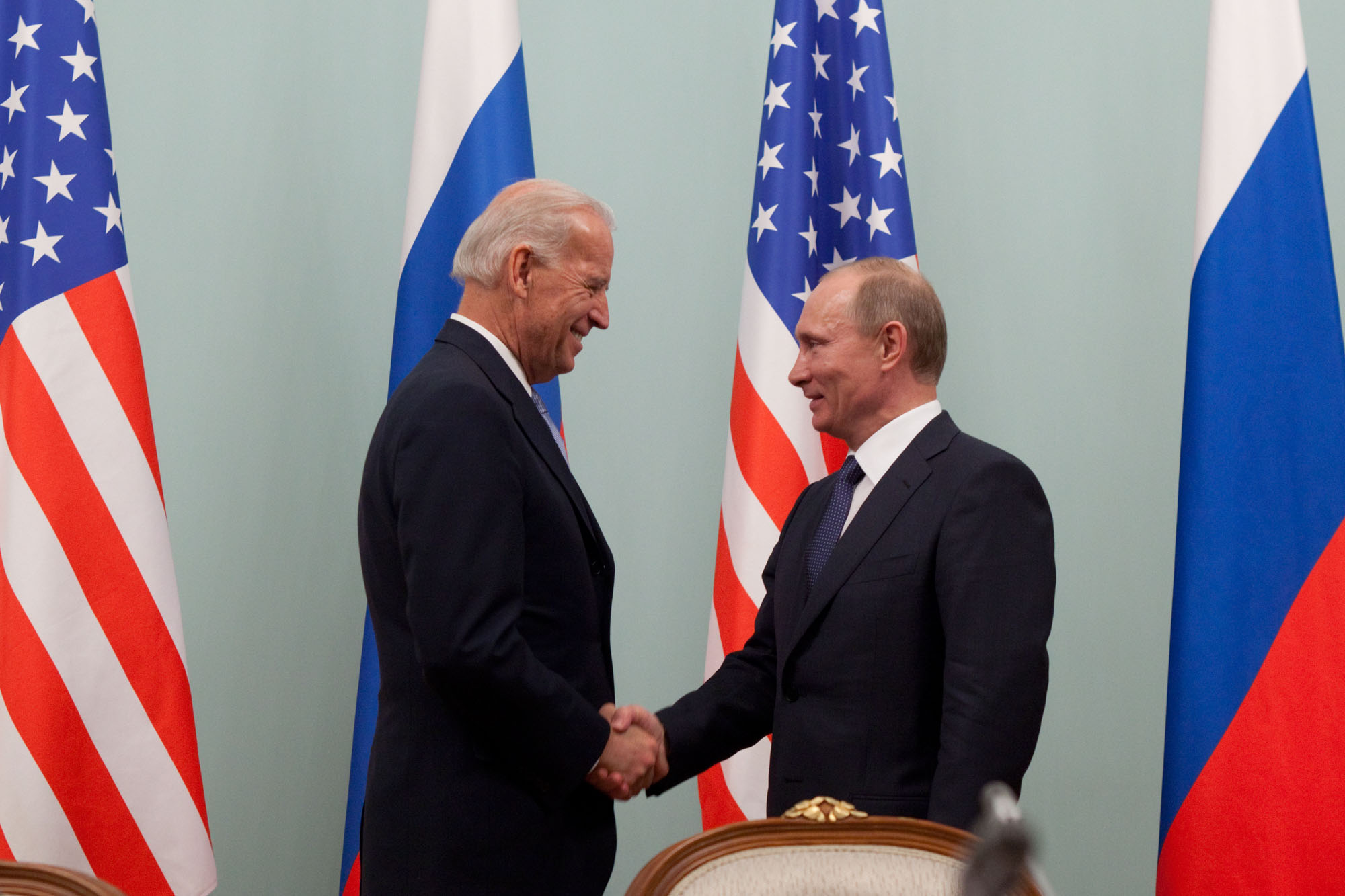
Владимир Путин и вице-президент США Джозеф Байден в 2011 году

В октябре 2011 года главы правительств России, Украины, Беларуси, Казахстана, Армении, Молдовы, Кыргызстана и Таджикистана подписали соглашение о создании зоны свободной торговли.
Возглавив правительство, Владимир Путин старался воздерживаться от публичного участия во внешней политике, подчёркивая, что это конституционная прерогатива президента. Несмотря на это, в ноябре 2010 года Путин занял 4-е место в рейтинге самых влиятельных людей мира, составленном американским журналом Forbes. В ноябре 2011 года в аналогичном рейтинге Forbes Путин занял уже 2-е место. Главным достижением Путина в 2011 году журнал назвал идею создания к 2015 году Евразийского союза.
В украинских выборах 2010 года Путин снова поддержал пророссийского Януковича. Добился продления нахождения Черноморского флота в Крыму до 2042 года в обмен на скидки на газ.
Новая трещина в отношениях России и Запада возникла в начале 2011 года, когда премьер Путин сравнил военную операцию НАТО в Ливии с крестовым походом. При этом Путин подверг критике резолюцию СБ ООН по Ливии (при голосовании по которой Россия воздержалась, но не использовала право вето), назвав её «неполноценной и ущербной». В прессе тогда появилась информация о разногласиях между премьером Путиным и президентом Медведевым по ключевому военно-политическому вопросу, а позиция России была охарактеризована как «двусмысленная». Это был первый и последний публичный конфликт премьера и президента. В сентябре 2011 года на съезде «Единой России» Медведев предложил выдвинуть на следующие президентские выборы кандидатуру Путина.
4 февраля 2012 года при голосовании в Совете Безопасности ООН по аналогичной резолюции по Сирии Россия использовала право вето.

### Президентские выборы (2012)
В преддверии выборов 2012 года в ряде российских СМИ была опубликована серия статей Владимира Путина, вызвавших широкий общественный резонанс.
На президентских выборах 4 марта 2012 года Путин победил в первом туре, набрав, по официальным данным, 63,6 % (45 602 075) голосов избирателей.
Кандидат в президенты России Геннадий Зюганов (КПРФ), лидеры партий «Яблоко» и «Другая Россия», ассоциации «Голос» и иных общественных организаций требовали признать выборы нелегитимными, утверждая, что на их результат повлияли массовые нарушения во время предвыборной кампании и в ходе самих выборов.

## Третий, четвёртый и пятый президентские сроки (с 2012)

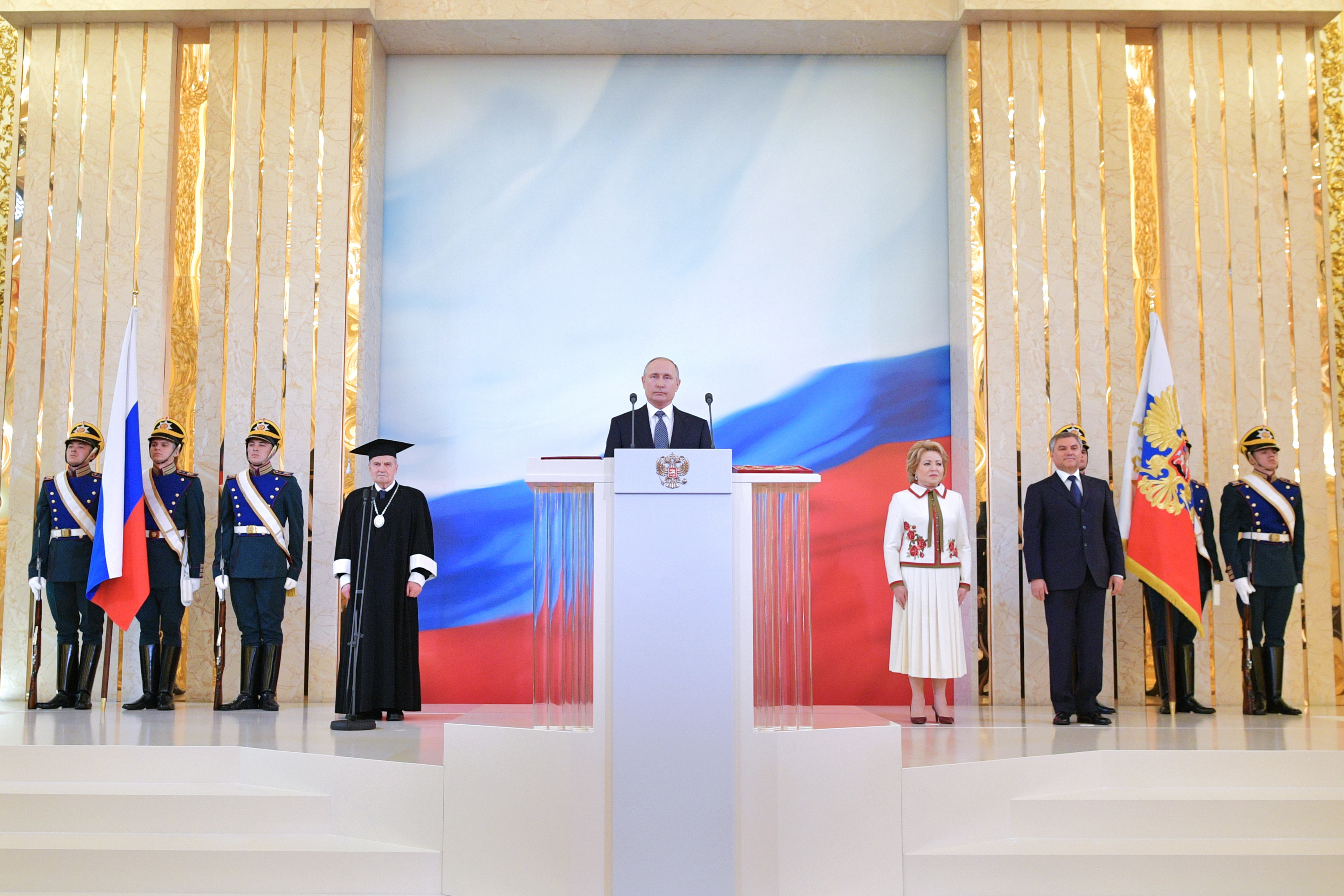
Владимир Путин вступает в должность президента Российской Федерации

Третий раз в должность президента Владимир Путин вступил 7 мая 2012 года. В день вступления в должность в мае 2012 года Путин подписал серию программных указов (так называемые майские указы). На следующий день после вступления в должность предложил Государственной думе кандидатуру Дмитрия Медведева на пост председателя правительства, а после его утверждения в должности поручил ему сформировать новое правительство.
В июле 2012 года были приняты Государственной думой и подписаны президентом закон № 121-ФЗ о некоммерческих организациях-«иностранных агентах» и закон № 139-ФЗ о регулировании информации в Интернете. В марте-апреле 2013 года западная пресса критиковала Путина в связи с массовыми проверками некоммерческих (в том числе и правозащитных) организаций в России, получающих финансовую помощь из-за рубежа и получивших в связи с этим статус «иностранных агентов». Сам Путин в интервью немецкой телекомпании ARD расценил критику как нагнетание обстановки со стороны журналистов.
Экономическая ситуация в 2012 году была намного слабее, чем на протяжении первых двух сроков президентства Путина, и поддержка Путина начала снижаться. Усталость избирателей от образа «сильного человека» привела к тому, что к 2013 году больше россиян хотели, чтобы Путин покинул свой пост, чем остался на следующий срок. По мнению Стивена Пайфера, вместо ссылок на экономический рост и повышение уровня жизни, Путин для своего избрания решил обратиться к русскому национализму. Конфликт 2014 года, когда Россия аннексировала Крым, полностью перевернул тенденцию к снижению его популярности.
В начале 2013 года Россия начала осуществлять активные действия по предотвращению ухода Украины из российской сферы влияния. Усилия Москвы, такие как торговые санкции против Украины и «проект Медведчук», не смогли повернуть курс Украины обратно в сторону России, а некоторые из усилий, наоборот, увеличили поддержку интеграции с ЕС на Украине. Российская политика исчерпала все инструменты влияния на движение Украины в сторону Запада. Подход России был пересмотрен и изменён, и Россия, потерпев неудачу в операциях влияния на Украину, предприняла Крымскую операцию — захват Крыма — со стратегической целью удержания Украины в сфере своего влияния. В 2014 году после бегства Януковича Путин принял решение захватить украинский Крым, который был затем аннексирован Россией. Аннексия не была признана большей частью международного сообщества, всё ещё считающем Крым территорией Украины, и привело к наложению на Россию международных санкций. Аннексия Крыма в ходе быстрой и бескровной операции привела к росту популярности Путина. С образом незаменяемого защитника России, конфликт с Украиной проложил путь к лёгкому переизбранию Путина в 2018 году. 18 марта 2018 года Путин был избран президентом Российской Федерации на четвёртый срок, получив рекордные 76,69 % голосов.
7 мая 2018 года Владимир Путин в четвёртый раз вступил в должность президента России.
25 мая 2018 года Путин заявил, что не будет баллотироваться в президенты в 2024 году, обосновав это требованиями Конституции России, однако в 2020 году в России было проведено голосование по поправкам в Конституцию. После вступления поправок в силу Путин получил право выставлять свою кандидатуру на новых президентских выборах в 2024 году.
Внесение поправок в Конституцию было предложено Путиным 15 января 2020 года в очередном послании Федеральному собранию, также после его выступления правительство сложило полномочия. 16 января 2020 года правительство возглавил руководитель Федеральной налоговой службы РФ Михаил Мишустин.

### Изменение Конституции

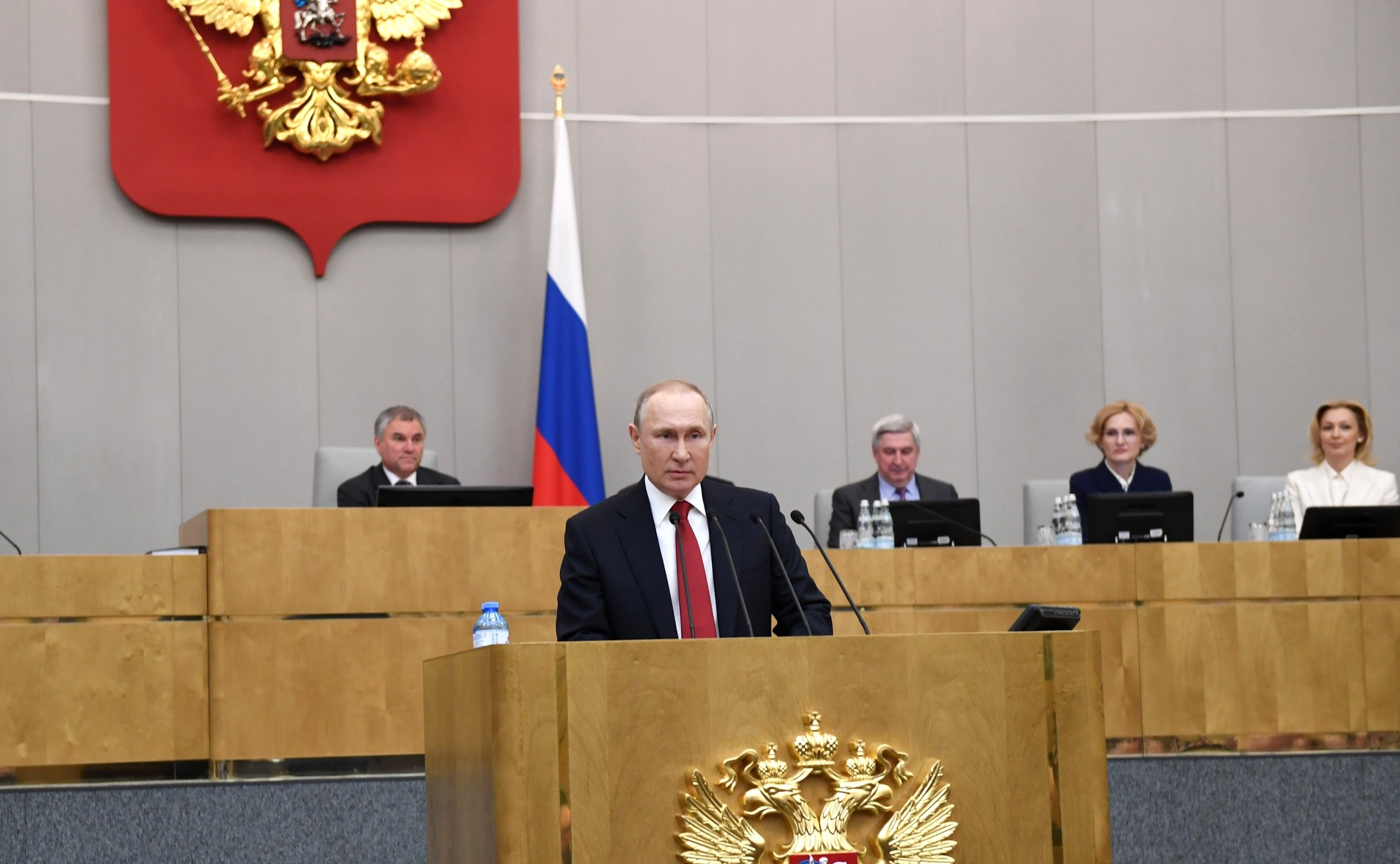
Владимир Путин в Государственной Думе во время обсуждения поправок, 10 марта 2020 года

15 января 2020 года в послании Федеральному собранию Путин предложил внести в Конституцию Российской Федерации ряд поправок. В своей финальной версии, утверждённой Госдумой и вынесенной на референдум, они предусматривали расширение полномочий президента при одновременном ограничении возможности занятия одним лицом должности президента более двух сроков, закрепление приоритета Конституции России по отношению к решениям межгосударственных органов, введение размера МРОТ не менее прожиточного минимума, индексацию пенсий не реже одного раза в год и ряд других изменений.
В ходе обсуждения поправок бывший помощник Путина Владислав Сурков и член высшего совета «Единой России» Валентина Терешкова предложили начать отсчёт президентских сроков заново после принятия пакета. 10 марта Путин, выступая в Госдуме, поддержал возможность «обнуления» своих президентских сроков.
14 марта Путин подписал закон о поправках к Конституции. Общероссийское голосование по поправкам было назначено на 22 апреля, но в связи с эпидемией COVID-19 было отложено. В связи с ограничениями на массовые мероприятия, введёнными для борьбы с эпидемией, оппозиции было отказано в проведении митингов против поправок.
21 июня 2020 года Владимир Путин допустил, что в случае принятия поправок будет вновь выдвигаться в президенты.

### Социально-экономическая политика

#### Пенсионная реформа (с 2019)
В течение многих лет Путин отрицал необходимость и наличие планов повышения пенсионного возраста в России, заявляя, что, пока он является президентом, повышения не будет (2005), что «в этом нет необходимости» (2007), что для этого «пока нет ни экономической возможности, ни социальной» (2013), что «время не настало» (декабрь 2015). Тем не менее почти сразу после переизбрания Путина президентом, 14 июня 2018 года, в день открытия в России чемпионата мира по футболу, правительство объявило о планах повысить возраст выхода на пенсию, и через два дня соответствующий законопроект был внесён в Госдуму, что шокировало общество своей внезапностью и вызвало массовые протесты россиян. Позднее, 29 августа, Путин в телеобращении заявил о неизбежности реформы, предложив смягчающие поправки, которые были оценены населением как недостаточные. Наиболее массовые выступления против пенсионной реформы проходили с июля по сентябрь 2018 года. В ходе акций также раздавались призывы к отставке правительства и президента, инициировавших пенсионную реформу. 27 сентября законопроект был принят Госдумой, 3 октября — Советом Федерации, и в тот же день его подписал Путин.

#### Пандемия коронавируса (2020—2022)

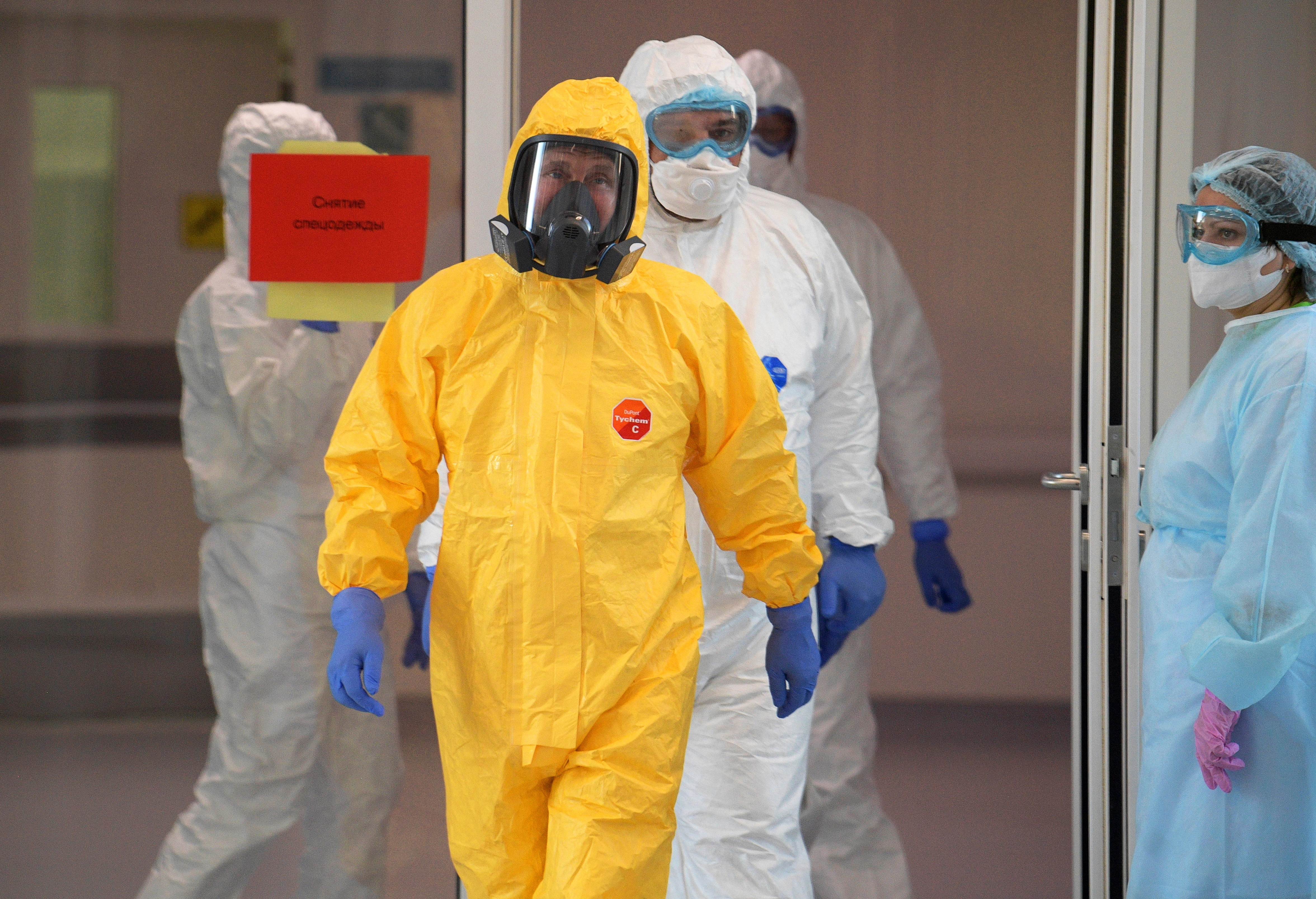
Владимир Путин в ГКБ № 40 в Коммунарке, предназначенной для пациентов, инфицированных COVID-19, 24 марта 2020 года

Начиная с 2020 года значительное влияние на социально-экономическую ситуацию в России, как и во всём мире, оказывала пандемия COVID-19. 7 апреля 2020 года количество новых выявленных случаев заболевания в России за сутки впервые превысило тысячу человек. По числу заболевших Россия находилась на четвёртом месте после США, Индии и Бразилии. К 1 сентября число заразившихся с начала пандемии превысило 1 млн, 23 мая 2021 года — 5 млн, в ноябре 2021 года — 9 млн, к маю 2022 года — более 18 млн.
25 марта 2020 года в связи с начавшимся в стране распространением коронавируса Путин, обратившись к гражданам России, объявил о мерах социально-экономической помощи населению, пострадавшим отраслям народного хозяйства, бизнесу. Было объявлено о введении налогообложения доходов по банковским вкладам, превышающим 1 млн рублей и об ужесточении финансово-экономических мер в отношении российских компаний, выводящих средства за рубеж. В стране были введены карантинные меры. Главам регионов были предоставлены дополнительные полномочия.
СМИ сообщали о введении дополнительных мер охраны президента Путина от заражения коронавирусной инфекцией.
11 августа Путин объявил о регистрации в России вакцины от COVID-19. В сентябре 2020 года в России началась масштабная кампания добровольной вакцинации, которая, однако, шла недостаточно быстрыми темпами. Сам Путин прошёл полный курс вакцинации от COVID 23 марта и 14 апреля 2021 года. В работу президента были введены коронавирусные ограничения, в частности социальная дистанция при переговорах.

### Внешняя политика (с 2012)

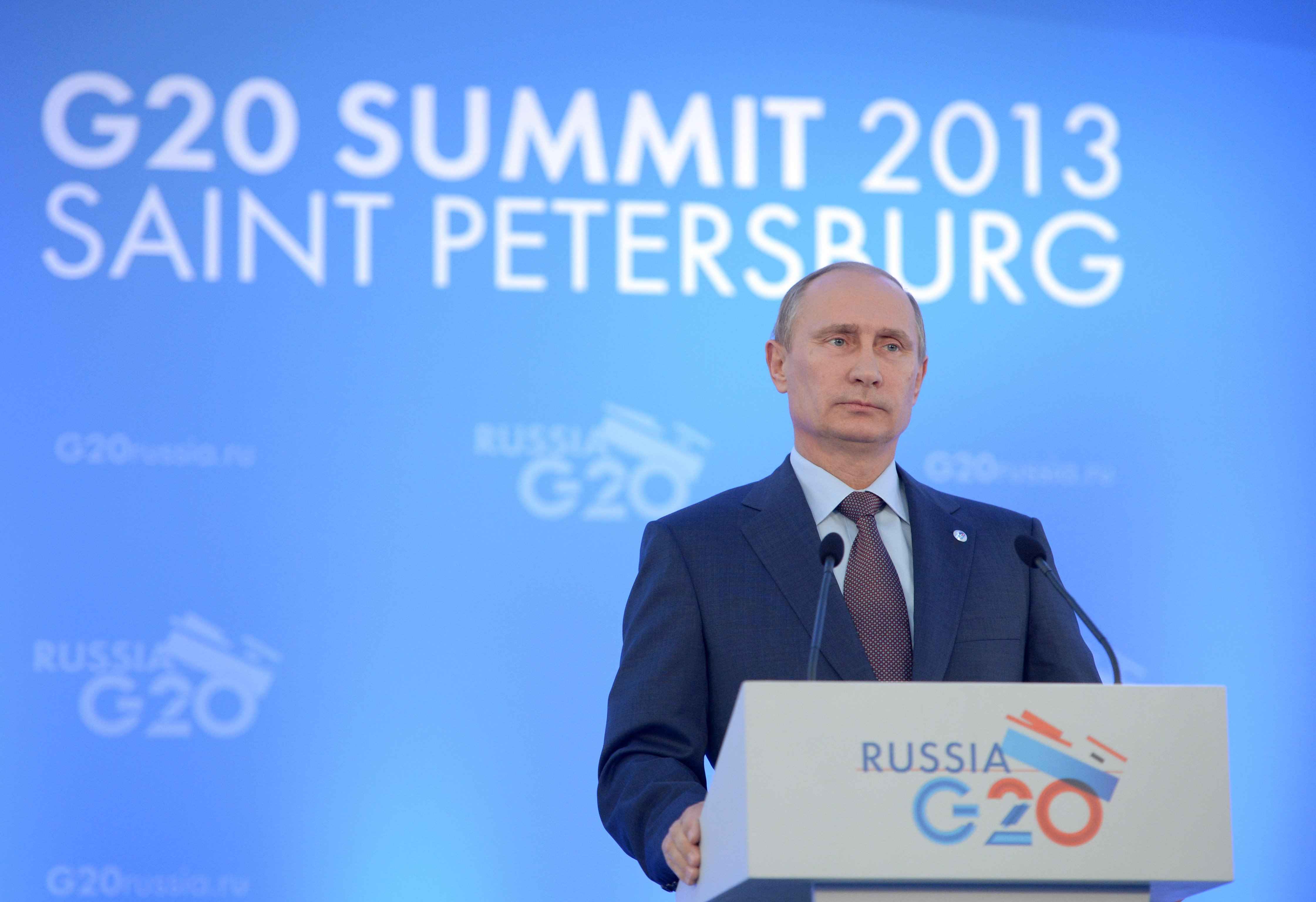
Владимир Путин на саммите G20 в Санкт-Петербурге. 2013 год

Агентство Bloomberg в 2019 году оценило внешнюю политику Путина за 20 лет нахождения у власти как более успешную, чем его внутреннюю; при более скромных финансовых средствах частично восстановилось геополитическое влияние Советского Союза. В частности, Путин укрепил связи с КНР, аннексировал Крым, изменил ход войны в Сирии и сделал Россию ключевым игроком на Ближнем Востоке, сумел продать ЗРК С-400 входящей в НАТО Турции, а также заключил крупные оружейные и нефтяные контракты с ключевым американским союзником — Саудовской Аравией. Россия также впервые за 20 лет начала расширять своё влияние в Африке.

#### США
В августе 2013 года произошло резкое ухудшение российско-американских отношений из-за предоставления Россией временного убежища бывшему сотруднику ЦРУ Эдварду Сноудену, разногласий по ситуации в Сирии и проблем с правами человека в России.

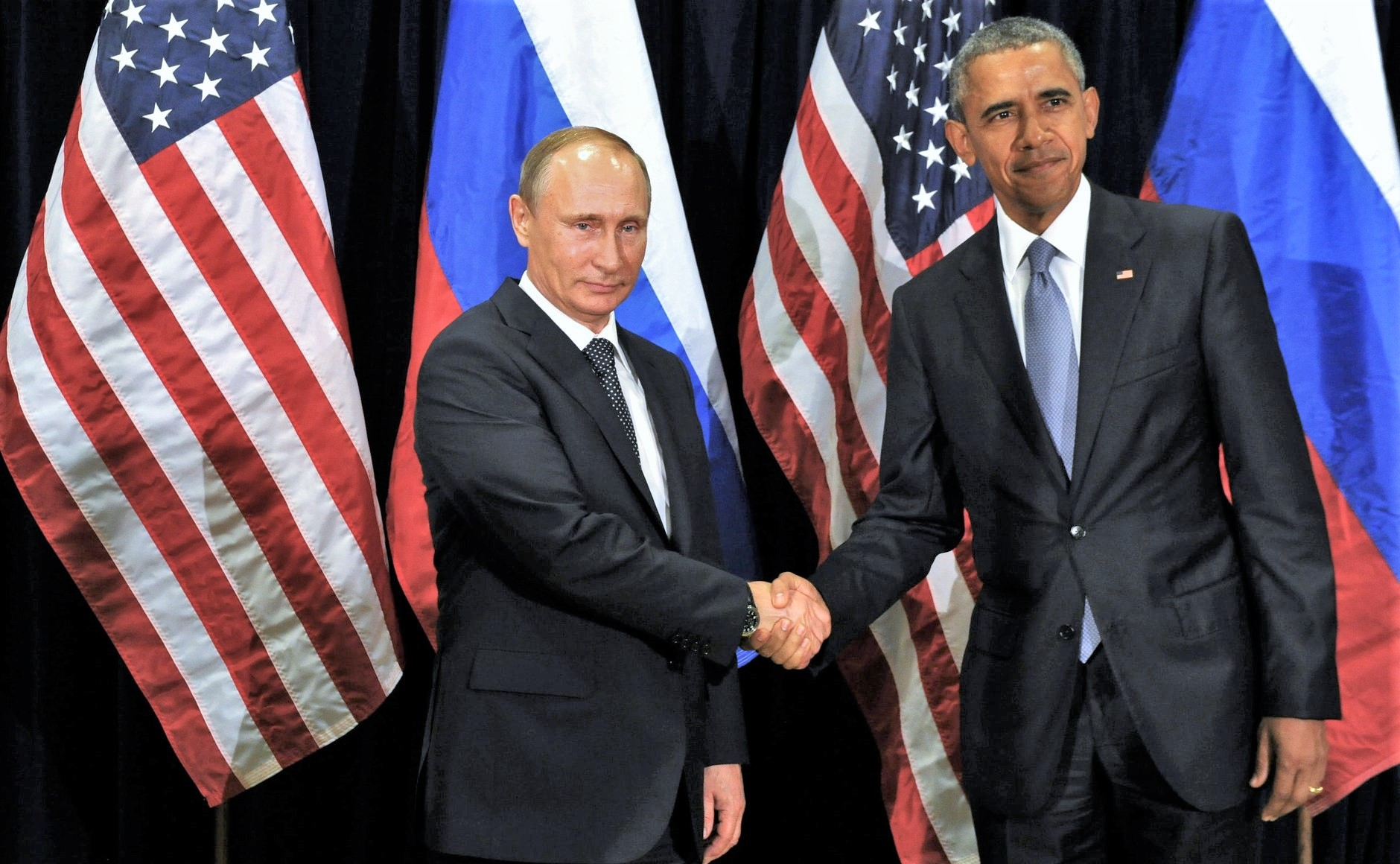
Владимир Путин и Барак Обама, 29 сентября 2015 года

Победа Дональда Трампа на президентских выборах в США в ноябре 2016 года породила в России надежды на улучшение российско-американских отношений. Однако если Трамп неоднократно заявлял о стремлении улучшить отношения с главой России, то действующие независимо от него американские разведывательные службы продолжили рассмотрение обвинений российских властей во вмешательстве в выборы.

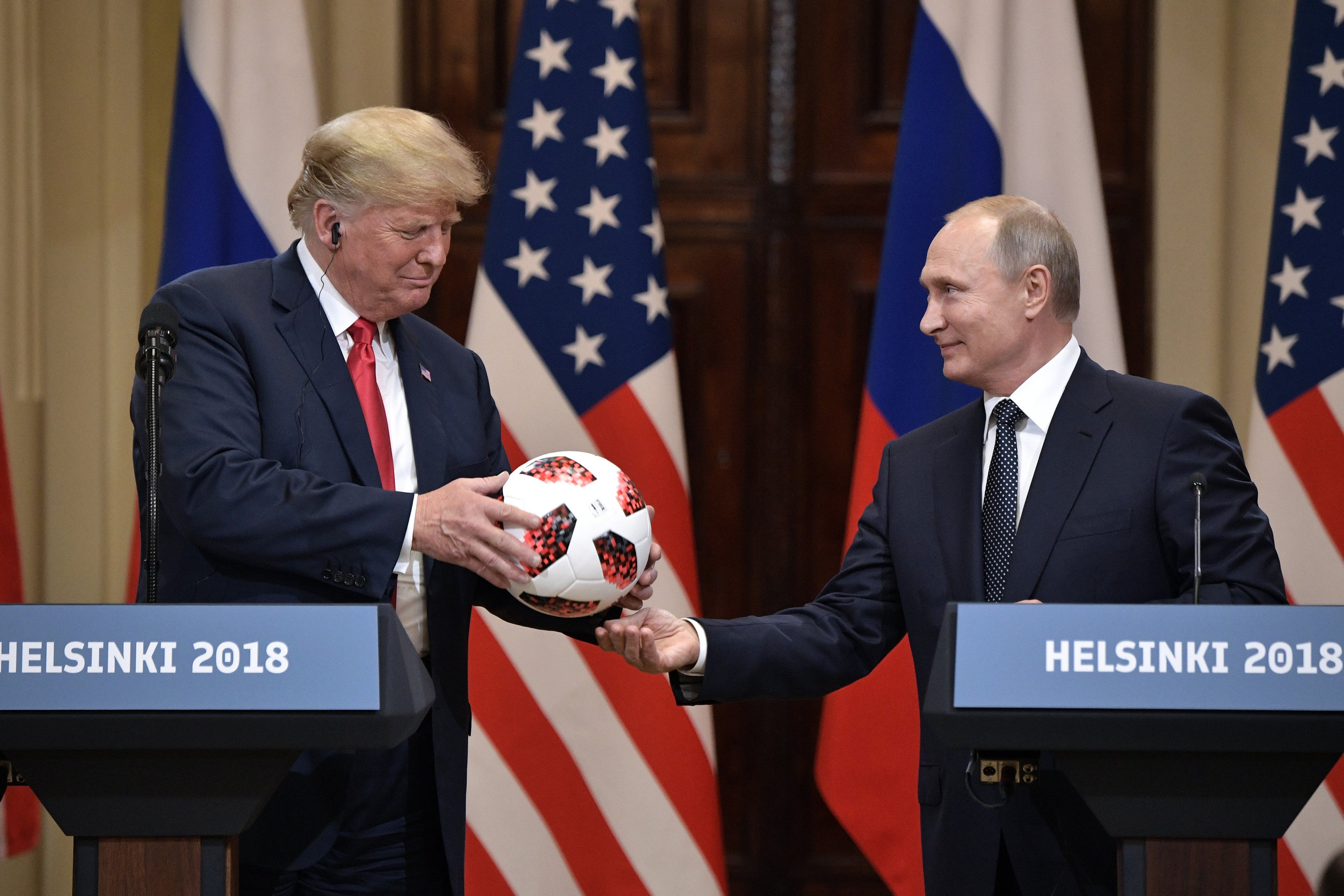
Владимир Путин и Дональд Трамп на саммите Россия-США Хельсинки. 2018 год

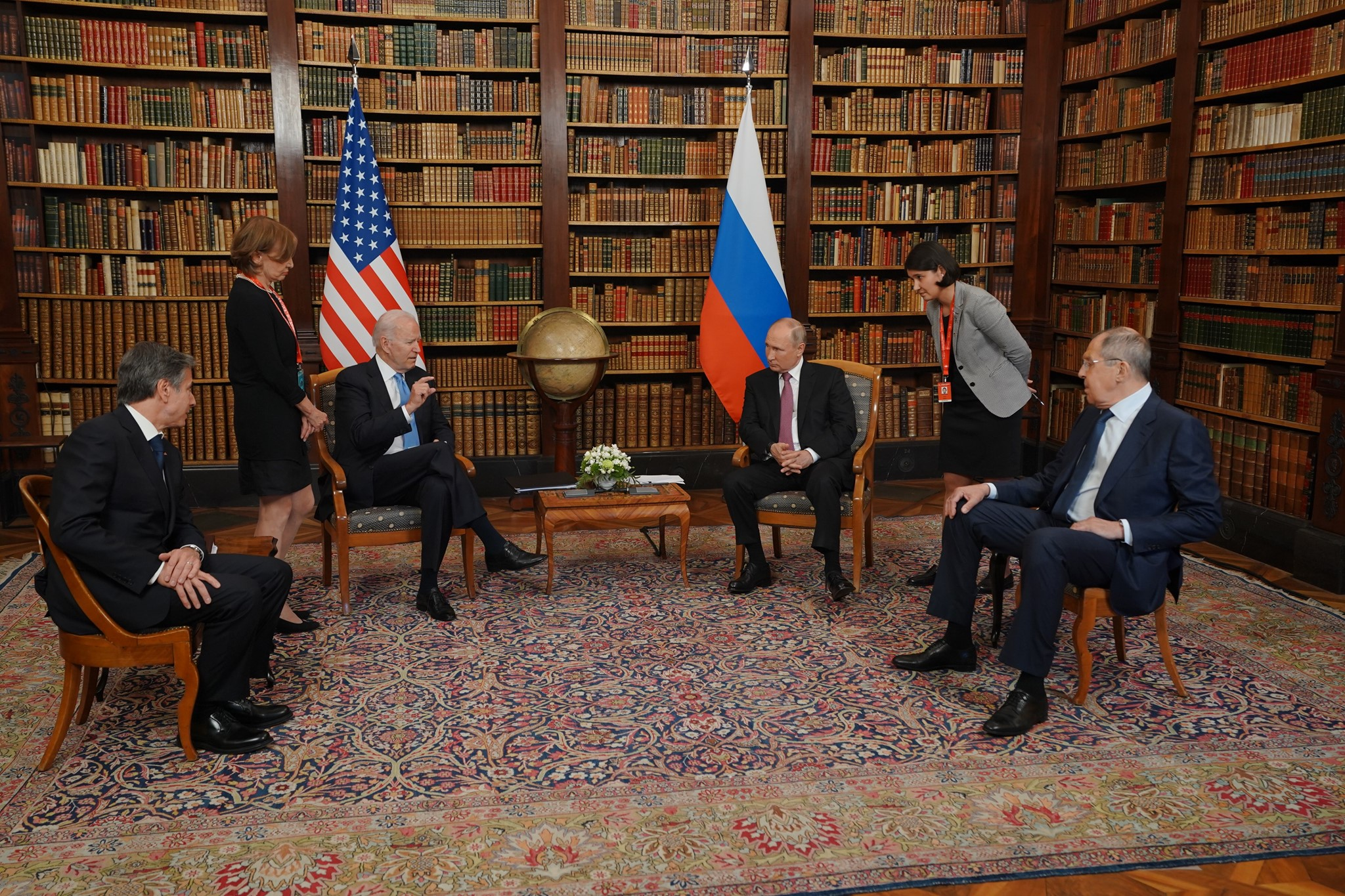
Владимир Путин и Джо Байден на переговорах в Женеве. 2021 год

7 декабря прошла видеоконференция между Владимиром Путиным и Джо Байденом, преобладающим вопросом стало наращивание Россией сил вблизи украинской границы. В ответ на озвученную Байденом обеспокоенность США и их европейских союзников по поводу возможной военной эскалации Владимир Путин заявил, что Россия заинтересована в получении надёжных, юридически зафиксированных гарантий безопасности.
В декабре 2021 года российское руководство передало США и НАТО проекты договора о гарантиях безопасности и соглашения о мерах обеспечения безопасности России и стран НАТО, в котором по сути потребовало признать за собой особую сферу интересов на постсоветском пространстве, настаивая не только на гарантиях нерасширения альянса на территорию Украины, но также на отводе вооружений и вооружённых сил из стран Восточной Европы и Прибалтики. Серия переговоров, прошедшая в январе 2022 года, закончилась провалом, США и НАТО отвергли ключевые российские требования — отказ от дальнейшего расширения альянса и возвращение к ситуации 1997 года. С февраля 2022 года диалог между Россией и США по вопросам стратегической стабильности был прерван, отношения радикально ухудшились, а на фоне продолжающейся военной агрессии 16 марта Байден назвал Путина военным преступником.

#### Сирийский кризис
С самого начала гражданского противостояния в Сирии весной 2011 года Россия оказывала дипломатическую поддержку президенту Башару Асаду. Россия поддержала сирийское правительство поставками оружия, военной техники и боеприпасов, а также организацией обучения специалистов и предоставлением военных советников.
11 сентября 2013 года в газете The New York Times была опубликована статья Путина «Россия призывает к осторожности», написанная в виде открытого письма к американскому народу и содержащая разъяснение российской политической линии в отношении сирийского конфликта. В своей статье президент России предостерёг об опасности тезиса президента США Барака Обамы «об исключительности американской нации». Статья вызвала неоднозначную реакцию мирового сообщества.
Также в сентябре 2013 года Владимир Путин предотвратил угрозу властям Асада, обвинявшимся в применении химического оружия в Восточной Гуте. Россия и Китай в Совете безопасности ООН наложили вето на проект обвинявшей их резолюции, а затем глава МИД России Сергей Лавров предложил поставить сирийское химическое оружие под международный контроль с последующим его уничтожением. В 2014 году начался вывоз запасов боевых отравляющих веществ из Сирии.
29 сентября 2015 года, выступая на 70-й Генассамблее ООН, Владимир Путин обвинил страны Запада в дестабилизации ситуации во всём мире и в частности на Ближнем Востоке. На следующий день, 30 сентября 2015 года, по просьбе Башара Асада Россия начала военную операцию против террористических формирований «Исламского государства» и «Джебхат ан-Нусра» в Сирии, вступление России в сирийскую войну произошло на фоне острой конфронтации с США.
Вступление России в конфликт радикальным образом изменило направленность и характер военных действий. В январе 2017 года по инициативе России, Турции и Ирана в Астане (Казахстан) начались межсирийские переговоры, участниками которых впервые за время конфликта стали представители сирийского правительства и вооружённой оппозиции.

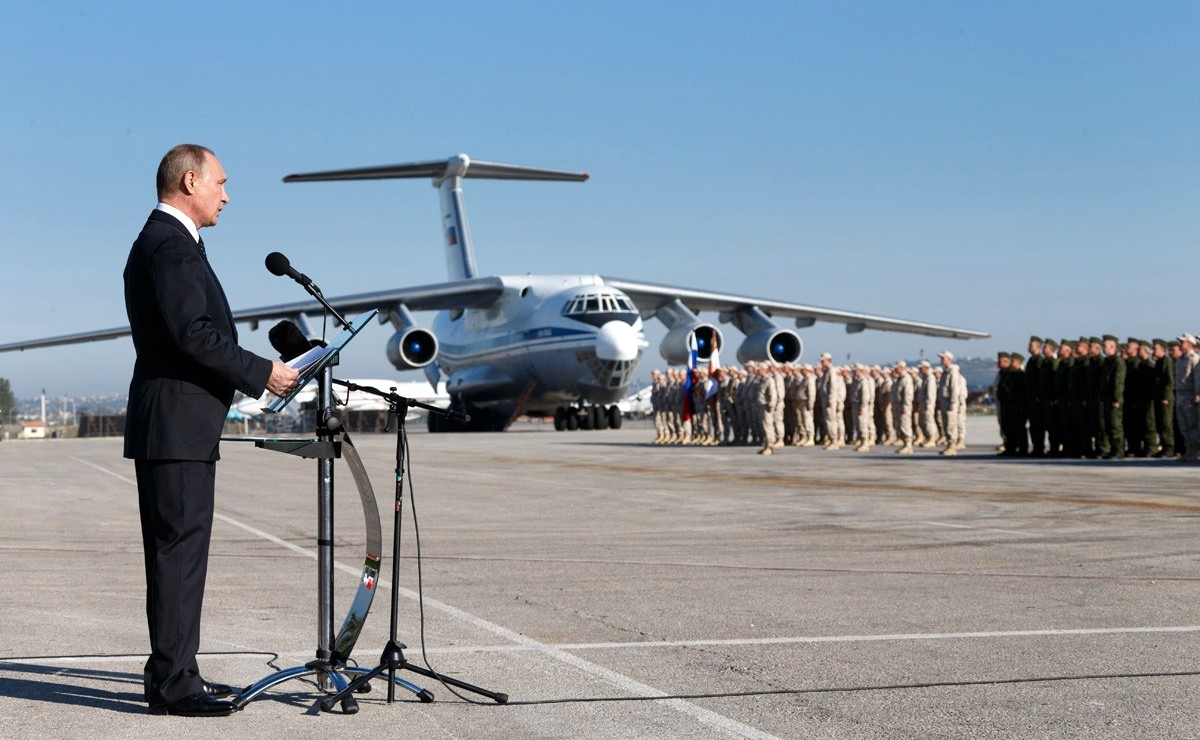
Путин объявляет об окончании военной операции в Сирии на авиабазе Хмеймим. 11 декабря 2017 года

11 декабря 2017 года на авиабазе Хмеймим Путин объявил о завершении военной операции в Сирии, выводе основной части российской группировки войск из страны, достигнутом главном результате — сохранении Сирии как независимого государства, создании условий для политического урегулирования под эгидой ООН. На территории Сирии продолжил функционировать российский Центр по примирению враждующих сторон, в Сирии началась реализация программы по восстановлению мирной жизни и возвращению беженцев. В соответствии с международными договорами в Сирии на постоянной основе остались два российских пункта базирования — авиабаза Хмеймим и пункт материально-технического обеспечения ВМФ России в Тартусе.
Военный успех привёл к достижению политических преимуществ и установлению политического соглашения на российских условиях, Турция и Саудовская Аравия убедились в бесперспективности участия в войне спонсируемых ими сил, а Башар Асад сохранил удерживаемый им с 2000 года пост президента.

#### Турция
Отношения с Турцией значительно ухудшились после инцидента в ноябре 2015 года, когда турецкий боевой самолёт сбил российский бомбардировщик в воздушном пространстве Сирии. 28 ноября 2015 года Владимир Путин подписал «Указ о мерах по обеспечению национальной безопасности России и защите граждан России от преступных и иных противоправных действий и о применении специальных экономических мер в отношении Турции». Россия ввела эмбарго на экспорт всех видов продукции и рабочей силы из Турции. Были прекращены чартерные рейсы в Турцию, российским турфирмам запретили продавать путёвки на турецкие курорты. Были закрыты или заморожены многие совместные международные проекты, включая «Турецкий поток», был отменён безвизовый режим между двумя странами.
Отношения были практически заморожены до тех пор, пока Реджеп Тайип Эрдоган 27 июня 2016 года не принёс российской стороне извинения. С 2016 года Россия, Иран и Турция взяли на себя посреднические функции по контролю за режимом прекращения огня и мирному урегулированию в Сирии. Посредники инициировали «астанинский процесс» мирного урегулирования, было проведено несколько саммитов «астанинской тройки», регулярный характер приняли двусторонние встречи лидеров России и Турции. 17 сентября 2018 года по итогам очередных переговоров между президентами России и Турции был подписан меморандум о стабилизации обстановки в сирийской провинции Идлиб и создании демилитаризованной зоны вдоль линии соприкосновения сирийских войск и вооружённой оппозиции. 22 октября 2019 года Владимир Путин и Реджеп Эрдоган на переговорах в Сочи закрепили новые зоны влияния на северо-востоке Сирии и договорились о совместном патрулировании территории вдоль сирийско-турецкой границы.
В январе 2020 года состоялось открытие проложенного по дну Чёрного моря газопровода «Турецкий поток», соединившего Россию и страны Южной Европы.

#### Постсоветские страны
24 ноября 2014 года Путин подписал с президентом Абхазии Раулем Хаджимбой Договор о союзничестве и стратегическом партнёрстве сроком на 10 лет, создавший общее оборонное пространство и совместную группировку войск, с перспективой дальнейшей полной военно-политической интеграции. Россия существенно увеличила финансовую помощь Абхазии.
Президентские выборы 2020 года в Беларуси привели к политическому кризису. В самый острый период Владимир Путин поддерживал постоянный контакт с Александром Лукашенко, претендовавшим на сохранение власти; в России по просьбе Лукашенко был сформирован резерв из сотрудников правоохранительных органов для помощи властям Беларуси в случае выхода ситуации из-под их контроля. Между президентами России и Беларуси была достигнута договорённость о рефинансировании белорусского долга в размере 1 млрд долларов. Публично заявленная поддержка Путина помогла Лукашенко удержать власть.
5 ноября 2021 года Путин и Лукашенко подписали декрет Союзного государства «Об основных направлениях реализации положений Договора о создании Союзного государства на 2021—2023 годы», утвердив 28 программ по интеграции.
Вторая после распада СССР война между Арменией и Азербайджаном стала главным событием на постсоветском пространстве в 2020 году. Азербайджан добился возвращения под свой контроль значительной части территорий, прилегающих к Нагорному Карабаху, а также части самого Нагорного Карабаха. Война, продолжавшаяся 44 дня, завершилась 9 ноября подписанием заявления премьер-министром Армении Николом Пашиняном, президентом Азербайджана Ильхамом Алиевым и президентом России Владимиром Путиным. Ключевым пунктом соглашения стала договорённость о размещении в зоне конфликта российских миротворцев, что должно исключить возможность возобновления вооружённого противостояния и создать условия для перезапуска дипломатического процесса.

#### Международные форумы
В сентябре 2015 года Путин впервые за 10 лет выступил на сессии Генеральной Ассамблеи ООН в Нью-Йорке. Он призвал сформировать широкую антитеррористическую коалицию по борьбе с «Исламским государством».
23 января 2020 года Путин принял участие во Всемирном форуме памяти Холокоста, состоявшемся в Иерусалиме, где выступил с новой глобальной инициативой, предложив провести в 2020 году встречу глав пяти государств-основателей и постоянных членов Совета Безопасности ООН для совместного обсуждения актуальных глобальных проблем. Лидеры Китая и Франции, генеральный секретарь ООН поддержали это предложение.

#### КНР, Азиатско-Тихоокеанский регион (АТР)
Ещё до кризиса в отношениях с Западом из-за событий на Украине Владимир Путин провозгласил «поворот на восток» приоритетом внешней политики РФ. Этот «поворот» стал возможен благодаря тому, что большинство стран АТР не поддержали западные санкции, что также позволило России снизить ущерб от них. Так Азиатско-Тихоокеанский регион стал для России новым экспортным рынком углеводородов и оружия, ведущим поставщиком новейших технологий и главной альтернативой западному капиталу.

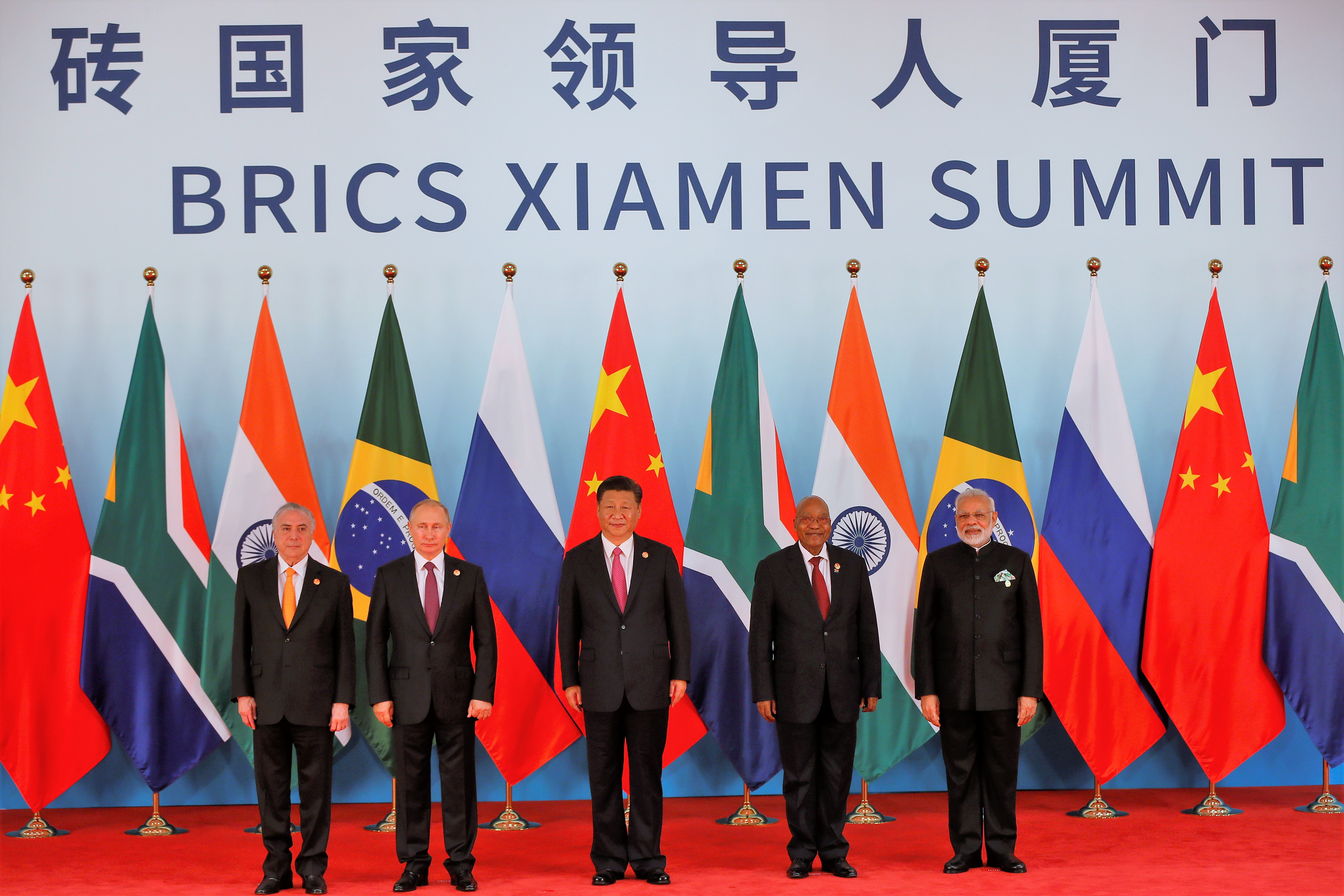
Лидеры стран БРИКС в 2017 году

Существенные различия в экономическом весе России и КНР как «стратегических партнёров» и их стратегических интересов позволяют полагать, что расширение сотрудничества более выгодно КНР, нежели России, тем более что российский рынок к 2022 году так и не стал значимым для Китая. У ряда авторов вызывает беспокойство повышение экономической активности китайцев на территории РФ, особенно после принятия закона «О территориях опережающего социально-экономического развития в Российской Федерации» N 473-ФЗ, снимающего ограничения, в частности, на использование труда иностранных рабочих.
В октябре 2012 года Владимир Путин поручил «Газпрому» рассмотреть проект газопровода, впоследствии получившего название «Сила Сибири». Поставки газа в Китай по трубопроводу начались 2 декабря 2019 года. С запуском трубопровода «Восточная Сибирь — Тихий океан» Россия стала крупнейшим поставщиком нефти в Китай, потеснив Саудовскую Аравию. С 2014 года Россия открыла для инвесторов из Китая и Индии свой добывающий сектор и транспортную инфраструктуру.
Сотрудничество России и Китая развивается и в сфере оборонных технологий, при помощи России в Китае создаётся система предупреждения о ракетном нападении. В июне 2019 года Путин и председатель КНР Си Цзиньпин подписали соглашение о развитии всеобъемлющего партнёрства и стратегического взаимодействия между Россией и Китаем. В начале декабря 2019 года секретарь Совета безопасности РФ Николай Патрушев заявил, что Россия продолжит укреплять сотрудничество с Китаем в вопросах стратегической безопасности.

### Отношения с крупными российскими предпринимателями
По данным газеты «Ведомости», опубликованным в феврале 2013 года, с президентом «Транснефти» Николаем Токаревым Путин сблизился во время совместной работы в дрезденской резидентуре КГБ.
В декабре 2013 года внимание российской и мировой прессы привлекло помилование Путиным после 10-летнего заключения предпринимателя Михаила Ходорковского, что было расценено как попытка улучшить имидж России накануне зимней Олимпиады в Сочи.
В марте 2014 года США ввели санкции против банка «Россия», названного «личным банком высокопоставленных должностных лиц Российской Федерации» и крупных российских бизнесменов, которых сочли связанными деловыми отношениями с президентом Путиным (Геннадий Тимченко, братья Аркадий и Борис Ротенберги, Юрий Ковальчук). Давние дружеские отношения связывали Путина с виолончелистом и предпринимателем Сергеем Ролдугином, который владел офшорными компаниями с оборотом в несколько миллиардов долларов с 2006 года. По мнению журналистов OCCRP, Ролдугин лишь «хранитель» состояния Путина.

### Отношения с Украиной (с 2012)
Летом 2012 года Евросоюз в рамках «Восточного партнёрства» принял программу сотрудничества с рядом постсоветских государств, включая юридическое оформление отношений с ними через соглашения об ассоциации. Подписание соглашения об ассоциации Украины с Евросоюзом было назначено на ноябрь 2013 года. Российское руководство, в свою очередь, предлагало Украине присоединиться к Таможенному союзу ЕАЭС. С лета 2013 Путин значительно увеличил давление на Украину. В октябре 2013 года Путин дал понять, что в случае создания ассоциации с Евросоюзом Украина не сможет пользоваться преференциями в рамках Таможенного союза ЕАЭС.
По некоторым свидетельствам (в том числе российского экономиста Илларионова, украинского чиновника Геннадия Москаля, бывшего министра иностранных дел Польши Сикорского), на встрече с Януковичем в ноябре Путин поставил ультиматум, что в случае подписания соглашения с ЕС Россия захватит украинский Крым и её восточные и южные области. Российское руководство предложило властям Украины в общей сложности 15 млрд долларов в виде прямой помощи, кредитов и преференций и пообещало снизить цены на газ (следующее правительство охарактеризовало этот договор как взятку). Правительство Януковича приняло решение отложить подписание соглашения об ассоциации с Евросоюзом, что привело к массовой акции протеста в центре Киева и протестам в других городах Украины.
Путин считал украинский Евромайдан организованным Западом госпереворотом. Путин склонял Януковича к силовому разгону протестов, оказывал ему поддержку. В ходе урегулирования представитель Путина в посреднической группе Владимир Лукин по указанию Путина не завизировал соглашение об урегулировании.
Декларируемая позиция российских властей в начале протестов сводилась к тому, что решение украинского правительства отложить подписание соглашения с ЕС было абсолютно легитимным, события в Киеве — это внутреннее дело Украины и вмешательство извне является недопустимым.
Правительство Януковича попыталось силой подавить акции протеста, но безуспешно, что вынудило его бежать из страны. В ночь с 22 на 23 февраля 2014 года по распоряжению Путина была проведена спецоперация по эвакуации Януковича и его семьи в безопасное место, после чего на совещании с руководителями спецслужб Путин поручил начать «работу по возвращению Крыма в состав России».

### Захват Крыма и война на востоке Украины

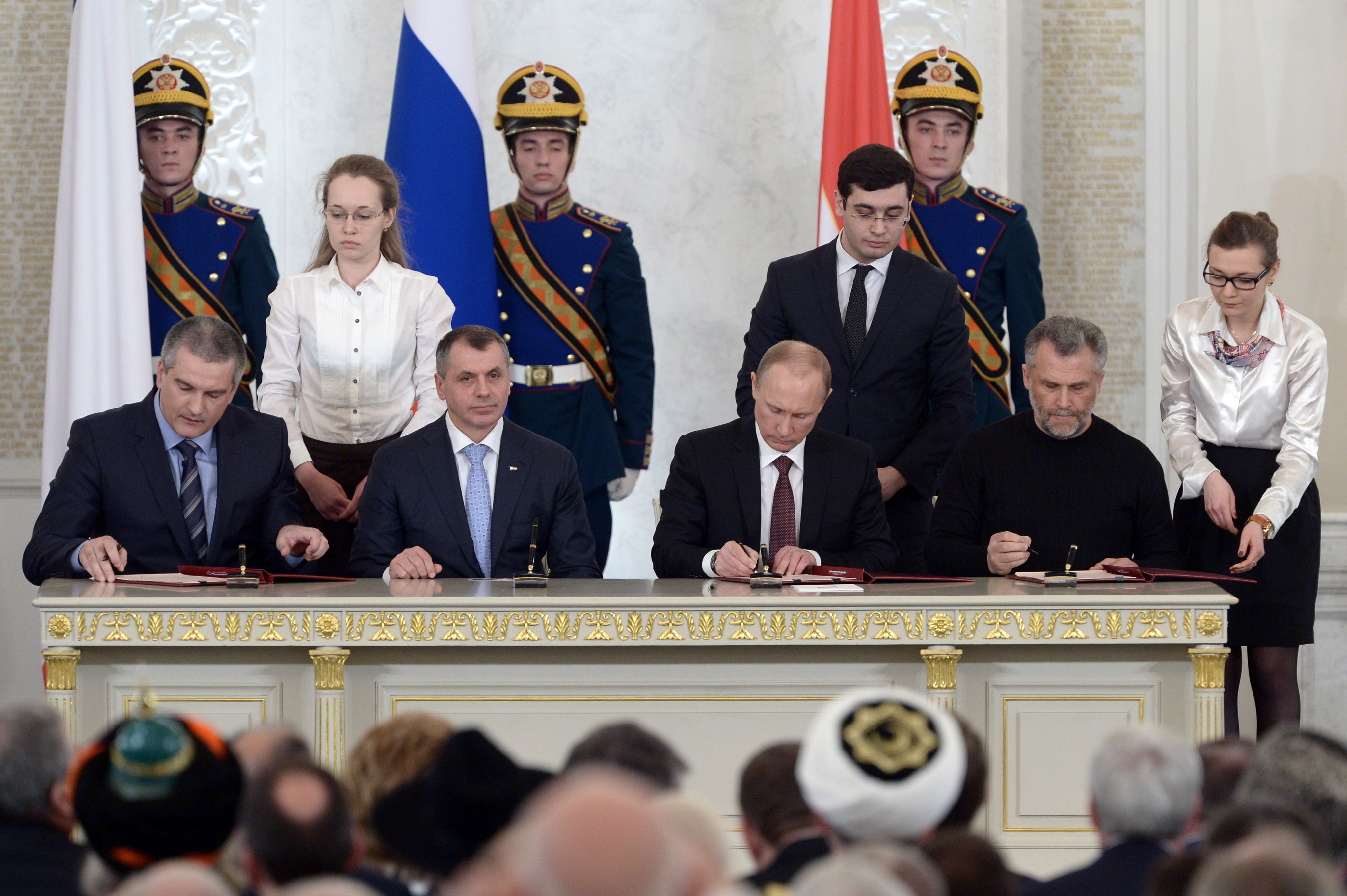
Подписание Договора о принятии Республики Крым и города Севастополя в состав России. Москва, Кремль, 18 марта 2014 года

Самой ранней датой начала операции по захвату Крыма называют 20 февраля. Владимир Путин заявил целью защиту прав российских граждан и русскоязычных в Крыму и на юго-востоке Украины, когда, по его словам, «неонацисты» захватили Украину в результате государственного переворота. Это утверждение было использовано для оправдания аннексии Крыма Россией. Российскими военнослужащими совместно с отрядами добровольцев были блокированы все объекты и воинские части ВС Украины на территории полуострова. Путин публично отрицал российскую принадлежность захвативших крымский парламент и органы власти военных. Проводилась пропагандистская кампания про «госпереворот в Киеве» и пришедших к власти «украинских националистов», планирующих репрессии русскоговорящих. Затем Россия аннексировала полуостров после того, как 16 марта в Крыму был проведён спорный местный референдум о присоединении к России. 18 марта в Кремле Путин выступил с обращением к обеим палатам Федерального собрания в связи с просьбой руководителей Республики Крым о присоединении к России, а сразу после этого подписал с ними договор о вхождении Крыма в состав Российской Федерации.
Большинство государств-членов ООН отказалось признать легитимность присоединения, и на 2021 год ни одно государство не издавало официальных правовых актов о признании Крыма частью России. США, государства Евросоюза, ряд других стран, а также ряд международных организаций и объединений охарактеризовали действия России как агрессию, оккупацию и аннексию части украинской территории, а также как подрыв территориальной целостности Украины, что привело к резкому охлаждению отношений с НАТО, Евросоюзом, Советом Европы, а в дальнейшем — к введению политических и экономических санкций против России и ряда российских физических лиц и организаций, причастных к дестабилизации ситуации на Украине. Сам Путин назвал санкции против России нелегитимными и угрожающими мировой стабильности.
В апреле 2014 года протестные акции против новых украинских властей, проходившие на территории Донецкой и Луганской областей Украины, переросли в вооружённый конфликт между вооружёнными силами Украины (поддержанными добровольческими военизированными формированиями) с одной стороны и отрядами сепаратистов (в основном сторонников самопровозглашённых Донецкой и Луганской народных республик) — с другой. Украина, США и ряд других государств, а также НАТО, Совет Европы и Евросоюз обвиняли Россию во вмешательстве в конфликт, выразившемся в участии регулярных войск в боевых действиях на стороне сепаратистов, в поддержке диверсионных групп, в финансовой и оружейной поддержке повстанческих войск и администраций (в том числе рассматривалась вероятность участия лично Путина в одобрении оружейных поставок). Российское руководство отвергало эти обвинения, а 18 декабря 2014 года Путин признал присутствие россиян, добровольно принимающих участие в боевых действиях, но заявил, что они не являются наёмниками и не получают денег, а «исполняют свой долг по зову сердца».
24 октября 2014 года на встрече дискуссионного клуба «Валдай» Путин сделал программное заявление, сравниваемое политологами по важности с его мюнхенской речью 2007 года. Путин возложил на Запад вину за войну на Украине, ставшую, по его мнению, результатом переворота, поддержанного западными державами. Общий смысл выступления заключался в возложении ответственности за развал системы глобальной безопасности на американскую администрацию и обвинение их в диктатуре на международной арене.
С июня 2014 года российские представители участвовали в работе Контактной группы по урегулированию ситуации на востоке Украины. Россия также принимала участие в поиске решения конфликта дипломатическими методами в нормандском формате, что привело к подписанию Минского соглашения от 5 сентября 2014 года. 11—12 февраля 2015 года на саммите в Минске руководителями «нормандской четвёрки» был согласован новый комплекс мер по выполнению сентябрьского соглашения о перемирии. За годы, прошедшие с даты подписания Минских соглашений, однако, фактически ни один их пункт не был выполнен, требования Киева и ОБСЕ систематически отвергались, Россия продолжала блокировать возможность ввода миротворческих сил ООН, а вооружённое противостояние между Украиной и непризнанными республиками Донбасса сохранялось — по мнению издания Washington Post, поддержкой полузамороженного конфликта Путин пытался отвлечь внимание российского общества, в котором росло недовольство стагнацией в экономике. Также, по некоторым данным, с 2018 года лоббированием интересов Путина в вопросах внутренней украинской политики занимался его кум, лидер оппозиционной партии ОПЗЖ Виктор Медведчук.

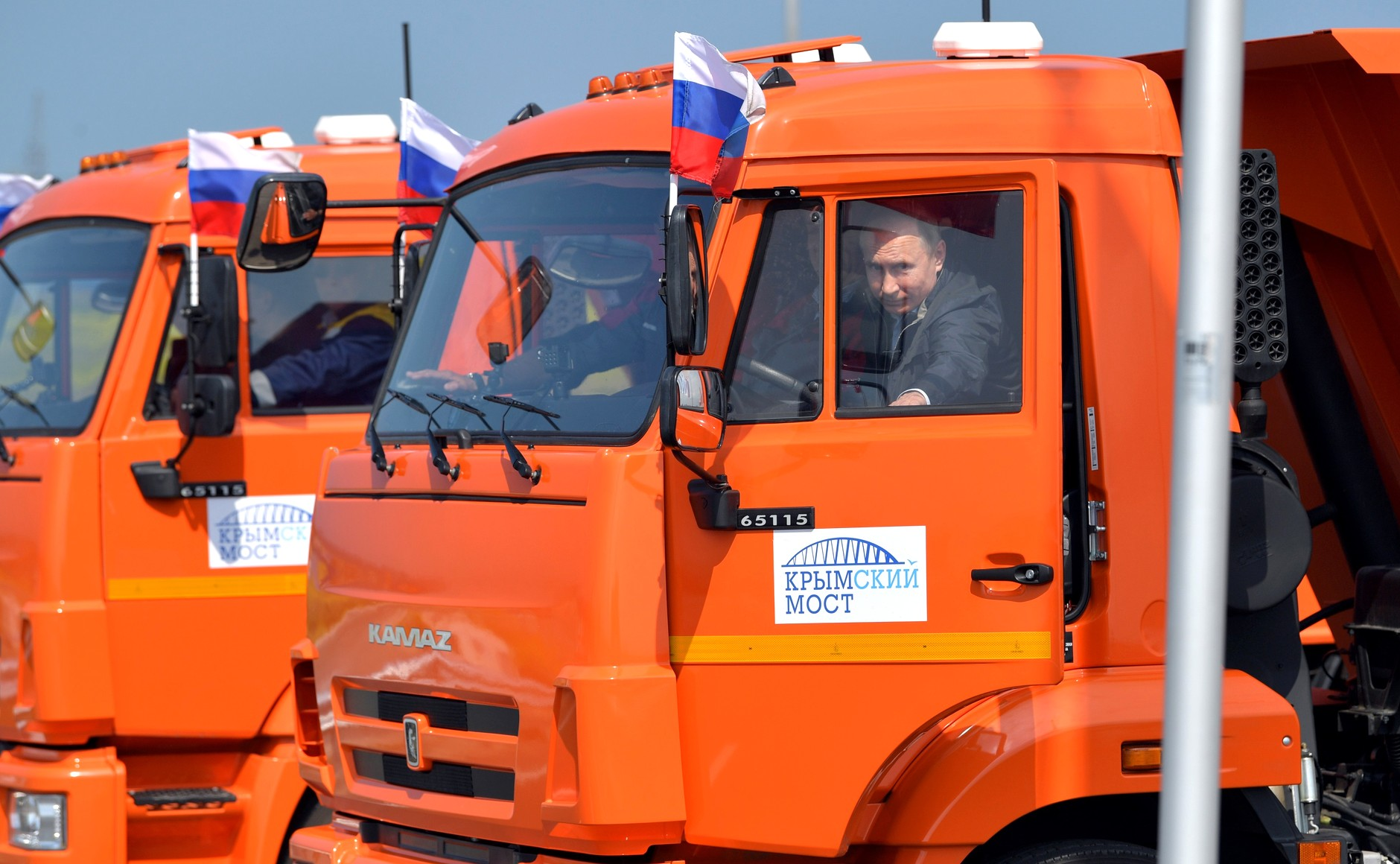
Владимир Путин за рулём КамАЗа-65115 во время открытия движения по автодорожной части Крымского моста, 15 мая 2018 года

19 марта 2014 года, уже на следующий день после провозглашения суверенитета России над Крымом, Путин поставил задачу построить автомобильный и железнодорожный мост через Керченский пролив, рассматриваемый как ключевой элемент интеграции полуострова в Россию. 15 мая 2018 года Владимир Путин принял участие в открытии движения по автодорожной части Крымского моста. 23 декабря 2019 года было открыто железнодорожное движение.
24 апреля 2019 года Владимир Путин подписал указ, позволяющий жителям отдельных районов Донецкой и Луганской областей Украины получить гражданство РФ в упрощённом порядке, позднее упрощённый порядок получения российского гражданства был распространён на всех жителей Донецкой и Луганской областей Украины, в том числе зарегистрированных на территориях, подконтрольных украинским властям.
11 июля по инициативе украинской стороны состоялся первый телефонный разговор между Владимиром Зеленским и Владимиром Путиным, который привёл к заметной активизации усилий по освобождению удерживаемых лиц. 7 сентября состоялся обмен удерживаемыми лицами между Украиной и Россией в формате «35 на 35». В частности, Россия передала Украине 24 моряков, задержанных во время инцидента в Керченском проливе, Олега Сенцова и других, а Украина передала России Кирилла Вышинского и Владимира Цемаха. 18 ноября Россия передала Украине корабли, задержанные во время инцидента в Керченском проливе.

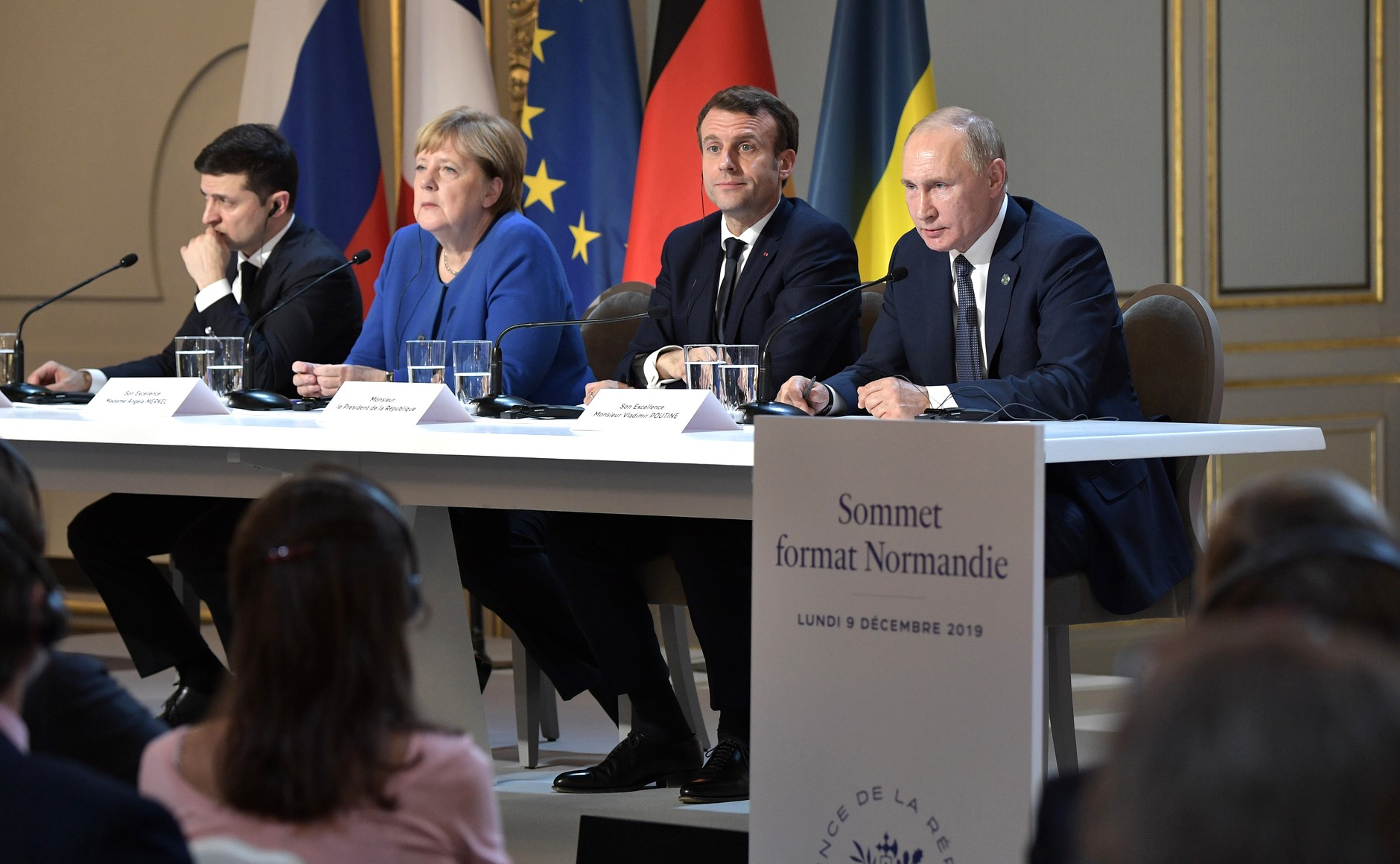
Владимир Путин на саммите Нормандской четвёрки, 10 декабря 2019 года

9 декабря 2019 года в Париже прошёл саммит «нормандской четвёрки» — первая встреча лидеров в «нормандском формате» с 2016 года. В ходе саммита также состоялась двусторонняя встреча президентов Путина и Зеленского. В течение 2020 года ситуация в Донбассе оставалась без изменений, решения парижского саммита выполнены не были. Россия отказалась от проведения саммита в «нормандском формате» до тех пор, пока не будут выполнены решения предыдущего саммита 2019 года.
Весна 2021 года ознаменовалась обострением конфликта на востоке Украины. Украина обвиняла Россию в наращивании группировки войск на российско-украинской границе, в то время как Россия заявляла, что Украина перебрасывает в Донбасс дополнительные войска. Очередное обострение отношений с Украиной произошло в конце октября — начале ноября 2021 года и было вызвано новым наращиванием российских войск на украинской границе.
Отвечая на обвинения Запада в эскалации напряжённости в отношении Украины, Владимир Путин требовал от США и НАТО «надёжных, юридически зафиксированных» гарантий безопасности, которые касаются не только Украины, но затрагивают НАТО напрямую. Эти гарантии должны были исключить расширение НАТО в восточном направлении и размещение в сопредельных с Россией государствах ударных наступательных систем вооружений. НАТО, однако, отвергло ключевые российские условия — отказ от дальнейшего расширения и возвращение к ситуации 1997 года.

### Вторжение России на Украину

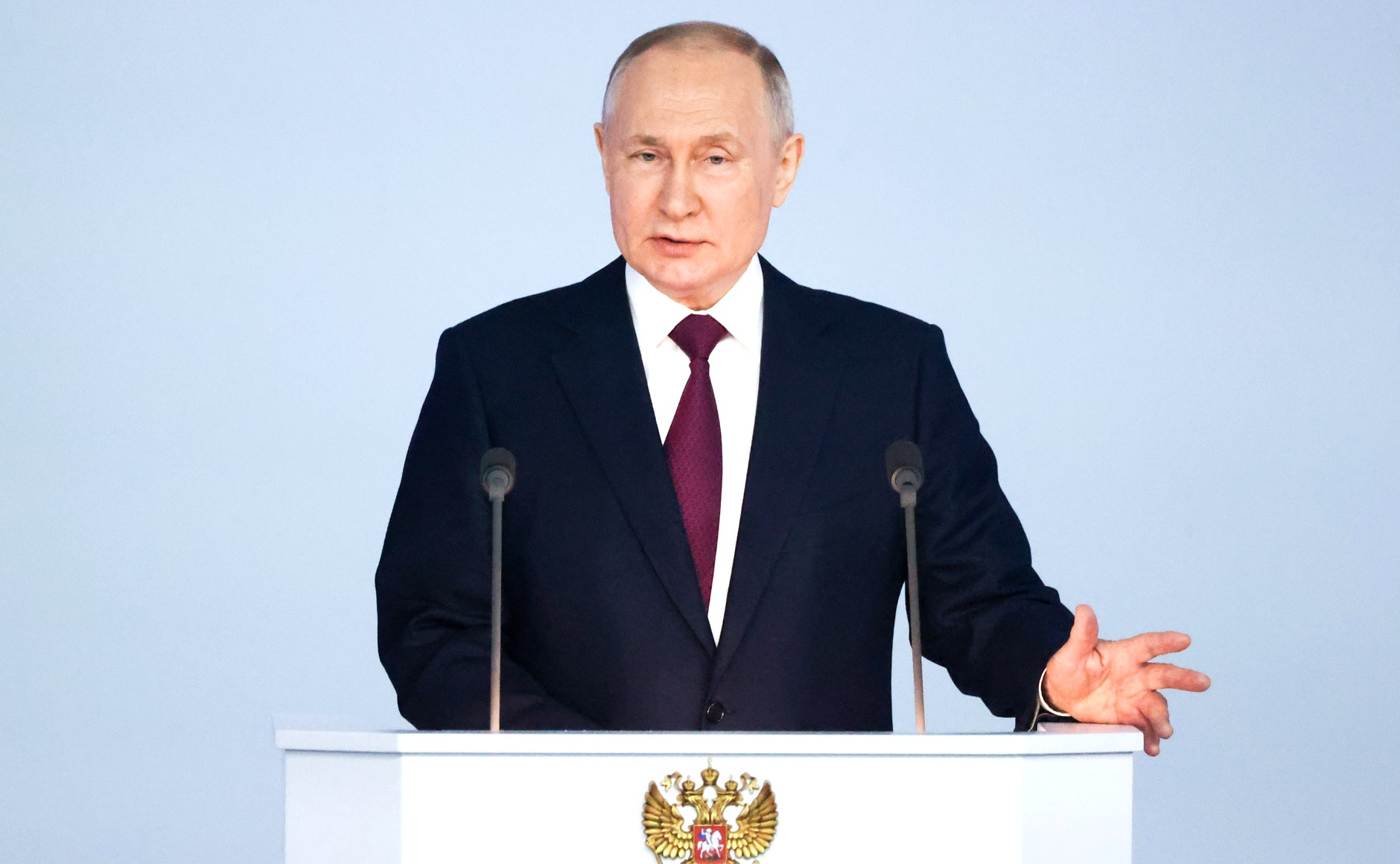
Владимир Путин в Гостином дворе во время послания Федеральному собранию 21 февраля 2023 года

21 февраля 2022 года Путин подписал указ о признании ДНР и ЛНР, а 24 февраля начал полномасштабное вторжение России на Украину — самую масштабную войну в Европе после Второй мировой войны, вызвавшую десятки тысяч жертв среди гражданского населения Украины, разрушение её городов и гражданской инфраструктуры, сотни тысяч убитых и раненых военных со стороны России и Украины. Россия и сам Путин обвиняются в совершённых в ходе войны с Украиной военных преступлениях. Начало полномасштабной войны Путин сопроводил речью, в которой использовал в качестве предлога для начала войны ложные обвинения в адрес Украины, в том числе в совершении геноцида в Донбассе, и отрицал наличие планов по оккупации украинских территорий. В тот же день Россия начала полномасштабное вторжение на Украину. 25 февраля Евросоюз, Великобритания, США и Канада объявили о введении персональных санкций против Путина. К ним присоединились Япония, Швейцария, Австралия и ряд других государств.
После того как армии России не удалось осуществить первоначальную цель — захватить Киев и сместить украинское руководство — российские войска были выведены из Житомирской, Киевской, Черниговской и Сумской областей Украины и вторжение перешло в войну на истощение. The Guardian со ссылкой на западные военные источники сообщал, что Владимир Путин лично участвовал в принятии оперативных и тактических решений на уровне полковника или бригадного генерала во время вторжения на Украину. В сентябре 2022 года, после начала успешного украинского контрнаступления в Харьковской области, Россия начала мобилизацию и 23—27 сентября провела фиктивные референдумы на оккупированных территориях Украины. 30 сентября Путин подписал соглашения о вхождении в состав России четырёх частично оккупированных ею областей Украины — Херсонской, Запорожской, Донецкой и Луганской.
25 декабря 2022 года Путин открыто признал, что цель России — «в объединении русского народа».

#### Вооружённый мятеж
C 23 по 24 июня 2023 года произошёл мятеж ЧВК «Вагнер». «Вагнеровцы» взяли под контроль Ростов-на-Дону, и начали движение в сторону Москвы, однако затем пришли к соглашению с российскими властями при посредничестве президента Беларуси Александра Лукашенко.

### Президентские выборы 2024 года
Восьмые выборы президента Российской Федерации прошли с 15 по 17 марта 2024 года. Окончательные итоги голосования были подведены Центральной избирательной комиссией 21 марта. По ним Путин набрал рекордное для российских президентских выборов абсолютное и относительное число голосов (более 76 млн голосов и 87,28 % при рекордной явке 77,49 %). Претенденты, занимавшие открытую антивоенную позицию, — Екатерина Дунцова и Борис Надеждин — к выборам допущены не были. Президентские выборы 2024 года называют наиболее сфальсифицированными в современной российской истории.
Очередная инаугурация Путина состоялась 7 мая 2024 года.

## Внутренняя политика
Правление Путина характеризуется как личностная диктатура. В обиход введён термин «путинизм».
12 сентября 2023 года комиссия по юридическим вопросам и правам человека Парламентской ассамблеи Совета Европы признала правление Владимира Путина диктатурой. Комиссия, в частности, отметила среди подтверждений диктатуры разрешение Путину оставаться у власти вплоть до 2036 года, отсутствие независимых СМИ, отсутствие сильного парламента, отсутствие правосудия.
По состоянию на 2024 год семь бывших охранников Путина занимают должности в федеральных органах власти. Среди бывших сотрудников ФСО: Алексей Дюмин, Александр Куренков, Виктор Золотов, Юрий Котов, Дмитрий Миронов, Дмитрий Степаненко[значимость факта?].

### Динамика поддержки Путина

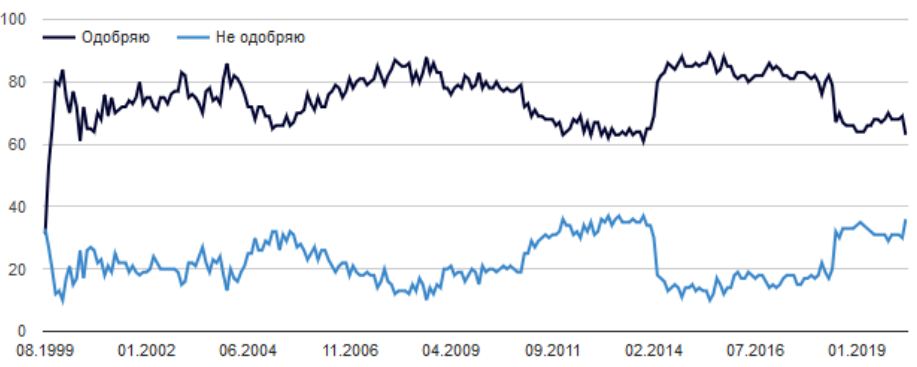
Рейтинг Путина в 2000—2020 годах, по данным «Левада центра»

Путин является самым популярным политиком в России с 1999 года.
Уже в первые месяцы 2000 года рейтинг Путина достиг максимумов (свыше 80 % одобряющих его действия). Резкий взлёт рейтинга в этот период отражал политическую компоненту рейтинга — к оценкам текущих экономических успехов добавлялись надежды респондентов, связанные с фигурой нового лидера. В дальнейшем отмечалось ещё несколько периодов, когда пики популярности Путина совпадали с резким повышением позитивных ожиданий: конец 2001 — начало 2002 гг., конец 2003 — начало 2004 гг., июль 2007 г., начало и сентябрь 2008 г., конец 2009 г. Часть этих эпизодов совпадают с избирательными кампаниями и, по всей видимости, как и в начале 2000 г., маркируют периоды «консолидации под флагом», то есть всплески доверия к политическому имиджу лидера и ценностям, которые с ним ассоциируются. Период 2007—2008 гг., предшествовавший началу экономического кризиса 2008—2010 гг., характеризовался максимально высокой поддержкой режима, которая отражала как чрезвычайно высокие оценки текущей экономической ситуации, так и политическую мобилизацию, связанную с триумфальной короткой войной против Грузии. Весной 2014 года был зафиксирован резкий рост рейтинга Путина. Согласно данным международной исследовательской ассоциации Институт Гэллапа (Gallup), уровень поддержки Путина среди россиян вырос до рекордного уровня 83 % (рост за год составил 29 %). Социологи отметили, что столь высокий уровень одобрения в первую очередь связан с позицией России по революции на Украине и аннексией Российской Федерацией Крыма, а также с триумфальным выступлением российских сборных на Олимпийских и Паралимпийских играх в Сочи. В феврале 2015 года, по данным Левада-Центра, уровень одобрения деятельности Путина на посту президента достиг 86 %. Высокий уровень поддержки объяснялся успешной военной операцией ВКС РФ в Сирии. В 2018 году, после крайне непопулярной пенсионной реформы, уровень одобрения деятельности Путина упал до докрымских показателей: по данным ВЦИОМ, рейтинг упал за период с 17 до 24 июня с 72,1 % до 63,4 %, и в итоге на 24 мая 2019 года уровень одобрения деятельности составил 65,8 %.
После начала в конце февраля 2022 года вторжения на Украину Путин имеет самый высокий рейтинг одобрения среди россиян с сентября 2017 года. По результатам опроса независимого «Левада-центра» от 24 — 30 марта 2022 года, 83 % россиян поддерживали деятельность Путина на посту президента, что на 12 % больше, чем на февральском опросе. Настроения в отношении России в целом также резко возросли — 69 % респондентов заявили, что считают, что Россия движется в правильном направлении, что на 17 % больше, чем в февральском опросе «Левады». Пресса отмечает присутствие пропаганды, цензуры и криминализации «распространения ложной информации» в России. Директор «Левады» Денис Волков объяснил, что изначальные чувства «шока и растерянности», которые многие россияне испытывали в начале вторжения на Украину, сменяются верой в то, что Россия в осаде и что народ России должен сплотиться вокруг своего лидера: «Конфронтация с Западом консолидировала людей». Некоторые респонденты заявили, что, хотя они в целом не поддерживают Путина, сейчас самое время это сделать. Согласно этой линии мышления, сказал Волков, люди считают, что «все против нас» и что «Путин защищает нас, иначе мы будем съедены заживо».
По оценке российского политолога и аналитика Кирилла Рогова в 2015 году, вступая на высший пост в государстве, Владимир Путин «отнюдь не выглядел классическим харизматиком»: «краеугольным камнем его имиджа стала решимость в „наведении порядка“». При этом высокое доверие президенту Путину частично объясняется низким доверием к остальным общественным, политическим и государственным институтам (парламент, политические партии, разделение властей, независимый суд и пр.). Популярность Путина обеспечивала президентскому посту статус фактически единственного легитимного в глазах населения политического института. Доминирующую роль в устойчивой сверхпопулярности Путина сыграли экономические факторы: динамику его рейтинга в наибольшей степени объясняют изменения в оценке респондентами текущей экономической ситуации. Рогов квалифицирует две ролевые функции Путина-лидера как функцию «распорядителя богатства» и функцию «спасителя и защитника нации» (мобилизационную). Мобилизационная модель обеспечивает ценностное единение вокруг лидера в противостоянии той или иной угрозе существующему «порядку»: в 2000 г. в качестве таковой выступали чеченский терроризм и сепаратизм, в 2003—2004 гг. — олигархи, с которыми «вёл войну» Путин. Однако после того как зимой 2010—2011 гг. всплеск инфляции привёл к ухудшению динамики доходов, текущие оценки ситуации и одобрение Путина снизились. С весны 2011 г. положительная динамика реальных доходов и оценок личного материального положения восстановились, стабилизировалась и динамика оценок текущей ситуации, но рейтинг самого Путина продолжал снижаться. К этому добавилось существенное ухудшение экономической динамики во второй половине 2012—2013 гг., имевшее место на фоне высоких цен на нефть. Несмотря на предпринятую Путиным попытку консервативной консолидации в 2012—2013 гг., его рейтинг, снизившийся к декабрю 2011 года, продолжал оставаться на уровне 63-65 %, а региональные выборы сентября 2013 г. продемонстрировали либо пассивность населения там, где на выборах не наблюдалось конкуренции, либо мобилизацию протестного голосования там, где к выборам были допущены оппозиционные кандидаты. Снижение путинской популярности выглядело как системное явление, связанное с переоценкой избирателями как эффективности текущего политического режима, так и его базовых ценностей и идеологем. В частности, серьёзные изменения произошли в оценке респондентами ключевого понятия путинской системы — «вертикали власти». Восстановление сверхбольшинства можно было достигнуть лишь за счёт серьёзного мобилизационного проекта. Аннексия Крыма, спровоцировавшая масштабный конфликт с Западом, было призвано «переформатировать внутриполитическое пространство, сформировать новое сверхбольшинство нации, ведущей борьбу за возврат своих исторических территорий с союзом враждебных держав, маргинализировать элиты, выступающие с прозападной повесткой (социальная и экономическая модернизация), и таким образом обеспечить новые основания легитимности режима в среднесрочной перспективе».

### Коррупция в России
В 2006 году Путиным была подписана Конвенция о борьбе с коррупцией ООН (за исключением статьи 20 «превышение расходов над доходами публичного или должностного лица» как противоречащей Конституции). С 2012 года Путин подписал ряд Национальных планов по противодействию коррупции. Во время возвращения Путина в кресло президента в 2008 году были возбуждены новые антикоррупционные дела, выросло число арестов высокопоставленных чиновников и представителей бизнеса, связанных с коррупцией. Была введена электронная система госзакупок, многие процедуры были упрощены или сделаны более прозрачными. Однако, по мнению экспертов, важных шагов так и не было сделано. В 2005 году руководитель ИНДЕМ Георгий Сатаров заявил, что «За время президентства Владимира Путина власть резко усилила коррупционное давление на граждан».
Как отмечают авторы спецпроекта издания «Коммерсантъ» «Двадцать лет вместе. Экономическая история времён Владимира Путина», произошедшее 14 сентября 2006 года заказное убийство первого заместителя руководителя Банка России Андрея Козлова сделало очевидным существование в российской экономике конгломерата банковского бизнеса и коррупционных групп, занимающихся отмыванием в России теневых доходов и их экспортом в другие юрисдикции, а также обеспечением «серого» потребительского импорта с занижением таможенной стоимости. Официального признания существования этой системы так и не произошло. Частью развития ситуации стали арест и гибель в СИЗО «Матросская Тишина» в 2009 году аудитора Сергея Магнитского, чьи действия могли угрожать обслуживанию теневых финансовых потоков, связанных с либерализацией акций «Газпрома».
В феврале 2008 года один из лидеров партии СПС Борис Немцов и бывший заместитель министра энергетики России Владимир Милов опубликовали доклад «Путин. Итоги», где утверждалось, что одним из самых негативных итогов президентства Путина стало значительное повышение уровня коррупции. Данная тема получила развитие в ещё нескольких докладах: «Путин. Итоги. 10 лет» (опубликован движением «Солидарность» в июне 2010 года) и «Путин. Коррупция» (опубликован Партией народной свободы в марте 2011 г., в числе авторов также — политик Владимир Рыжков). В августе 2012 года Б. Немцов в соавторстве с Л. Мартынюком презентовал доклад «Жизнь раба на галерах. Дворцы, яхты, автомобили, самолёты и другие аксессуары».
В 2014 году Проект по расследованию коррупции и организованной преступности (OCCRP) назвал Путина «человеком года» OCCRP. По мнению OCCRP, этому способствовали «непревзойдённые заслуги президента России Владимира Путина в превращении его страны в крупнейший мировой центр по отмыванию преступных денег, подключение к нему всей организованной преступности украинских Крыма и Донбасса, а также „безупречная“ репутация в части обеспечения безнаказанности коррупционных уголовных преступлений и превращения организованных преступных группировок в неотъемлемую составную часть государственной системы».
В 2014 году было опубликовано детальное исследование коррупции Путина и его окружения: Карен Давиша «Клептократия Путина: кто владеет Россией?» (англ. Putin's Kleptocracy: Who Owns Russia?).

### Митинги и протесты

#### Протестные настроения 2010—н.в
В январе—марте 2010 года в ряде городов России прошли первые массовые митинги, где звучали требования отставки правительства Путина. Ряд массовых акций протеста проходил под лозунгами, осуждавшими подписанное Путиным 13 января 2010 года постановление правительства РФ «О внесении изменений в перечень видов деятельности, запрещённых в центральной экологической зоне Байкальской природной территории» — во изменение Постановления от 30 августа 2001 года, что создало правовую базу для возобновления работы Байкальского целлюлозно-бумажного комбината.
11 марта 2010 года в интернете было размещено обращение «Путин должен уйти» с требованием отстранения Путина от власти. Под обращением стояли подписи нескольких десятков известных российских общественных деятелей, деятелей культуры и лидеров «внесистемной оппозиции». В документе, в частности, заявлялось: «Мы утверждаем, что в России сегодня невозможны никакие сущностные реформы, пока Путин обладает реальной властью в стране. <…> Избавление от путинизма — первый, но обязательный шаг на пути к новой свободной России». На начало 2016 года на сайте кампании заявлялось, что обращение собрало более 150 000 подписей российских граждан.
С 2008 года лидерами движения «Солидарность» и Партии народной свободы публикуются «экспертные доклады» с критикой деятельности Путина. В докладе «Путин. Итоги. 10 лет», вышедшем в июне 2010 года тиражом в один миллион экземпляров, авторы доклада — Борис Немцов и Владимир Милов — основное внимание уделили темам коррупции, депопуляции, социального неравенства, ситуации в экономике и положению на Кавказе.
В течение осени 2010 года — весны 2011 года в рамках кампании «Путин должен уйти» было проведено три крупных митинга в центре Москвы: 23 октября и 12 декабря 2010 года, а также 19 февраля 2011 года.
26 марта 2011 года движение «Солидарность» провело в нескольких городах России акцию, приуроченную к 11-й годовщине избрания Путина президентом страны. Активисты движения раздавали опрашиваемым бюллетени с вопросом, проголосовали бы они сейчас за Путина. Как утверждается, три четверти участников опроса высказались против премьер-министра. В Москве был также организован конкурс антипутинских плакатов.
В марте оппозиция представила свой очередной доклад «Путин. Коррупция», составителями которого стали сопредседатели Партии народной свободы В. Милов, Б. Немцов и Владимир Рыжков, а также пресс-секретарь движения «Солидарность» Ольга Шорина. В докладе Путина и его «друзей» обвинили в обогащении, в том числе была приведена информация о 30 объектах дорогостоящей недвижимости и о пяти яхтах, которыми пользуются Путин и Медведев.
Бывший президент СССР Михаил Горбачёв вечером 24 декабря 2011 года (после многочисленной акции протеста в Москве) в эфире радиостанции «Эхо Москвы» призвал Путина не участвовать в выборах президента России: «Я посоветовал бы Владимиру Владимировичу уйти сейчас. Три срока получилось: два срока президентом, один срок премьером — три срока, ну хватит».
Тема богатства и роскоши представителей российской политической власти в августе 2012 года была продолжена в очередном докладе Борисе Немцова (в соавторстве с Леонидом Мартынюком) «Жизнь раба на галерах. Дворцы, яхты, автомобили, самолёты и другие аксессуары». Комментируя доклад, пресс-секретарь президента РФ Дмитрий Песков сообщил, что всё имущество, перечисленное в нём, наличествует, но лично Путину не принадлежит, а находится в собственности государства.
Разбирая в своей статье резкие высказывания оппозиции[какой?] в сторону Путина, профессор русистики из Массачусетского института Элизабет Вуд замечала, что поведение оппозиционеров парадоксально тем, что они пытаются объединить националистическую (или даже ксенофобскую) риторику с экономическим либерализмом, а в основу своих лозунгов закладывают всяческое «очернение» Путина. Несмотря на то, что самым простым способом политического протеста являются нападки, уравнивающие правящий режим с личностью политического руководства, и подобная практика распространена по всему миру, по мнению Вуд, в рассматриваемом случае протестная активность российской оппозиции приобрела крайне личностный и унизительный характер.

### Преследование оппонентов, покушения по политическим мотивам
Как пишет USA TODAY, Путин жёстко расправляется со своими оппонентами. В 2017 году The Washington Post опубликовал список из 10 критиков Путина, умерших насильственной или подозрительной смертью.
В 2006 году Путин заявил, что убийство Политковской наносит действующей власти больший урон и ущерб, чем её публикации. В 2015 году по поводу убийства Немцова заявил, что «совсем не факт, что человека нужно убивать». В 2023 году Путина просили прокомментировать справедливость приговора Александре Баязитовой. Он заявил, что журналистка не оппозиционный деятель, чтобы на неё охотиться.

#### Обвинения в причастности к убийству Александра Литвиненко
В ноябре 2006 года в Великобритании умер Александр Литвиненко — бывший сотрудник ФСБ, получивший здесь политическое убежище после бегства из России и работавший на британскую разведку MI6. Причиной смерти явилось отравление полонием-210. Отравление Литвиненко и начатое британскими властями расследование привело к ухудшению российско-британских отношений. Британский суд пришёл к выводу, что Литвиненко был убит в результате спецоперации ФСБ, одобренной, вероятно, лично директором ФСБ Николаем Патрушевым и президентом России Путиным. Выводы Высокого суда были отвергнуты представителями Путина как недоказанные и основанные на предположениях.

#### Отравление Скрипалей
В марте 2018 года в городе Солсбери (Великобритания) произошло отравление работавшего на британские спецслужбы бывшего сотрудника ГРУ Сергея Скрипаля и его дочери. Британские эксперты из секретной химической лаборатории «Портон-Даун» определили, что при отравлении использовалось боевое отравляющее вещество класса «Новичок». Позднее выводы британских экспертов подтвердили в Организации по запрещению химического оружия. Правительство Великобритании обвинило Россию в причастности к покушению на убийство и в нарушении Конвенции о запрещении химического оружия. Россия эти обвинения категорически отвергла и заявила, что отравление является провокацией, которая могла быть организована спецслужбами самой Великобритании или США. В ответ на отравление Британия выслала 23 российских дипломата. Большинство стран Евросоюза, а также США, Канада, Австралия и ряд других стран из солидарности предприняли аналогичные шаги. Россия ответила на это зеркальными мерами.
В сентябре 2018 года британская полиция опубликовала фотографии двух российских граждан, подозреваемых в отравлении Скрипалей. По данным британских спецслужб, они являются офицерами ГРУ, прибывшими в Великобританию под вымышленными именами. Премьер-министр Великобритании Тереза Мэй заявила, что отравление было санкционировано российским руководством, а министр безопасности Великобритании Бен Уоллес возложил ответственность за отравление лично на Владимира Путина. Россия в очередной раз отвергла все обвинения.

#### Отравление Алексея Навального
В августе 2020 года произошло отравление российского оппозиционного деятеля Алексея Навального, главы Фонда борьбы с коррупцией (ФБК). 2 сентября исследования, проведённые спецлабораторией Бундесвера, показали, что Навального отравили боевым нервно-паралитическим веществом из группы «Новичок». Позже отравление «Новичком» со ссылкой на результаты собственных исследований в лабораториях, сертифицированных Организацией по запрещению химического оружия (ОЗХО), подтвердили Франция и Швеция. ОЗХО провела собственное исследование биологических проб Навального и подтвердила выводы германской, французской и шведской лабораторий о наличии в анализах следов вещества семейства «Новичок». Навальный и его команда заявили, что за покушением стоит лично Владимир Путин.
14 декабря 2020 года в интернете были размещены результаты совместного расследования The Insider, Bellingcat и CNN при участии Der Spiegel, содержавшие, в частности, доказательства того, что покушение на Навального совершила оперативная группа ФСБ, действовавшая под прикрытием Института криминалистики ФСБ. Владимир Путин охарактеризовал это расследование как «легализацию материалов американских спецслужб» и заявил, что если бы российские спецслужбы хотели отравить Навального, то довели бы дело до конца.

### Имиджевые акции

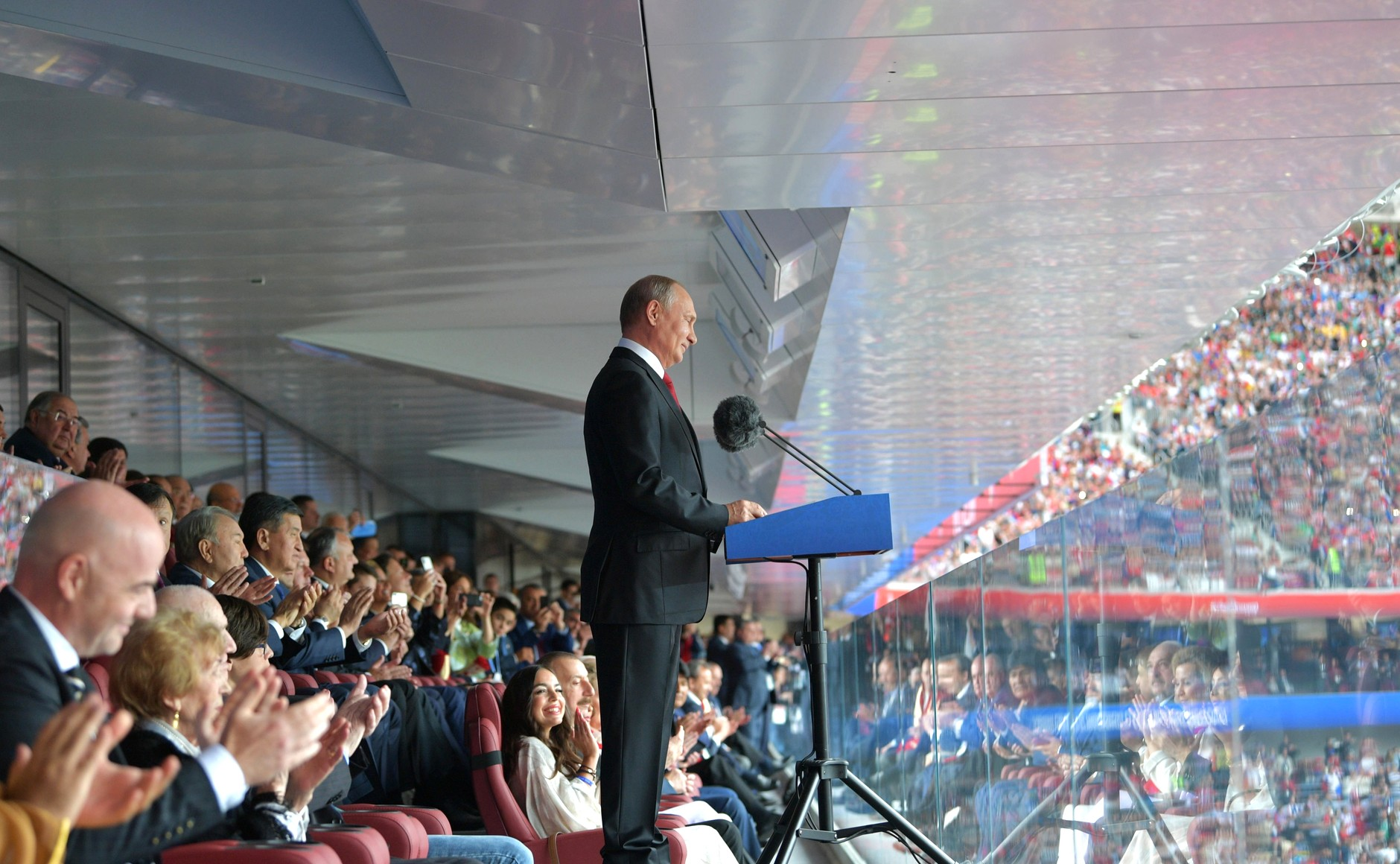
Путин на церемонии открытия XXI чемпионата мира по футболу

14 июня 2018 года в «Лужниках» Путин открыл чемпионат мира по футболу. Комитет по цифровым технологиям, культуре, СМИ и спорту Палаты общин Великобритании заявил, что в победе заявки России Путин сыграл главную роль, поручив олигархам заручиться поддержкой голосующих.

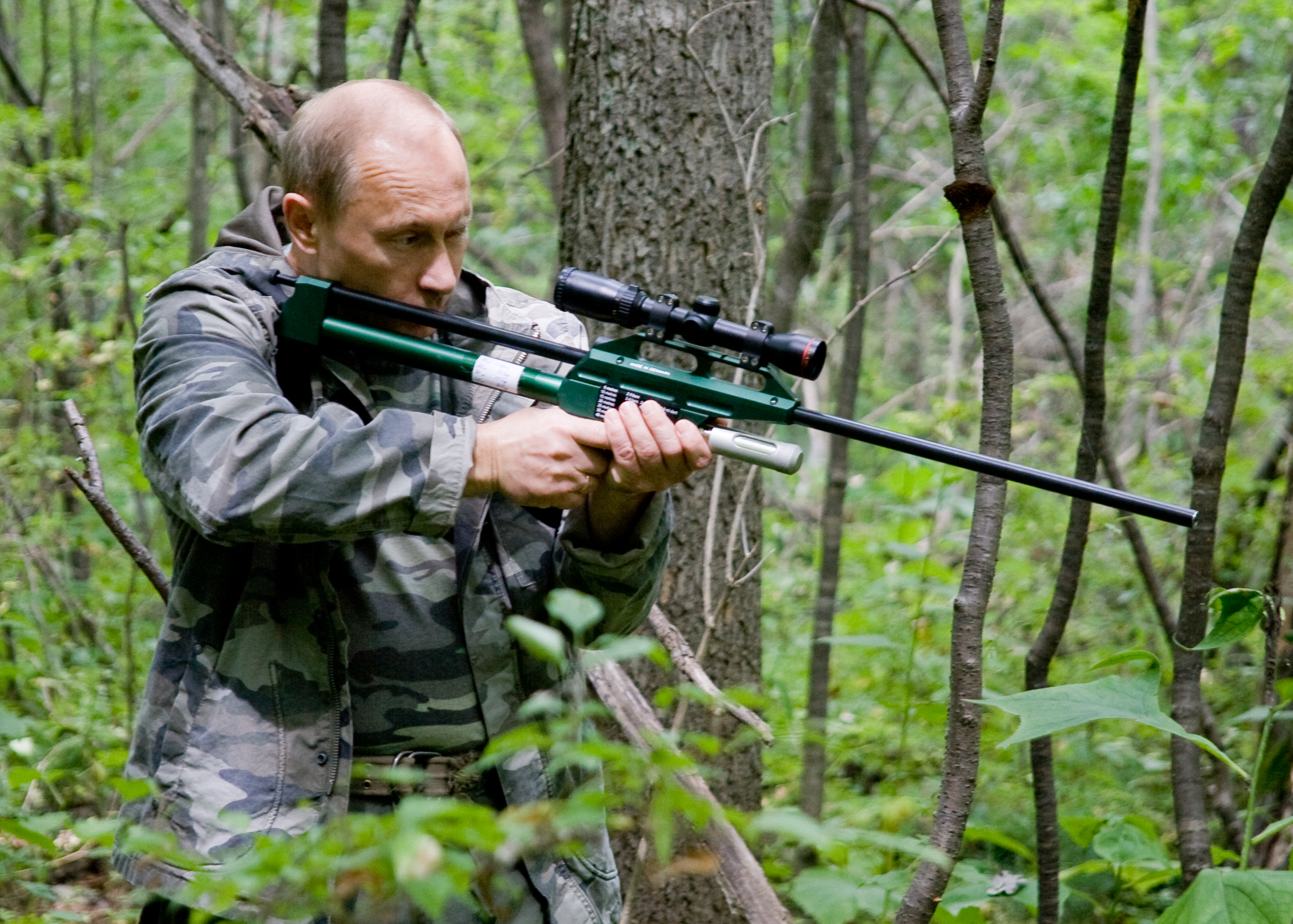
Путин стреляет по тигру из транквилизаторной винтовки

Природоохранные и имиджевые акции с участием Путина вызвали, по оценкам аналитиков, критику и насмешки в российской и зарубежной прессе, а также в блогосфере.
31 августа 2008 года Путин посетил Уссурийский заповедник, где ознакомился с программой по спасению уссурийских тигров. Там же, в тайге, учёными Института проблем экологии и эволюции имени А. Н. Северцова в специальную ловушку была поймана 5-летняя тигрица. Обнаружив, что животное освободилось из петли, и чтобы не дать тигрице бежать в тайгу, Путин подстрелил её в лопатку из устройства для дистанционного обездвиживания животных, на уснувшего зверя собственноручно надел GPS-ошейник. Однако после сравнения фотографий Серьги, сделанных фотоловушками при передвижениях зверя по тайге, с теми, на которых тигрица находилась рядом с Путиным, блогеры заявили, что на них запечатлены разные животные. 11 сентября 2012 года, по словам Маши Гессен, Путин в беседе с ней признал, что тигр, которого он тогда подстрелил, был из зоопарка, а вся эта история была им придумана, чтобы привлечь внимание к тиграм. Пресс-секретарь президента Дмитрий Песков в интервью Интерфаксу сообщил, что Гессен «весьма корректно изложила содержание этой встречи, за исключением ряда незначительных огрехов».

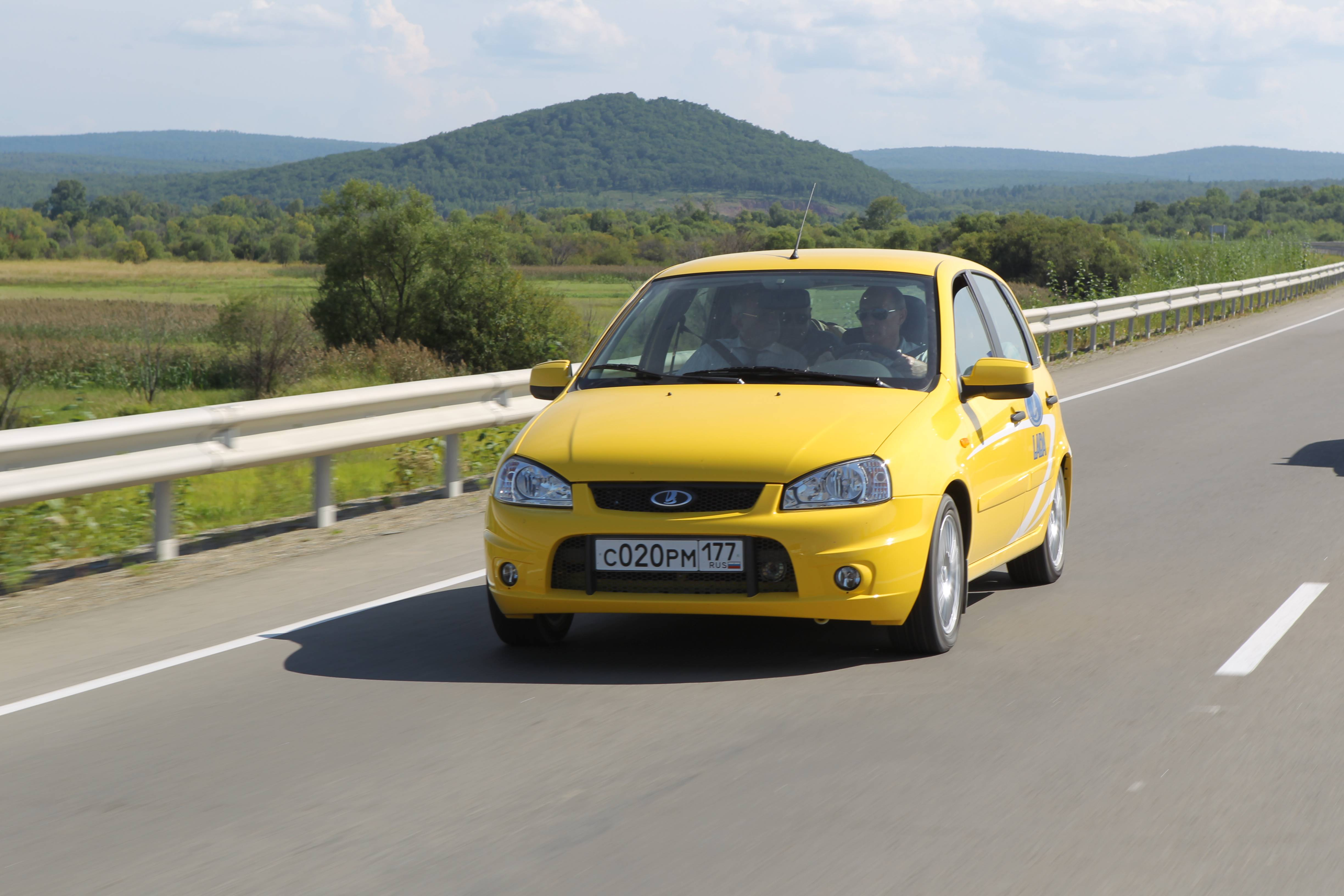
Путин за рулём жёлтой Лада Калина на трассе «Амур». 2010 год

28 апреля 2010 года Путин посетил архипелаг Земля Франца-Иосифа, где ознакомился с работой экспедиции учёных, наблюдающих за популяцией белых медведей. На одного из медведей Путин надел GPS-ошейник. Позже в прессе появились утверждения, что зверя поймали заранее и держали взаперти несколько дней до приезда высокого гостя под воздействием сильных седативных препаратов.
5 сентября 2012 года на орнитологической станции «Кушеват» близ Салехарда Путин принял участие в эксперименте, проводимом в рамках проекта «Полёт надежды» по спасению занесённых в Красную книгу стерхов. Чтобы показать выращенным в рязанском питомнике шести стерхам маршрут перелёта на зимовку в тёплые края, Путин в белом комбинезоне во главе журавлиного клина, находясь за штурвалом мотодельтаплана, совершил три полёта: первый пробный, ещё два — вместе со стерхами. Данная новость вызвала насмешки в блогах. Позже финансирование проекта «Полёт надежды» было прекращено, в 2017 году сообщалось об угрозе существования стерхов.
10 августа 2011 года во время посещения археологического раскопа на месте древнегреческой Фанагории Путин погрузился с аквалангом на дно Таманского залива. Со дна Путин поднял две амфоры, по словам руководителя археологической экспедиции, VI века н. э. Это событие вызвало шутки и насмешливые комментарии в прессе, как в российской, так и в зарубежной. 4 октября 2011 года пресс-секретарь Путина Дмитрий Песков в интервью телеканалу «Дождь» признал, что амфоры Путин не находил, а они были подложены заранее. В 2012 году Маша Гессен в статье для журнала «Большой Город» написала, что Путин в беседе с ней подтвердил, что амфоры были подложены, и смеялся «над идиотами, которые вообще могли подумать, что это не так». По словам Путина, сюжет с амфорами был придуман, чтобы люди знали свою историю.

## Внешняя политика

### После вторжения на Украину (2022)

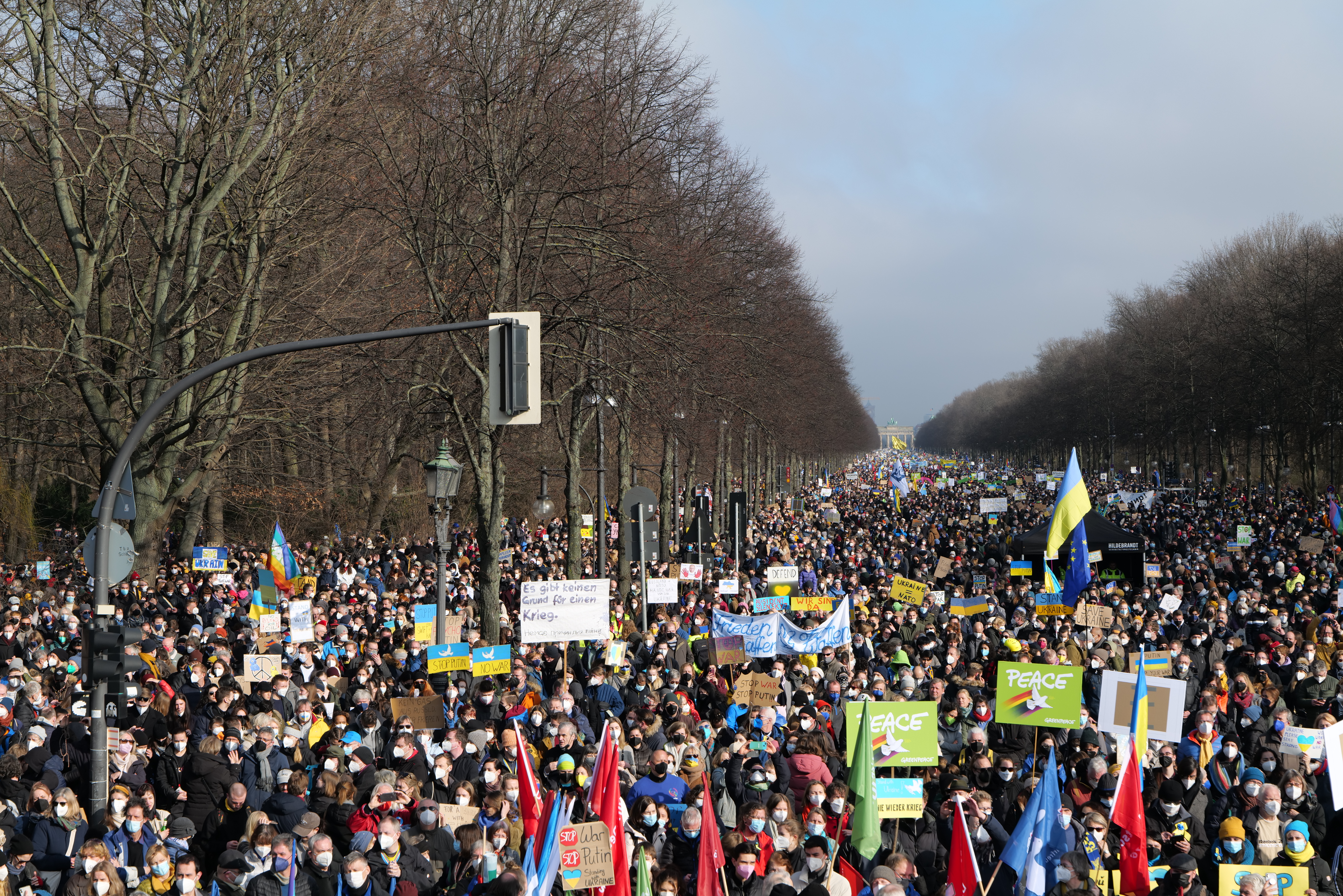
Антивоенный протест в Берлине, Германия, 27 февраля 2022 года

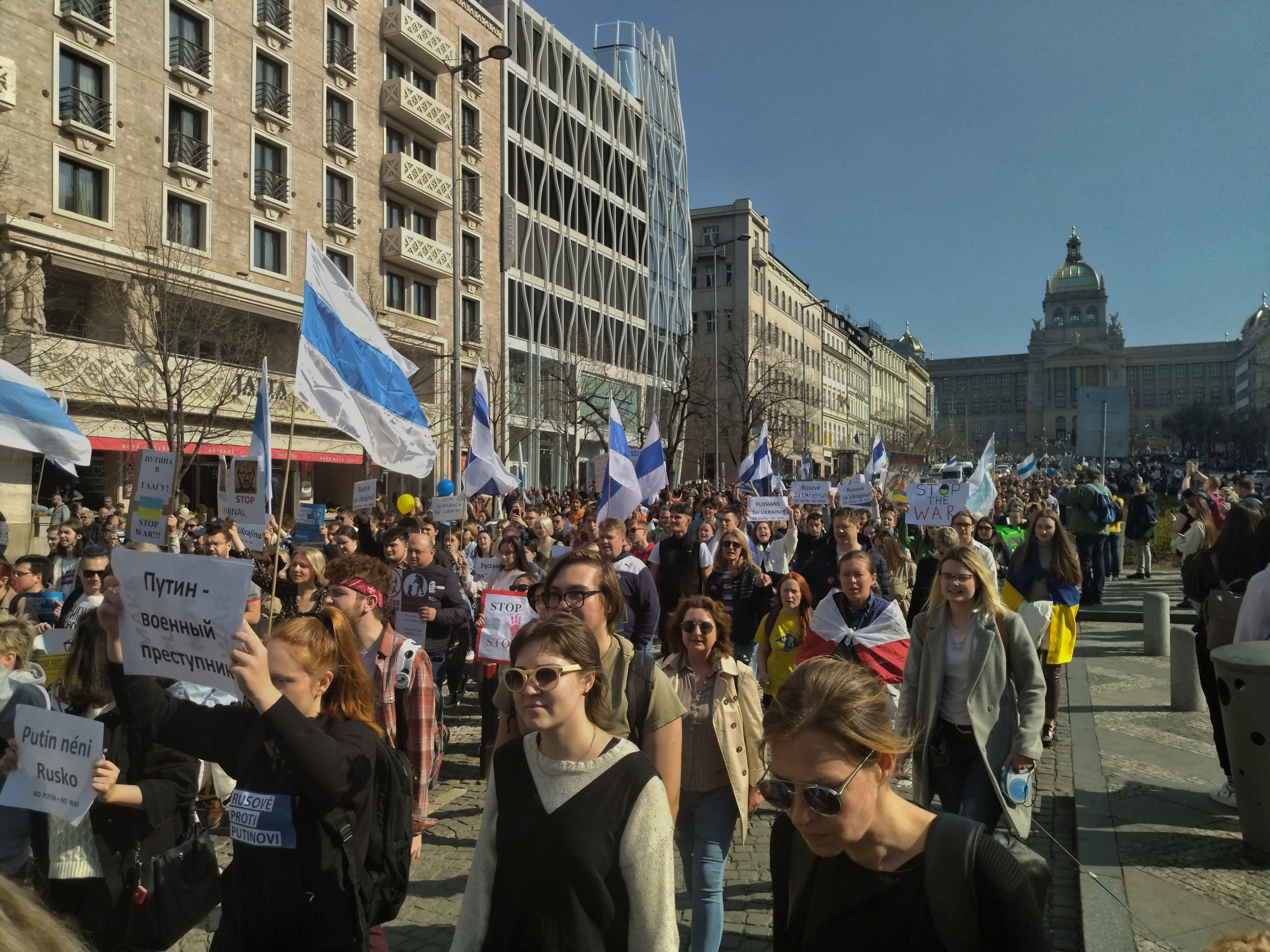
Россияне на антивоенных демонстрациях в Чехии, 26 марта 2022 года

Решение Путина о вторжении на Украину осудили лидеры ряда государств, парламентов, СМИ, а также многие публичные лица. В мире прошли протестные акции — от Австралии до Японии, в Берлине в демонстрации приняли участие более 100 тыс. человек (по оценке активистов — около 500 тыс. человек). В России прошли антивоенные протесты.
Путин неверно оценил возможности армии, боеготовность которой была снижена, в том числе, в результате коррупции. В результате вторжение пошло не так, как планировалось: боевые действия затянулись, российская армия понесла ряд чувствительных поражений.
Начатая Путиным полномасштабная война привела к многочисленным человеческим жертвам, в том числе к смертям: 122 883 поимённых граждан России, 13 580 гражданских лиц.
На Россию были наложены многочисленные санкции, приводящие к экономическим потерям, в частности была ограничена цена на российскую нефть.

## Критика
По мнению Михаила Горбачёва, высказанному в ноябре 2014 года, Путин начал заболевать той же самой болезнью, которой, по признанию, страдал и сам экс-президент СССР — самоуверенностью: «Считает себя заместителем Бога, я уж не знаю, правда, по каким делам…».
В прессе разных стран мира отмечались свойственные Путину опоздания на запланированные встречи с главами государств, правительств, королевскими особами и Папой римским.

### Расследование в отношении «Дворца Путина» под Геленджиком
Впервые о резиденции под Геленджиком, предположительно построенной для Владимира Путина, стало широко известно в 2010 году, когда предприниматель Сергей Колесников в открытом письме Дмитрию Медведеву подробно рассказал о строительстве и раскрыл схемы его финансирования. По данным журналистских расследований, финансирование объекта осуществлялось путём коррупционных схем и за счёт государственных компаний «Транснефть» и «Роснефть». В январе 2021 года Фонд борьбы с коррупцией Алексея Навального опубликовал подробное расследование «Дворец для Путина. История самой большой взятки», представив съёмки территории с квадрокоптера, видеореконструкцию и поэтажный план объекта. Стоимость строительства дворцового комплекса ФБК оценил в 100 млрд рублей (1,1 млрд евро). В расследовании конечным бенефициаром дворца был назван Владимир Путин.
В январе 2021 года Путин заявил, что ни ему, ни его близким родственникам дворец никогда не принадлежал. Тогда же владельцем дворца объявил себя предприниматель и друг Путина Аркадий Ротенберг. По его словам, он приобрёл эту резиденцию «несколько лет назад» и намерен превратить её в апарт-отель.

### Исторические аналогии

#### Аналогии с Гитлером
Исследователи отмечают аналогии между высказываниями и действиями Путина во время вторжения на Украину и риторикой и действиями Адольфа Гитлера перед и в начале Второй мировой войны. Так, доктор экономических и политических наук, бывший заместитель министра обороны США Дов Закхейм 24 февраля 2022 года заявил, что видит сходство между аргументацией Гитлера при оккупации Чехословакии в марте 1939 года и аргументацией Путина. То же самое отметил американский историк Бенджамин Натанс, добавив, что, как Гитлер был мотивирован поражением Германии в Первой мировой войне, так и Путин черпает мотивацию из ощущения национального унижения и горечи после поражения СССР в холодной войне и последовавшей потери Россией значительных территорий, входивших в СССР.
Американский историк Тимоти Снайдер в начале апреля 2022 года усматривал сходство между отрицанием Путиным существования украинской нации и представлением Гитлера об украинцах как врождённо предназначенных для колонизирования. Риторику Путина о «денацификации» Украины, которой тот обосновывал вторжение, Снайдер назвал «вариацией Большой лжи». Американский телеканал CNN утверждал, что Путин совершает те же ошибки, которые привели к поражению нацистскую Германию.

#### Аналогии с Николаем I
В российской и западной прессе правление Путина сравнивают с периодом царствования российского императора Николая I (1825—1855), сопровождавшегося подавлением восстания декабристов, ужесточением цензуры, усилением политического сыска, жестоким подавлением польского восстания (1830—1831) и революции в Венгрии, а также кровопролитной войной на Кавказе. Реакция Кремля на события в Украине в 2013 году напоминает реакцию Петербурга на революционные волнения в Европе в 1848—1849 годов: ужесточение внутриполитического курса, введение строгой цензуры в Российской империи. Царствование Николая I закончилось провальной Крымской войной. Сам Путин отзывался о Николае I как о «неординарной личности». Министр культуры РФ Владимир Мединский в 2014 году сравнивал Путина с Николаем I как «подлинных русских европейцев». Политолог Екатерина Шульман также сравнивает путинскую Россию с периодом самодержавия Николая I, который руководил коррумпированной гражданской и военной бюрократией.

#### Аналогии со Сталиным
В связи с активизацией политических арестов, проведением запретительных и консервативных реформ и общей милитаризацией общества, в политическом дискурсе появлялись сравнения периода правления Путина со сталинской автократией; в то же время прямые аналогии со Сталиным чаще всего признаются несколько поверхностными и натянутыми — отмечаются как меньшие масштабы террора, так и меньшая величина Путина как исторической личности с большей склонностью к клептократии, чем к строгой внутрисистемной дисциплине. Эпоха позднего правления Сталина для системы Путина скорее стала объектом возвеличивания и поклонения, чем реальным ориентиром или целью.

## Уголовное преследование

Государства-участники МУС
Государства, подписавшие, но не ратифицировавшие Римский статут
Государства, подписавшие, но впоследствии отозвавшие подпись
Государства, не подписавшие и не присоединившиеся к Римскому статуту

17 марта 2023 года Международный уголовный суд выдал ордера на арест В. Путина и М. Львовой-Беловой. По данным уголовного суда Путин и Львова-Белова «предположительно несут ответственность за военное преступление», которое заключается в незаконной депортации украинских детей с оккупированных территорий Украины в Российскую Федерацию в ходе вторжения России на Украину.
Судьи отметили, что имеют основания считать, что Путин несёт личную ответственность за преступления, причём не только как причастный к ним, но и как руководитель, попускающий данные преступления.
Российская сторона не признаёт юрисдикцию Международного уголовного суда, и, по словам Дмитрия Пескова, решения суда с точки зрения права в РФ являются ничтожными.
Владимир Путин стал четвёртым после Омара аль-Башира, Муаммара Каддафи и Лорана Гбагбо человеком, в отношении которого был выдан ордер на арест за предполагаемые преступления, совершённые во время нахождения на посту главы государства, третьим после президента Судана Омара аль-Башира и лидера Ливии Муаммара Каддафи действующим главой страны, получившим обвинения МУС, и первым действующим главой государства-члена СБ ООН с таким ордером.
По данным Human Rights Watch, согласно принципу командной ответственности, Путин может быть причастен к совершению военных преступлений в ходе боёв и блокады Мариуполя, в частности за нападение, препятствие гуманитарной помощи и эвакуации, а также преступлений против человечности.

## Мировоззрение, политические взгляды, отношение к религии

### Мировоззрение
По политическим предпочтениям политологи и журналисты относят Владимира Путина к консерваторам. Один из ведущих мировых новостных порталов Business Insider считает, что Владимир Путин сложный, продуманно циничный и практичный, является реальным политиком, заинтересованным в государственной власти.
Среди философов и историков, которых цитирует Путин, преимущественно правые консерваторы: И. А. Ильин, К. Н. Леонтьев, Л. Н. Гумилёв, Н. А. Бердяев, Н. М. Карамзин, Д. И. Менделеев, В. С. Соловьёв. Любимым философом Путина исследователи называют антикоммуниста И. А. Ильина, который приветствовал приход Гитлера к власти в Германии, и взгляды которого оцениваются[кем?] как фашистские. Путин верит в раскритикованную историками «теорию пассионарности» Льва Гумилёва. Философ Мишель Ельчанинов охарактеризовал основные черты мировоззрения Путина как консерватизм, антизападническая теория особого «русского пути» и евразийство. При этом на мировоззрение Путина наложило отпечаток советское прошлое.
Сам Путин назвал себя в 2007 году «единственным в мире абсолютным и чистым демократом», в 2011 и 2013 году «некоммунистическим консерватором» и прагматиком с консервативным уклоном, в 2014 году причислял себя к либералам и называл себя «самым большим националистом в России» (в 2018 году дополнив до «самого правильного и эффективного националиста» в России). При этом Путин критиковал идею «Россия для русских» (в 2021 году он назвал её лозунгом «пещерного национализма»), воспринимая её как сепаратистскую и идущую вразрез ирредентистским амбициям — в одном из телеинтервью 2022 года он заявил, что видит своей целью «объединение русского народа». По словам Пескова, Путин скептически и «без оптимизма» относится к монархии — сам Путин в 2016 году сказал, что ему всегда нравились социалистические идеи.
Путин выступал против демонизации сталинизма, а также иногда характеризовался критиками как сталинист, однако, по утверждению Алексея Венедиктова, «Путин — не сталинист, и он не любит Сталина», а из русских монархов самой приятной считает Екатерину II.
По мнению Наталии Геворкян, изложенному в мае 2013 года в газете The Washington Post, центральная тема мировоззрения Путина — опасения предательства. Мрачная атмосфера подозрительности, по оценке биографа, берущая начало в ленинградском послеблокадном детстве и последующей службе в КГБ, пронизывает всю деятельность Путина в Кремле на третьем президентском сроке и с каждым годом усиливается.
Владимир Путин является конспирологом. Он поверил в теорию заговора, в которой он борется с международным западным заговором против России, и включил выдуманные страхи в рациональный анализ политики. Так Владимир Путин регулярно использовал конспирологическую теорию «золотого миллиарда» в своих речах и объяснении санкций, приписывая этому «миллиарду» единую волю. Якобы некие тайные силы нарочно так всё устроили, чтобы одна часть человечества процветала, а другая оставалась в унизительной нищете.

### Отношение к российской и советской истории

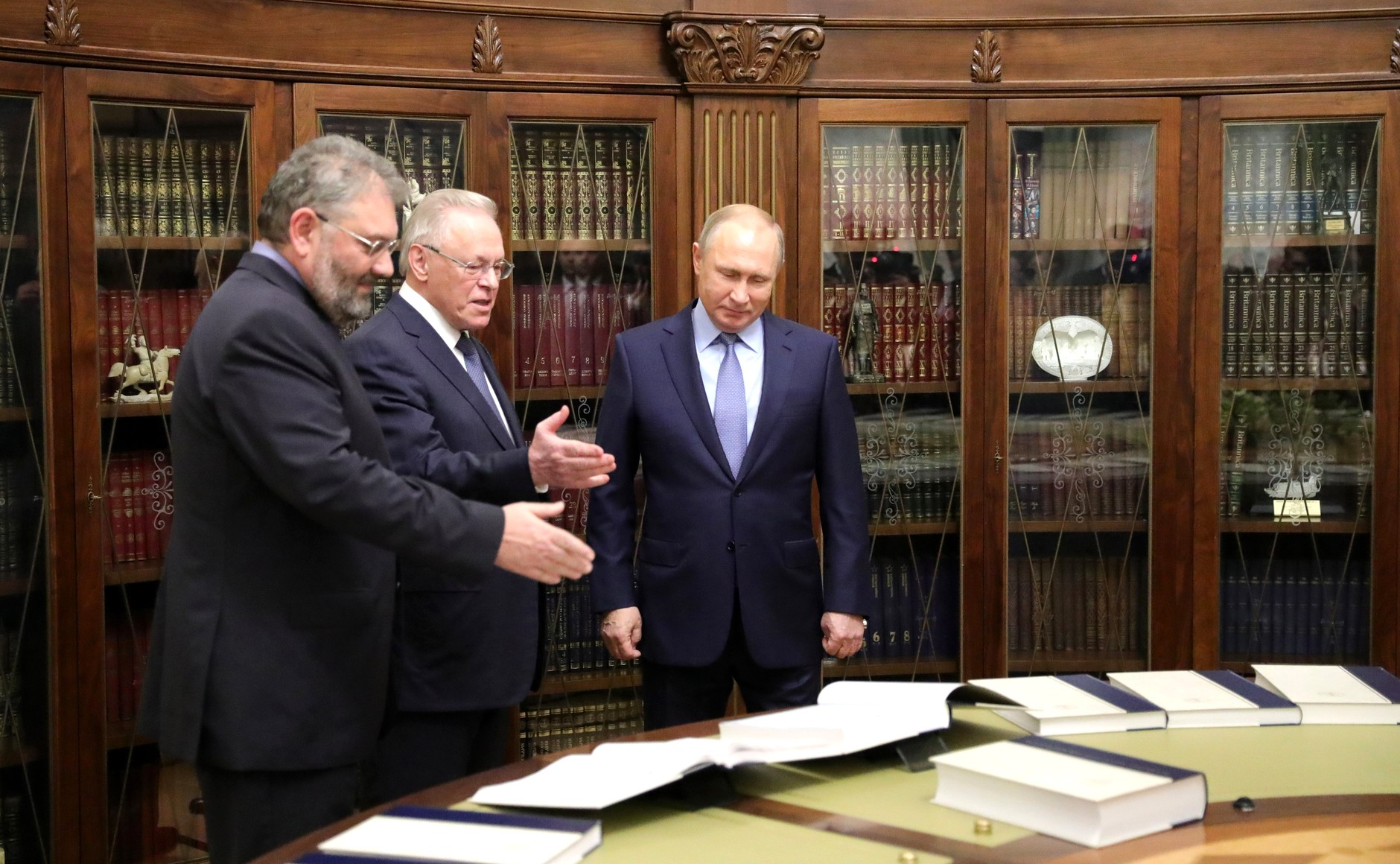
Владимир Путин на презентации полного собрания «Большой российской энциклопедии»

В эпоху правления Путина историческому ревизионизму чаще всего подвергались российская и советская история. Из переосмысленных событий синтезировалась новая идеология, построенная на переработке удобных элементов как царской, так и советской эпохи.
В 2013 году Путин инициировал создание единой линейки учебников истории России для средней школы, которые он хотел лишить исторических противоречий и двойных толкований — изучение российской истории в школах по этим учебникам было начато в 2016/2017 учебном году.
Путин неоднократно высказывал сожаление о распаде СССР, ещё в 2005 году назвав его крупнейшей геополитической катастрофой XX века. Тогда же он призывал общество к консолидации для обустройства новой демократической России.
О результатах деятельности и идеях вождя Октябрьской революции Владимира Ленина Путин высказывался резко, обвиняя его в разрушении исторической России. В то же время период централизации власти Сталиным воспринимается Путиным позитивно, он называл его «сложной фигурой», даже несмотря на неотрицаемые им жёсткость сталинских репрессий и «ужасы сталинизма». В 2017 году Путин заявил, что «излишняя демонизация Сталина — это один из способов, один из путей атаки на Советский Союз и на Россию».
В декабре 2019 года Путин посвятил несколько выступлений на международных и российских форумах вопросу об ответственности Запада за начало Второй мировой войны, упоминая приуроченную к 80-й годовщине начала мировой войны резолюцию Европарламента «О важности сохранения исторической памяти для будущего Европы» (в которой приравнивались преступления сталинского коммунизма и нацизма, а также заявлялось, что война явилась в том числе результатом Договора о ненападении между двумя тоталитарными державами (Германией и СССР), которые, как утверждалось в резолюции, «имели общую цель — завоевание всего мира»). Путин подверг резолюцию Европарламента резкой критике, по-своему оценив роль, которую в событиях, предшествовавших началу Второй мировой войны сыграли западноевропейские державы. По его мнению, истинными причинами войны были кабальные условия Версальского мира, ставшего для Германии «национальным унижением», и последующая политика европейских государств в отношении Германии, создававшая плацдарм для будущей войны. «Пакт Молотова — Риббентропа» был назван последним в ряду мирных соглашений, которые гитлеровская Германия в 1930-е годы подписала с другими европейскими странами. Отдельно Путин раскритиковал Польшу и посоветовал её нынешнему руководству «принести извинения за то, что происходило раньше». Это выступление вызвало резкую реакцию польских властей. В феврале 2024 года Путин заявил, что «всё-таки поляки вынудили, они заигрались и вынудили Гитлера начать Вторую мировую войну именно с них. Почему началась война 1 сентября 1939 года именно с Польши? Она оказалась несговорчивой. Гитлеру ничего не оставалось при реализации его планов, [кроме как] начать именно с Польши».
Российский политолог Алексей Макаркин полагает, что столь подчёркнутое внимание президента к событиям предвоенной истории и резкость его оценок вызваны тем, что история в России традиционно использовалась для легитимации власти, как внутри страны, так и на внешнеполитическом уровне, а главным фактором легитимности российского государства, оставшимся с советских времён, является Великая Отечественная война, причём победа в этой войне до сих пор представляет предмет гордости подавляющего большинства российских граждан. Поддержание этой легитимности очевидно подразумевает необходимость защиты российской версии событий войны от критиков как вне страны, так и внутри неё.
20 апреля 2022 года высказался против норманской теории происхождения князя Рюрика. Интерес к теме он проявлял с начала президентства.
9 июня 2022 года Путин сравнил себя с Петром I и назвал «возвращение территорий» целью России.
В октябре 2022 года заявил, что восстание Емельяна Пугачёва в XVIII веке стало возможным в том числе из-за ослабления центральной власти в стране.
В январе 2023 года в 80-летнюю годовщину окончания блокады Ленинграда заявил, что в ней участвовали представители «многих европейских стран», о чём раньше Россия не заявляла из из-за определённой толерантности и для того, чтобы не портить отношения, не портить фон наших отношений.

### Отношение к религии
В январе 2012 года в период предвыборной кампании Путин рассказал, что во младенчестве он был крещён в православие. Крещение состоялось в ноябре 1952 года (в Михайлов день) в Ленинграде в Спасо-Преображенском соборе.
Путин неоднократно проводил параллели между христианством и коммунистической идеологией, утверждая, что основные ценности Кодекса строителя коммунизма — «свобода, братство, равенство, справедливость» — «все заложены в Священном писании, это всё там есть… Идеи-то они вообще хорошие…, но практическое воплощение этих замечательных идей в нашей стране было далеко от того, что излагали социалисты-утописты».

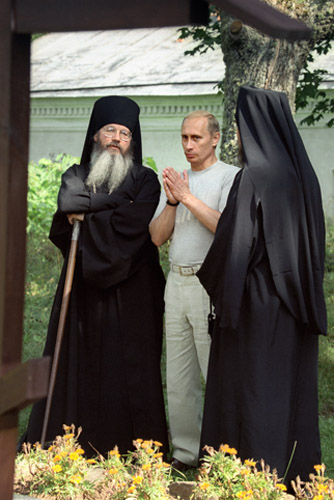
Путин в Спасо-Преображенском Валаамском монастыре с архимандритом Панкратием (слева), 16 августа 2001 года

Путин регулярно встречался с патриархом Московским и всея Руси Алексием II (начиная с 31 декабря 1999 года — дня, когда Борис Ельцин передал Путину президентскую власть, — и 11 января 2000 года, когда Путин совместно с Алексием II принял участие в торжественном приёме в Кремле, посвящённом празднованию 2000-летия Рождества Христова), встречается с патриархом Московским и всея Руси Кириллом, участвует в религиозных службах, в ходе поездок по стране посещает различные православные храмы и монастыри, во время богослужений осеняет себя крестным знамением. С начала 2000-х в СМИ циркулирует неподтверждённое предположение, что духовни́к Путина — архимандрит (впоследствии митрополит) Тихон Шевкунов.
По оценке американского издания Los Angeles Times, Путин вместе с патриархом Московским и всея Руси Алексием II в мае 2007 года сыграл решающую роль в преодолении 80-летнего раскола между РПЦ и Русской православной церковью заграницей и вхождении РПЦЗ в состав РПЦ на правах самоуправляемой церкви.
По мнению Путина, «и традиционные конфессии России, и ядерный щит являются теми составляющими, которые укрепляют российскую государственность, создают необходимые предпосылки для обеспечения внутренней и внешней безопасности страны».

## Публичный образ

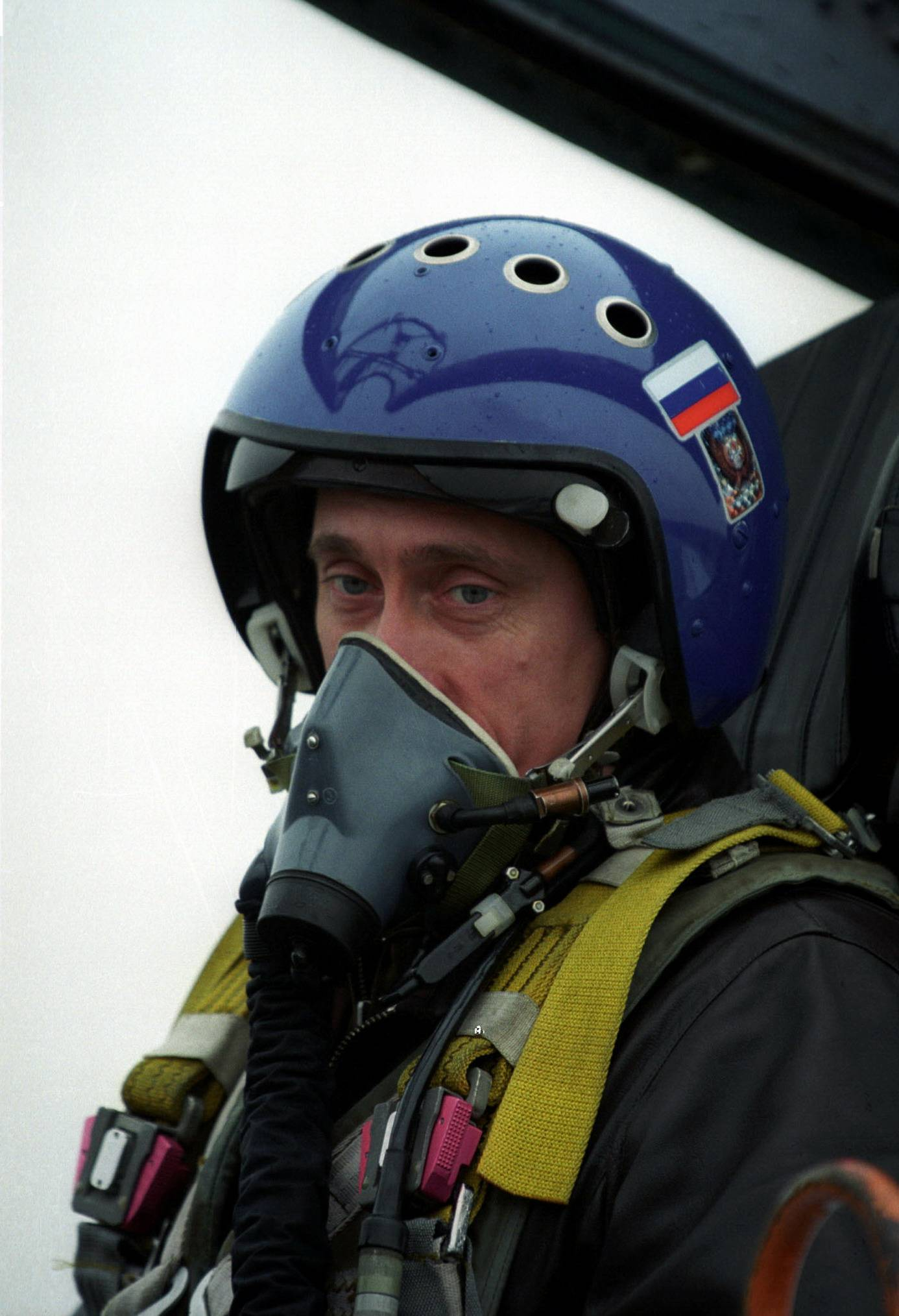
Владимир Путин в кабине Су-27, часть президентской кампании 2000 года

В 2013 году Путин занял первое место в ежегодном рейтинге «самых влиятельных людей мира» журнала «Forbes», оттеснив на второе место Барака Обаму. По мнению составителей рейтинга, Путин занял первое место, так как в 2013 году он показал себя как «самодержец, активно демонстрировавший силу в собственной стране и на международной арене». Результат повторился в 2014 году, после аннексии Крыма и начала войны в Донбассе, а затем и в 2016 году. «Российский президент расширил влияние своей страны почти на каждый уголок земного шара. И на родине, и в Сирии, и на президентских выборах в США Путин получает то, что хочет. Не стеснённый устоявшимися мировыми нормами, он смог усилить влияние в последние годы», — отмечал журнал.
В СМИ сформировался образ Путина как маскулинного лидера, культивировавшийся самим Путиным как способ демонстрации власти и иногда характеризующийся как «токсичный мачизм». При этом проблемой являлся его рост, составляющий 170 см (что, по опубликованному в швейцарском издании Le Temps мнению журналиста Эммануэля Гриншпана, в период пребывания на президентском посту создавало определённые проблемы при фотографировании его рядом с другими политиками). Экс-президент США Барак Обама, неоднократно встречавшийся с Путиным, в изданных в 2020 году мемуарах сравнил Путина с «воспитанными по законам улиц суровыми боссами, которые раньше управляли Чикаго», однако при этом отметил и его физическую непримечательность.
Сам Путин в октябре 2015 года охарактеризовал себя как «голубя с железными крыльями», а наиболее неприятными для себя человеческими качествами назвал ложь и некомпетентность. В годы службы в Дрездене Путина отличал от сослуживцев сугубо трезвый образ жизни, однако в 2018 году он признался в любви к пиву, а в дальнейшем не отрицал и возможность занятия виноделием.
У Путина есть несколько устоявшихся оскорбительных прозвищ: в частности, в России популярны прозвища «Плешивый», «Бункерный дед» и «Пыня», в украинских медиа широко распространено прозвище «хуйло», происходящее из появившейся в 2014 году песни-слогана «Путин — хуйло!».
Не ожидавший начала вторжения на Украину политолог Анатоль Ливен высказывался о нагнетании в западных СМИ негативного образа Путина для отвлечения внимания от ошибок собственных политиков (не отрицая при этом его безжалостность и циничное хладнокровие), но, ошибшись в выводах, позже и он сам в отношении Путина применил эпитеты «параноика» и «националиста». Всегда имевший тёплые отношения с европейскими неофашистами и ультраправыми, Путин смог их частично сохранить даже после начала вторжения.

### Увлечения
Увлекается катанием на горных лыжах. Мастер спорта по самбо и дзюдо. Чемпион Ленинграда по самбо (1973) и дзюдо (1975), заслуженный тренер России по самбо (1998), чемпион ЦС ДСО «Труд», призёр розыгрыша Кубка СССР, победитель первенств ДСО «Жальгирис» и «Калев», становился неоднократным победителем чемпионатов вузов. В юношеские годы в течение 11 лет тренером Путина по дзюдо был Анатолий Рахлин (1938—2013), впоследствии тренер российской женской сборной по дзюдо. По словам Рахлина, Путин мог бороться красиво, «ещё пацаном умел терпеть боль», «брал на состязаниях не „физикой“, а находчивостью». При этом действия Путина, указывал тренер, просчитать было трудно, он был опасным противником. Сам Путин отмечал, что наставник по дзюдо, вероятно, сыграл «решающую роль» в его жизни. С 1998 года Путин является почётным президентом санкт-петербургского спортивного клуба дзюдо Явара-Нева. В 2014 году Международный комитет организации Кёкусин-кан каратэ-до присвоил Путину восьмой дан Кёкусинкай.
В 1999 году вышла книга Путина в соавторстве с Василием Шестаковым и Алексеем Левицким по практическим занятиям дзюдо — «Учимся дзюдо с Владимиром Путиным». 6 октября 2008 года прошла презентация видеоприложения к данной книге, отснятого в Санкт-Петербурге с участием Путина в роли самого себя. Во время посещения президентом России Олимпиады-2012 стало известно, что Путин сам продолжает заниматься дзюдо и оказывает поддержку Федерации дзюдо РФ. С 2013 по 2022 год обладал девятым даном в корейском единоборстве тхэквондо, был лишён его в связи со вторжением на Украину.
Свободно владеет немецким языком, может говорить на английском. По мнению Вилли Виммера, бывшего вице-председателя Парламентской ассамблеи ОБСЕ, Владимира Путина выделяет среди других политиков способность точно и уверенно переводить спонтанную немецкую речь перед аудиторией.

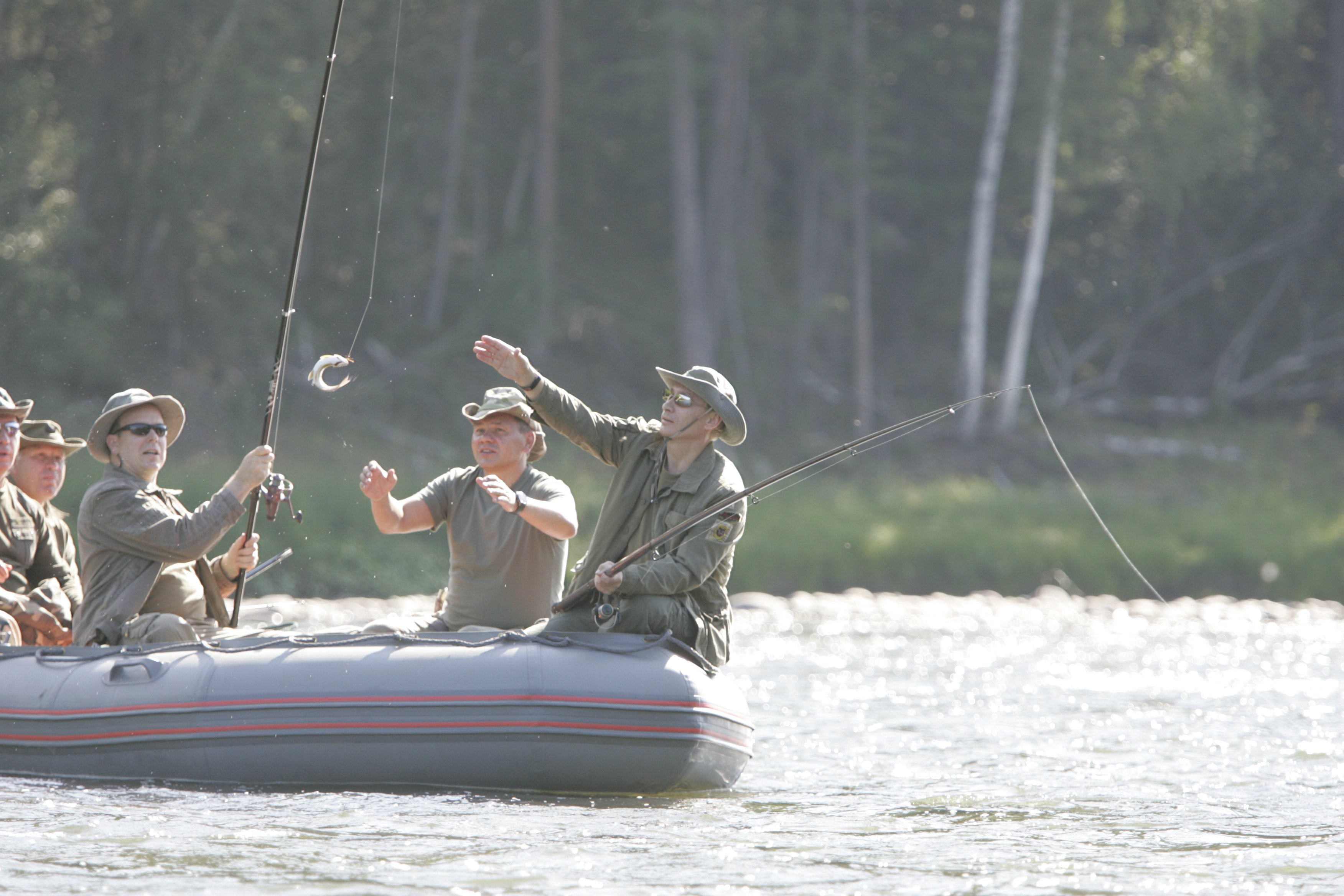
Путин (справа) рыбачит на реке Енисей во время сплава вместе с князем Монако Альбером II (слева) и Шойгу. Тыва,  13 августа 2007 года
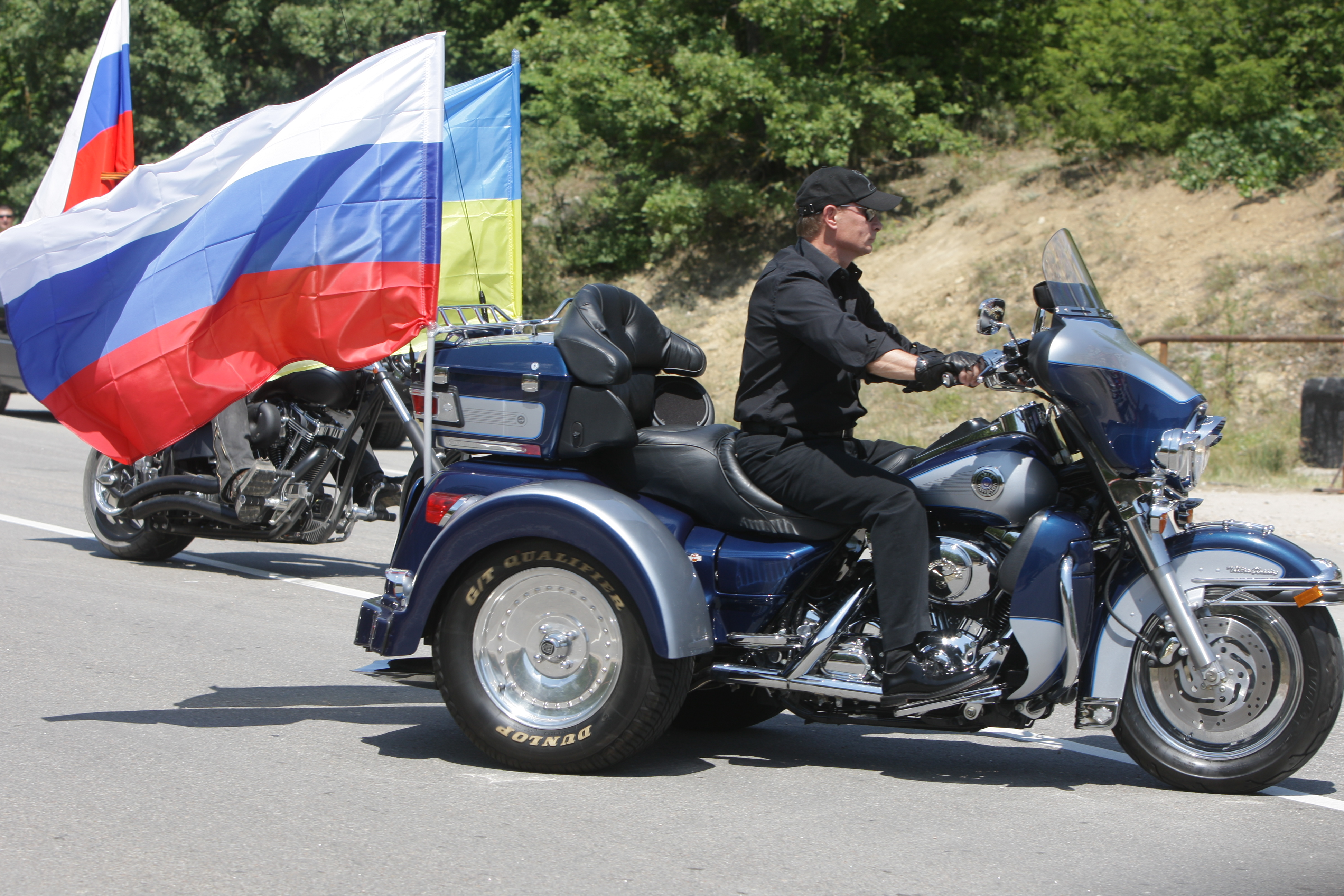
На байк-шоу на собственном Harley-Davidson. Севастополь, 24 июля 2010 года
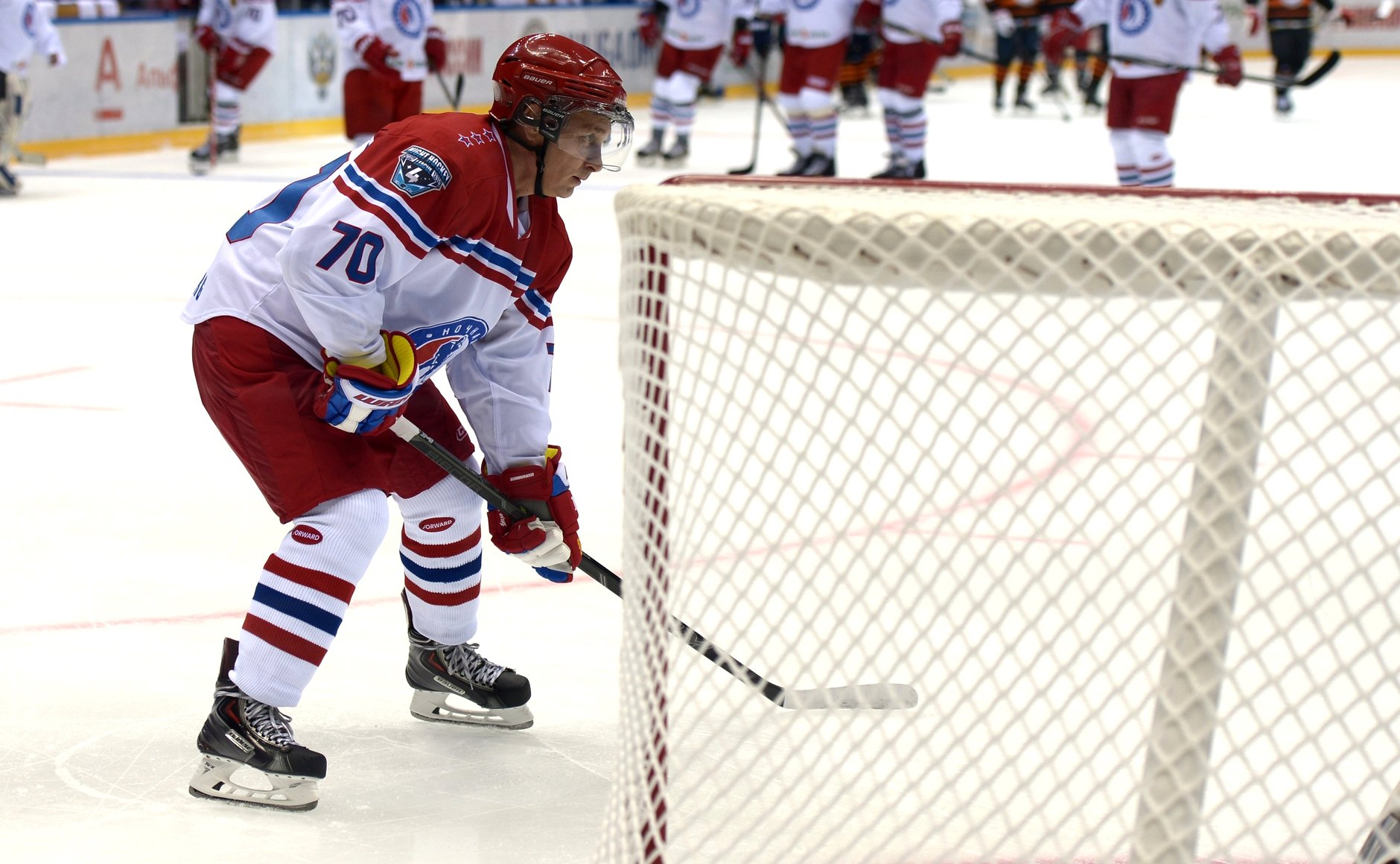
На матче Ночной хоккейной лиги. Сочи, 16 мая 2015 года

## Личная жизнь

### Семья

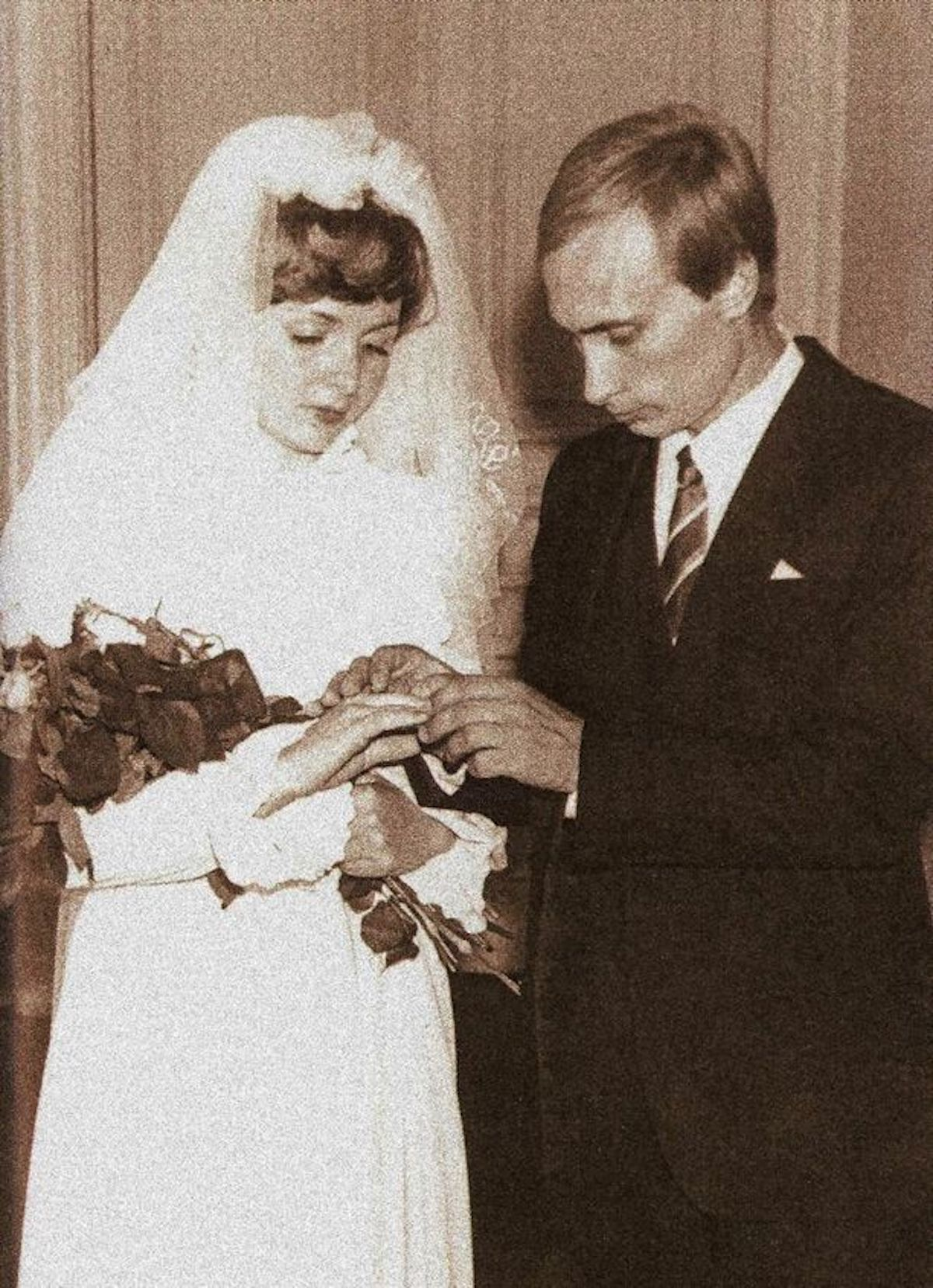
Свадьба Владимира Путина и Людмилы Шкребневой. 1983 год

28 июля 1983 года 30-летний Путин женился на 25-летней Людмиле Александровне Шкребневой.
6 июня 2013 года в интервью телеканалу «Россия-24» Владимир и Людмила Путины объявили, что их брак фактически завершён по обоюдному решению. Венчания, как чуть позже отметил Путин, не проводилось, поэтому, по его словам, религиозной стороны развода не существует. Сам развод, пояснил пресс-секретарь Путина Дмитрий Песков, по состоянию на март 2014 года, оформлен. Позже Людмила Путина стала женой Артура Очеретного.

#### Дети и внуки
В браке родились две дочери: Мария (28 апреля 1985 года в Ленинграде) и Катерина (31 августа 1986 года в Дрездене) — учились в СПбГУ (поступили в 2003 году) — Мария на биолого-почвенном, Катерина — на восточном факультете. Неприкосновенность частной жизни дочерей Путина тщательно охраняется, публиковалась версия, что если они числились в вузе, то не под своими фамилиями. 20 декабря 2012 года, реагируя на пресс-конференции на прямой вопрос журналиста о том, есть ли у него внуки, Путин ушёл от ответа, пояснив, что стране вряд ли нужно это знать, но сообщил, что обе его дочери находятся в Москве, «учатся и отчасти работают».
Согласно распространённой в СМИ информации, Мария замужем за голландцем Йорритом Йоостом Фаассеном, бизнесменом, бывшим топ-менеджером Газпромбанка и российской консалтинговой группы «МЭФ аудит». В СМИ упоминалось, что некоторое время Мария проживала в нидерландском городе Ворсхотен, однако Путин в 2015 году утверждал, что ни одна из его дочерей никогда не жила за границей. По состоянию на 2015 год, Мария Фаассен — выпускница факультета фундаментальной медицины МГУ (по данным The New Times, училась как Мария Владимировна Воронцова), кандидат медицинских наук, специалист в области эндокринологии. Соавтор научного исследования на тему «Состояние антиоксидантной системы крови у пациентов с акромегалией». Является сотрудником Эндокринологического научного центра в Москве, участвует в благотворительном проекте фонда «Альфа-Эндо», финансируемом «Альфа-Групп», цель которого — помощь детям с заболеваниями эндокринной системы. Совладелица компании «Номеко», участвующей в реализации крупнейшего в российском здравоохранении частного инвестиционного проекта по борьбе с раком; его стоимость оценивается в 40 млрд рублей. По состоянию на апрель 2022 года, Мария Воронцова — член совета по реализации Федеральной научно-технической программы развития генетических технологий, ведущий научный сотрудник НМИЦ эндокринологии Минздрава и зампредседателя Российского общества молодых эндокринологов.
По данным СМИ, Катерина под фамилией Тихонова (отчество «Тихоновна» имела её бабушка по материнской линии) с февраля 2013 года до января 2018 года была замужем за Кириллом Шамаловым — сыном Николая Шамалова, совладельца банка «Россия», товарища Путина по кооперативу «Озеро». Катерина возглавляет Фонд «Национальное интеллектуальное развитие» и компанию «Иннопрактика», совместно с МГУ осуществляет девелоперский проект на Воробьёвых горах стоимостью 1,7 млрд долларов. Кандидат физико-математических наук (2019). Агентствам Reuters и Bloomberg источники, близкие к руководству университета, на условиях анонимности подтвердили, что Тихонова приходится Путину дочерью. Отвечая журналистам на вопрос о родстве с Тихоновой, Путин данный факт не подтвердил, но и не опровергал.
В апреле 2022 года Министерство финансов США ввело санкции против Катерины Владимировны Тихоновой и Марии Владимировны Воронцовой как дочерей Путина.
15 августа 2012 года в Москве у Марии родился сын, его рождение подтвердил давний друг Путина, музыкант Сергей Ролдугин в 2014 году, а в июне 2017 года Путин в интервью Оливеру Стоуну рождение внука подтвердил сам. 15 июня 2017 года Владимир Путин сказал, что у него недавно родился второй внук.
По данным расследования «Важных историй» и Der Spiegel, в 2017 году Катерина Тихонова родила дочь от артиста балета Игоря Зеленского, который с сентября 2016 по апрель 2022 года работал в Мюнхене.

#### Родственники
В связи с родственными связями с Путиным в прессе упоминались также:
- Дед — Спиридон Иванович Путин (1879—1965).
- Двоюродный брат — Игорь Александрович Путин (родился 30 марта 1953 года в Ленинграде), по образованию инженер, юрист, 24 года прослужил в Вооружённых Силах, затем работал на госслужбе, в 2013 году вице-президент и член правления «Мастер-банка»[683][684].
- Двоюродный брат — Евгений Михайлович Путин (25 февраля 1933 — март 2024, Суздаль), врач-уролог[685][686][687].
- Двоюродный племянник — Роман Игоревич Путин (родился в 1977 году), председатель совета директоров ООО «Группа компаний МРТ», совладелец компании «МРТ-АВИА»[688][689]. С июля по ноябрь 2020 года — председатель партии «Народ против коррупции», в декабре 2020 года учредил и возглавил партию «Россия без коррупции». Выдвигал свою кандидатуру по 214-му избирательному округу Санкт-Петербурга на парламентских выборах 2021 года, но в итоге снял её по рекомендации уважаемого мною человека[690][691]. Как минимум до 2013 года владел офшором Infinite Capital Corp, зарегистрированным на Сейшельских островах[692].
- Сын двоюродной сестры — Михаил Шеломов. С 2000-х годов до 2017 года работал главным специалистом в петербургском офисе «Совкомфлота». Через дочерние компании владеет 8,4 % акций банка «Россия», 12,47 % «Согаз» (с 2004 года), 100 % «СОГАЗ-недвижимость» (с 2009 года) и 50 % компании «Игора драйв», строившей автогоночную трассу недалеко от горнолыжного курорта Игора под Петербургом. Согласно опубликованному в сентябре 2017 года расследованию OCCRP «Путин и посредники», Михаил Шеломов входит в ближний круг президента из 21 человека и за последние несколько лет приобрёл активы на 573 млн долл., а по итогам 2016 года получил 2,04 млрд руб. чистой прибыли (более 5,5 млн руб. в день[693][694][695]).
- Племянница по двоюродному брату — Анна Евгеньевна Цивилёва (согласно расследованию издания «Агентство»). Жена губернатора Кемеровской области Сергея Цивилёва. С марта 2012 года — купила за символическую цену у Геннадия Тимченко угольную компанию «Колмар»[696]. С тех пор, по разным оценкам, компания получила от государства более 11 миллиардов рублей в качестве финансовой помощи, её стоимость составляет 2,5 млрд долл., и при выполнении плана на 2022 год компания может войти в топ-5 крупнейших угледобытчиков России. Награждена мужем медалью «За служение Кузбассу»[697][698]. В 2024 году Путин повысил замминистра обороны России Анну Цивилеву до статс-секретаря — замминистра обороны[699].
- Племянник по двоюродному брату — Михаил Путин. Врач по образованию, в 2018 году стал заместителем председателя «Газпрома». Дмитрий Песков признал, что тот является «дальним родственником» Путина, с которым президент «фактически не общается[698]».
- Двоюродная племянница по матери — Вера Подгузова (до 23 лёт и 2007 года — Соколова (фамилия отца), после — Путина). Редактор партийного журнала «Россия Единая» в Санкт-Петербурге, член кадрового резерва партии «Единая Россия», муниципальный депутат Центрального района Санкт-Петербурга. С сентября 2010 г. — член совета директоров «Ганзакомбанка», с 2015 г. — управляющий директор по внешним связям и коммуникациям «Российского экспортного центра», с 2020 г. — старший вице-президент государственного «Промсвязьбанка». Муж — Дмитрий Подгузов, замдиректора по административно-хозяйственным вопросам в больнице РЖД[700].

#### Сообщения о неофициальной семье
Журналисты «Proekt Media» утверждали, что Путин состоял в связи со студенткой Светланой Кривоногих, которая родила в 2003 году дочь Елизавету Владимировну, обладающую «феноменальным» внешним сходством с Путиным. В расследовании отмечается, что после окончания университета в 2000 году простая студентка вошла в капитал нескольких крупных компаний и стала владельцем 2,8 % доли в банке «Россия», которым руководит друг Путина Юрий Ковальчук. Пресс-секретарь Путина Дмитрий Песков назвал публикацию малоубедительной и несерьёзной, отказавшись от комментариев по сути. В феврале 2023 года Великобритания ввела санкции против Светланы Кривоногих как акционера банка «Россия» и Национальной Медиа Группы.
По данным неназванного источника швейцарской газеты Tages-Anzeiger, а также согласно расследованию издания «Проект», у Алины Кабаевой есть двое сыновей от Путина. Первый родился в 2015 году в клинике Sant'Anna в Швейцарии, второй — в Москве в 2019 году. Сообщения об отношениях Путина и Кабаевой впервые появились в газете «Московский корреспондент» в 2008 году; вскоре после этого газета была закрыта. В августе 2022 года США обосновали санкции против Кабаевой тем, что она, среди прочего, «имеет близкие отношения с Путиным».

### Сведения о доходах
В феврале 2008 года Путин на вопрос о своём денежном состоянии и источниках своего богатства ответил, что является «самым богатым человеком не только в Европе, но и в мире», но его богатство — нематериальной природы: он «богат, потому что собирает эмоции», а также потому, что «народ России дважды доверил ему руководство такой великой страной». Утверждения о многомиллиардном состоянии Путин назвал «просто болтовнёй, которую нечего обсуждать», заключив, что «всё это они выковыряли из носа и размазали по своим бумажкам».
Декларированный доход Путина за 2018 год составил 8,6 миллиона рублей. Согласно декларации, в собственности Путина находятся квартира площадью 77 м² и гараж 18 м², также в пользовании квартира площадью 153,7 м². Путин по-прежнему владеет двумя автомобилями ГАЗ М21, автомобилем «Нива» и прицепом «Скиф». Официальный доход президента согласно декларации за 2019 год составил 9,7 миллиона рублей, состав движимого и недвижимого имущества по сравнению с 2018 годом не изменился.
В 2016 году заместитель министра финансов США по борьбе с терроризмом и финансовой разведке Адам Шубин обвинил Путина в коррупции и указал на то, что официальная зарплата в 110 тыс. долларов США в год не является точным показателем богатства президента России. В фильме «Тайные богатства Путина», показанном Би-би-си 25 января, Шубин выразил мнение, что «у Путина большой опыт в маскировке своего реального состояния».

### Состояние здоровья

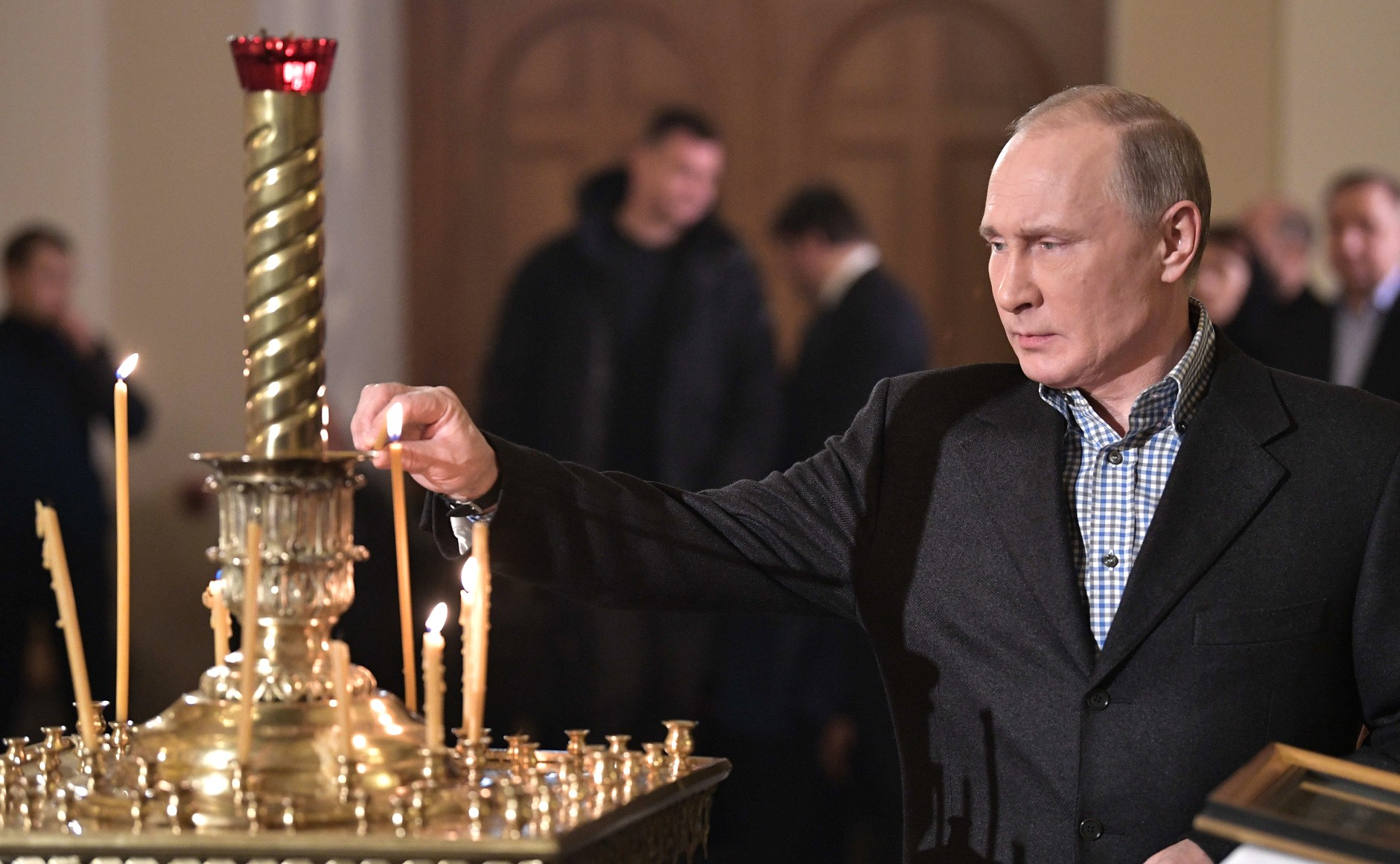
Путин на Рождественском богослужении в церкви Симеона и Анны в 2018 году

Путин придерживается здорового образа жизни, не курит и не приветствует курение окружающих, но, по словам своего врача Сергея Миронова, скептически относится к приёму медикаментов. В случае крайней необходимости лечение проходит в Центральной клинической больнице.
27 ноября 2012 года президент Беларуси Александр Лукашенко подтвердил травму спины Путина.

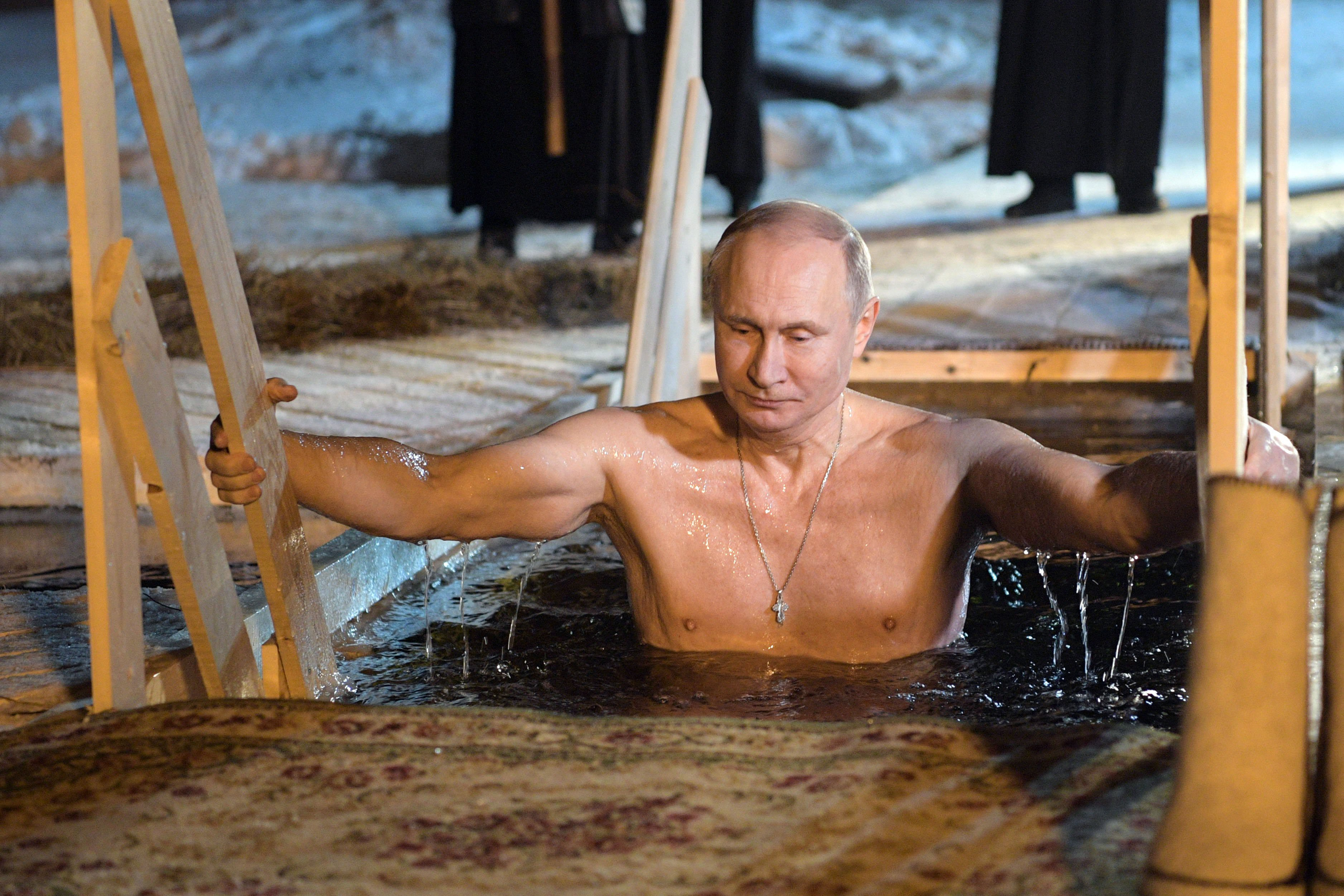
Путин на крещенских купаниях на Селигере, 19 января 2018 года

В 2022 году издание «Проект» опубликовало расследование, в котором на основании сайта госзакупок сделало вывод, что во время пребывания в Сочи политика сопровождает целая группа врачей, которых селят рядом с ним в горнолыжном курорте «Лаура», в гостиницах «Гранд Отель Поляна» и «Поляна 1389 Отель и Спа», либо недалеко от резиденции в «Руси» и санатории «Сочи». Ещё в 2016—2017 годах президента в Сочи регулярно сопровождали в среднем пять врачей, к 2019 году их число выросло до девяти. Самые частые спутники — отоларингологи Алексей Щеглов (59 приездов и 282 дней пребывания) и Игорь Есаков, а также хирург Евгений Селиванов (35 и 166). Даты заселения и выселения врачей совпадают либо со временем официальных визитов президента в Сочи, либо с периодами его необъяснимых исчезновений из публичного пространства.
В пандемию в России была создана обширная система охраны здоровья Путина. Попасть на встречу с ним можно было только после множества анализов. Врачи, с которыми поговорила Би-би-си, называют эти меры избыточными; в других странах даже пожилые лидеры в основном соблюдали те же профилактические меры, что и обычные люди. 13 сентября 2021 года Путин сообщил, что должен уйти на изоляцию, так как вокруг слишком многие болеют коронавирусом. После этого он стал общаться с людьми, находясь от них на очень большом расстоянии, по разные стороны огромных столов.
По данным трёх представителей разведки США, опубликованным в журнале Newsweek, в апреле 2022 года Путин прошёл курс лечения от прогрессирующей формы рака. Представители разведки отметили, что отсутствие встреч Путина с лидерами других стран не даёт возможностей оценить его здоровье и что изоляция повысила уровень спекуляций на тему здоровья президента РФ.
20 июля директор ЦРУ Уильям Бёрнс заявил, что сведений о том, что Владимир Путин психически неустойчив или у него плохое здоровье, нет. BBC назвал информацию о возможных проблемах со здоровьем российского президента «неподтверждёнными слухами».

## Резиденции и служебный транспорт

Ограда резиденции Ново-Огарёво

С 2000 года Путин постоянно живёт в резиденции Ново-Огарёво в ближайшем Подмосковье. Также официальными президентскими резиденциями являются: под Санкт-Петербургом — Константиновский дворец в Стрельне; в Сочи — Бочаров Ручей; в Тверской области — «Русь» (на территории национального парка «Завидово»); на Валдайском озере — Долгие Бороды. В Кремле у Путина есть служебная квартира.
Решение пользоваться вертолётом для поездок на работу Путин объяснял желанием избавить Москву от пробок, которые вызывал ежедневный проезд президентского кортежа. До 2018 года в качестве служебного автомобиля служил Mercedes Pullman, в 2018 году на инаугурации Путин впервые публично выехал на новом российском лимузине проекта «Кортеж». Постоянным президентским самолётом является Ил-96, на борту которого находятся служебный кабинет и апартаменты главы государства, зал для совещаний, командный пульт управления Вооружёнными силами.

## Путин в культуре
Путина часто упоминают в популярной, уличной, интернет-культуре. Президенту посвящаются картинки, плакаты, песни, граффити, видеоролики и фильмы (включая документальные), анекдоты и прочее.
29 мая 2018 года в селе Частоозерье Курганской области открыли памятник «Служение Отечеству». Предполагалось, что в центре монумента будет находиться 3,5-метровая фигура Владимира Путина. Однако резко против выступила администрация президента и за два дня до открытия монумента скульптуру демонтировали.

### В филателии

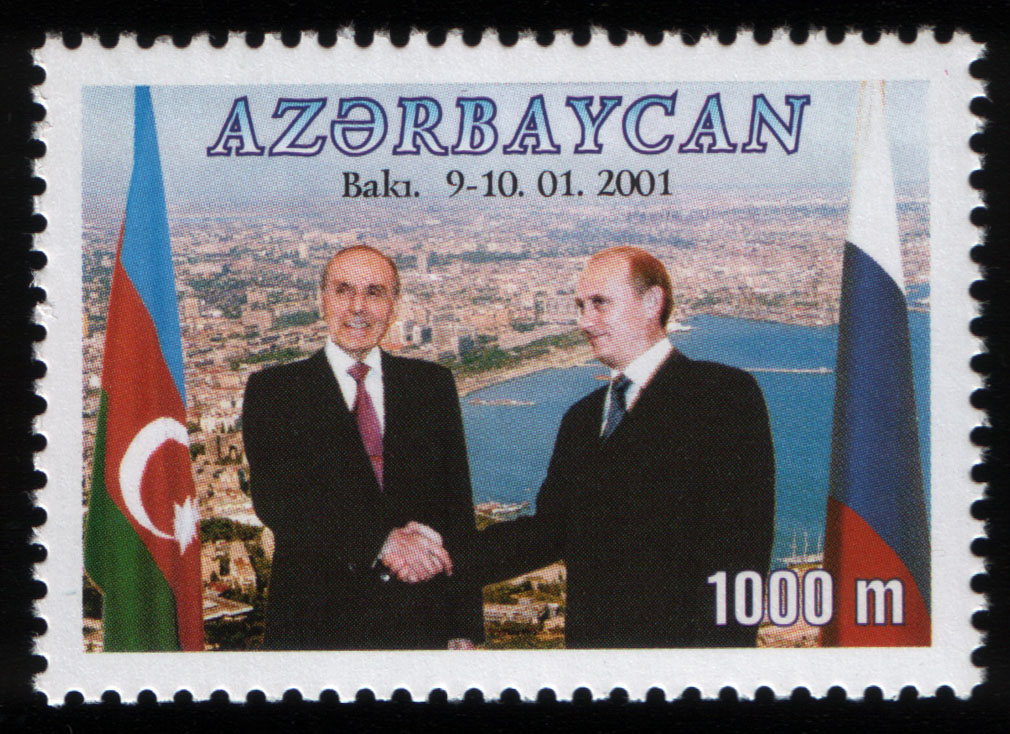
С Гейдаром Алиевым на почтовой марке Азербайджана (2001)

В. В. Путину были посвящены три почтовые марки России, а также почтовые марки Азербайджана, КНДР, Либерии, Молдовы, Словакии, Словении, Украины и Узбекистана.

### Фильмография
- 2001 — «Путин. Високосный год»[745][746]. Фильм о первом годе президентства Владимира Путина.
- 2007 — «55» — документальный фильм Никиты Михалкова о президентстве Владимира Путина. Был показан к 55-летию Путина.
- 2012 — фильм «Путин, Россия и Запад»[747][748]
- 2015 — «Президент» — российский полнометражный документальный фильм Владимира Соловьёва.
- 2015 — «Крым. Путь на Родину» — российский полнометражный документальный фильм Андрея Кондрашова.
- 2015 — «Миропорядок» — российский полнометражный документальный фильм Владимира Соловьёва.
- 2016 — «Украина в огне» — американский полнометражный документальный фильм Игоря Лопатёнка.
- 2017 — «Интервью с Путиным» — американский четырёхсерийный документальный фильм Оливера Стоуна.
- 2017 — «Большой, любимый, дорогой» — российский короткометражный художественный фильм детской киностудии «Десятая муза».
- 2018 — «Валаам» — российский документальный фильм Андрея Кондрашова.
- 2018 — «Миропорядок 2018» — российский полнометражный документальный фильм Владимира Соловьёва.
- 2018 — «Путин» — российский полнометражный фильм Андрея Кондрашова.
- 2018 — «Свидетели Путина» — российский документальный фильм Виталия Манского.
- 2018 — «Дело Собчака» — российский документальный фильм Веры Кричевской.
- 2019 — «В борьбе за Украину» — американский полнометражный документальный фильм Игоря Лопатёнка.
- 2020 — сериал «Путин: история русского шпиона»[749]. Трёхсерийный документальный фильм[750].
- 2021 — «Дворец для Путина. История самой большой взятки» — документальный фильм-расследование ФБК.

## Воинское звание и классный чин
- Полковник запаса (1999 год)[751]
- Действительный государственный советник Российской Федерации 1-го класса (3 апреля 1997 года)[752]

### Комментарии
1. ↑  В декабре 2000 года в Госдуму был внесён и в срочном порядке принят закон о возвращении советского государственного гимна вместо „Патриотической песни“ Михаила Глинки. Гимн в новой редакции впервые прозвучал 30 декабря 2000 года.